# Liste geflügelter Worte/A

## A Star is born.

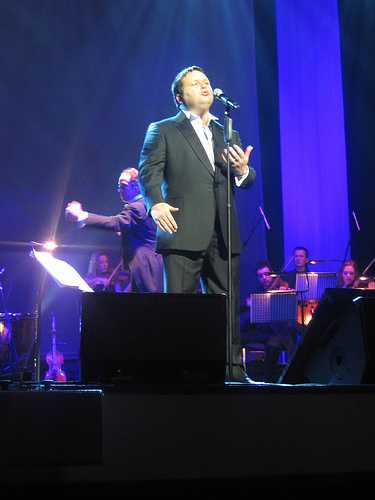
Paul Potts

A Star Is Born („Ein Stern geht auf“) ist ein Film aus dem Jahr 1937, für den die Geschichte eines Mädchens vom Lande entwickelt wurde, das in Hollywood zum Filmstar aufgebaut wird. Im Sinne eines oftmals plötzlich erscheinenden, neuen Stars im Showgeschäft wird die Redewendung gelegentlich verwendet. In der Neuverfilmung unter der Regie von George Cukor im Jahr 1954 lautet der deutsche Titel Ein neuer Stern am Himmel. In der dritten Bearbeitung des Stoffes A Star Is Born von 1976 spielt dieser in der Welt der Rock- und Pop-Musik.

## A und O

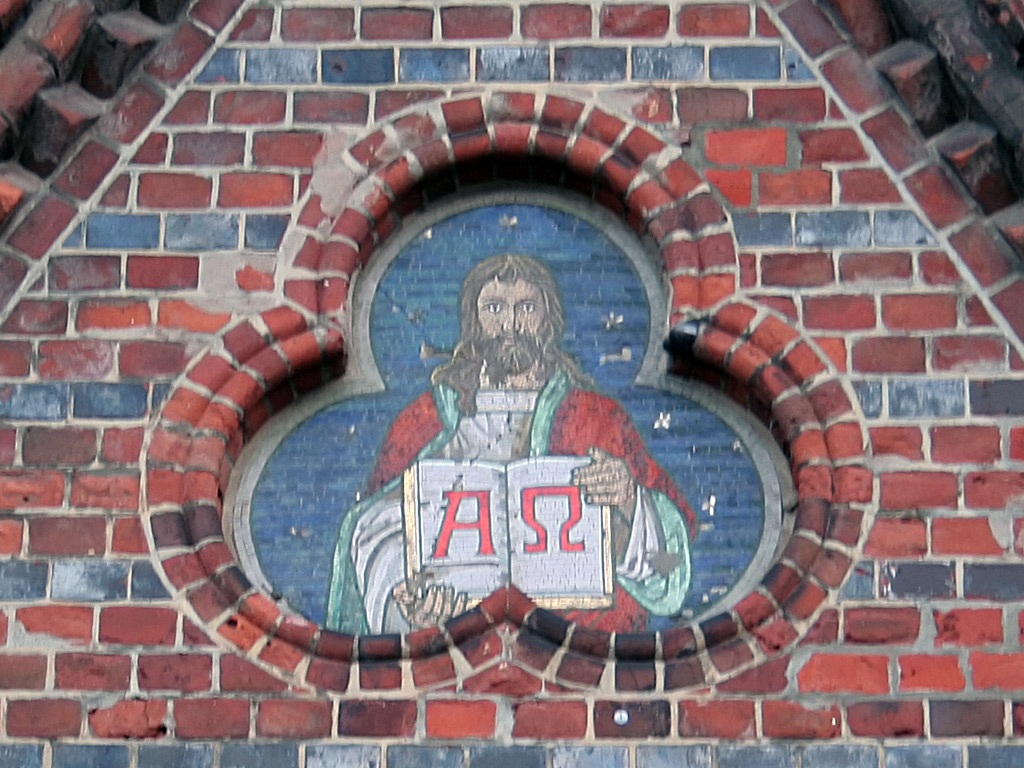
Alpha und Omega an der St. Nikolai (Kiel)

Die Wendung A und O geht zurück auf eine Stelle aus der Offenbarung des Johannes, in der es im griechischen Originaltext heißt:

«Ἐγὼ τὸ ἄλφα καὶ τὸ ὦ, ὁ πρῶτος καὶ ὁ ἔσχατος, ἡ ἀρχὴ καὶ τὸ τέλος.»

„Egō to alpha kai to ō, ho prōtos kai ho eschatos, hē archē kai to telos.“

„Ich bin das A und das O, der Erste und der Letzte, der Anfang und das Ende.“

A und O entsprechen dabei Alpha und Omega, dem ersten und letzten Buchstaben des griechischen Alphabets. „A und O“ ist also eine Metapher für Gott, der nach christlichem Glauben an Anfang und Ende der Zeiten steht. Heute hat die Wendung die Bedeutung „das Wesentliche, die Hauptsache“.
Im Weihnachtslied In dulci jubilo wird am Ende der ersten Strophe lateinisch „du bist das A und O“ gesungen

„In dulci jubilo,
 nun singet und seid froh!
 Unsers Herzens Wonne
 leit in præsepio
 und leuchtet als die Sonne
 matris in gremio.
  Alpha es et O.“

## Ab nach Kassel!
Die Entstehung der Redensart Ab nach Kassel wird häufig in die Zeit des nordamerikanischen Unabhängigkeitskrieges datiert, als deutsche Landesfürsten, unter ihnen auch der hessische Landgraf Friedrich II., dem britischen König Soldaten zur Verfügung stellten. Andere sehen den Ursprung dieser Redensart in der Zeit nach der französischen Kapitulation von Sedan, als Napoleon III. auf Schloss Wilhelmshöhe bei Kassel interniert wurde.
Auf der Homepage der Stadt Kassel wird erklärt, dass die Redensart „Ab nach Kassel“ nichts mit der Entsendung von Soldaten zu tun haben kann, denn die Sammelstellen für die Rekruten hätten nicht in der Stadt, sondern in kleineren Orten wie zum Beispiel Ziegenhain gelegen. Fest stehe allerdings, dass der Ausruf verwendet wurde, als die Aachener nach der Schlacht bei Sedan 1870 dem in Gefangenschaft nach Kassel reisenden französischen Kaiser Napoléon III. auf dem Bahnhof zuriefen: „Ab nach Kassel!“ Die Stadt Kassel hat den Spruch in der Bedeutung umgekehrt und lange als Werbespruch verwendet.

## Ab ovo

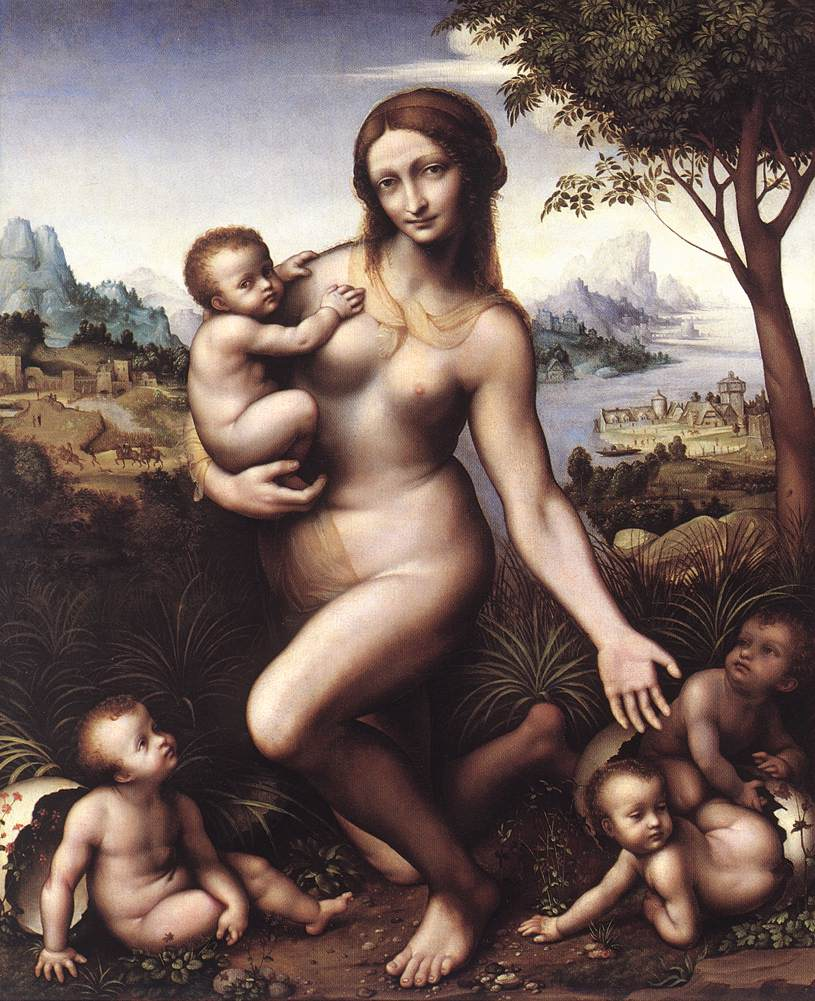
Leda mit ihren Kindern und den Eierschalen

Die lateinische Wendung ab ovo („vom Ei an“) bedeutet auch heute noch sehr weitschweifig, vom allerersten Anfang an.
Der römische Dichter Horaz lobt Homers Epos Ilias als gutes Beispiel dafür, wie der Anfang eines epischen Gedichts zu gestalten sei, denn Homer führt rasch mitten in das Geschehen hinein und beginnt seine Erzählung des Trojanischen Kriegs nicht mit dem doppelten Ei der Sage um Leda und dem Schwan. Zeus schwängerte Leda in der Gestalt eines Schwanes, doch auch ihr Ehemann Tyndareos schlief in derselben Nacht mit ihr und so gebar Leda zwei Eier mit insgesamt vier Kindern:
- von Zeus Helena und Polydeukes,
- von Tyndareos Klytaimnestra und Kastor.

Hätte Leda das Ei mit Helena nicht gelegt, wäre Paris nicht mit ihr durchgebrannt und es hätte den Krieg um Troja nie gegeben.
Alternativ: Bei den Römern fing jedes Essen mit Eiern an und endete mit Obst, meist Äpfeln: “Ab ovo usque ad mala” (Von den Eiern bis zu den Äpfeln).
Die Benutzung von ab ovo rührt von der Ars poetica (Dichtkunst) des römischen Dichters Horaz her, in der er einen idealen epischen Dichter als jemanden beschreibt,

“nec gemino bellum Troianum orditur ab ovo”

„der den Krieg um Troja nicht mit dem Zwillingsei beginnt, [sondern den Leser gleich In medias res führt.]“

## Aber bitte mit Sahne!
Aber bitte mit Sahne! ist der Titel und Refrain eines Lieds von Udo Jürgens aus dem Jahr 1976, mit dem er den Konsumrausch persifliert. In dem Lied wird von vier älteren Damen erzählt, die sich täglich in der Konditorei treffen und große Mengen von Kuchen und Süßigkeiten, garniert mit Sahne, in sich „hineinstopfen“.

## Aber dennoch hat sich Bolle ganz köstlich amüsiert.
Dies ist der Kehrreim des alten Berliner Liedes Bolle reiste jüngst zu Pfingsten, in dem ein Mann mit Namen Bolle bei einem Ausflug allerhand Missgeschicke erlebt, durch die er sich jedoch nicht um seine gute Laune bringen lässt.
Die erste Strophe des Liedes lautet:

„Bolle reiste jüngst zu Pfingsten
 Nach Pankow nahm sein Ziel,
 Da hat er seinen Jüngsten
 Verloren im Gewühl.
 Drei volle Viertelstunden
 Hat er nach ihm gespürt:
 Aber dennoch hat sich Bolle
 Ganz köstlich amüsiert.“

## Aber der Novak lässt mich nicht verkommen.
Diese Worte sind ein Vers aus dem sogenannten Novak-Lied des österreichischen Komponisten Hugo Wiener, das mit den folgenden Worten beginnt:

„Ich habe einen Mann, den viele möchten
 der immer mich bewahrt vor allem schlechten
 ein jeder kennt ihn – Novak ist sein Name
 ihm dank ich es, daß heut’ ich eine Dame“

Am Ende einer jeden Strophe heißt es dann, sie hätte entweder schon ein böses Ende oder Morphium genommen:

„[…] aber der Novak läßt mich nicht verkommen.“

Das Lied war in Österreich verboten und wurde zuerst 1954 im Münchner Nachtlokal Bei Gisela allabendlich vorgetragen. Es war allerdings die Rückseite der Novak-Platte, derentwegen ein Hamburger Jugendpfleger Anzeige erstattet hatte. Berühmt wurde das Chanson durch die österreichische Schauspielerin Cissy Kraner.
Hans Nowak (1937–2012) spielte 1958–1965 erfolgreich für den FC Schalke 04. Gelegentlich wurde deshalb das Novak-Lied so abgewandelt:

„Aber der Nowak lässt Schalke nicht verkommen.“

Unter dem Titel Aber der Hugo ließ mich nicht verkommen veröffentlichte Kraner 1994 ihre Memoiren und erinnerte an ihren „Lebensmenschen“, ihren Ehemann Hugo Wiener, der sie auf dem Klavier begleitete.

## Aber fragt mich nur nicht, wie?
Der Stoßseufzer „Aber fragt mich nur nicht wie?“, mit dem man zum Ausdruck bringt, dass man etwas nur mit Mühe bewerkstelligen konnte, stammt aus einem Gedicht Heinrich Heines, das vollständig lautet:

„Anfangs wollt’ ich fast verzagen
 Und ich glaubt’, ich trüg es nie;
 Und ich hab’ es doch getragen, –
 Aber fragt mich nur nicht: wie?“

Zum Fragezeichen am Ende schreibt der Literaturkritiker Burkhard Müller im Heinejahr 2006:

„Das Fragezeichen am Schluss verrät alles. Zu erwarten wäre ja ein Ausrufezeichen, denn immerhin handelt es sich der grammatischen Form nach um einen Befehl; aber stattdessen erblickt man diesen lockend gekrümmten Finger, das scheinbar Abgewehrte ergreift jäh das Kommando, die indirekte Frage schwingt sich zur antizipierten direkten auf.“

Welche Rolle Heine-Zitate im Alltag spielen, deutet Sigmund Freud an, der in einem Brief schreibt:

„Da genügt eine Verszeile (meist inkorrekt, also auswendig zitiert), um eine ganze Stimmungslage anzudeuten.“

Das Gedicht wird in verschiedenen Zusammenhängen zitiert. So steht eine Tagung über den Berufseinstieg von Akademikern unter dem Motto „Anfangs wollt ich fast verzagen“ und heißt ein Roman von Axel von Ambesser „Aber fragt mich nur nicht, wie …“

## Aber hier, wie überhaupt, kommt es anders, als man glaubt.
Dieses Zitat stammt aus dem ersten Kapitel von Wilhelm Buschs Bildergeschichte Plisch und Plum, in der erzählt wird, wie ein Mann namens Schlich zwei junge Hunde ertränken will. Doch werden die Hunde heimlich von zwei Knaben gerettet;

„Aber hier, wie überhaupt,
 Kommt es anders, als man glaubt.
 Paul und Peter, welche grade
 Sich entblößt zu einem Bade,
 Gaben still verborgen acht,
 Was der böse Schlich gemacht.“

Das Reimpaar fasst die Lebenserfahrung in Worte, dass häufig etwas einen ganz anderen Verlauf nimmt, als man es geplant hat. Es ähnelt dem folgenden Zitat, das laut Hermann Löns ebenfalls von Busch stammt, fälschlicherweise aber manchmal Alexander Spoerl zugeschrieben wird:

„Erstens kommt es anders, und zweitens als man denkt.“

## Abgrund von Landesverrat
In der Spiegel-Affäre des Jahres 1962 sah sich das Nachrichtenmagazin Der Spiegel der Strafverfolgung wegen angeblichen Landesverrats ausgesetzt. Der Artikel Bedingt abwehrbereit von Conrad Ahlers im Spiegel vom 10. Oktober hatte, unter anderem gestützt auf Resultate des NATO-Manövers Fallex 62, das Verteidigungskonzept der Bundeswehr unter Bundesverteidigungsminister Franz Josef Strauß in Frage gestellt.
Während einer tumultartigen Fragestunde im Bundestag verteidigte Bundeskanzler Konrad Adenauer Maßnahmen gegen den Spiegel mit den Worten:
„Wir haben“ (fortgesetzte Zurufe von der SPD) „einen Abgrund von Landesverrat im Lande“ (Abg. Seuffert: „Wer sagt das?“) „Ich sage das.“
Die verhafteten Spiegel-Redakteure wurden nach und nach aus der Untersuchungshaft entlassen, nach 103 Tagen auch Rudolf Augstein.

## Abschaum der Menschheit
Dieser Ausdruck ist eine Übersetzung aus dem 1. Brief an die Korinther des Apostels Paulus und heißt im griechischen Original:

«περικαθάρματα τοῦ κόσμου»

„perikatharmata tou kosmou“

In der Lutherbibel 1984 heißt es:

„10 Wir sind Narren um Christi willen, ihr aber seid klug in Christus; wir schwach, ihr aber stark; ihr herrlich, wir aber verachtet.11 Bis auf diese Stunde leiden wir Hunger und Durst und Blöße und werden geschlagen und haben keine feste Bleibe 12 und mühen uns ab mit unsrer Hände Arbeit. Man schmäht uns, so segnen wir; man verfolgt uns, so dulden wir’s; 13 man verlästert uns, so reden wir freundlich. Wir sind geworden wie der Abschaum der Menschheit, jedermanns Kehricht, bis heute.“

Der Ausdruck bezieht sich auf die Apostel, die von der Welt verachtet werden. Das davon abgeleitete Abschaum der Menschheit bezeichnet heute verächtlich kriminelle und asoziale Personengruppen.

## Abschied von gestern
Abschied von gestern ist der Titel eines Films von Alexander Kluge aus dem Jahr 1966. In der Geschichte eines jüdischen Mädchens, das aus der DDR in die Bundesrepublik flieht, spielt auch die Auseinandersetzung mit der Vergangenheit eine Rolle.
Zu Beginn des Films erscheint ein Schrifttitel:

„Uns trennt von gestern kein Abgrund, sondern die veränderte Lage.“

Auch danach wird die Handlung wiederholt von Zwischentiteln und Kommentaren, die Kluge selbst sprach, unterbrochen. Kaleidoskopartig wird so das Bemühen der Anita G. erzählt, in der Bundesrepublik Fuß zu fassen.

## Abseits ist, wenn der Schiedsrichter pfeift.
Das Zitat von Franz Beckenbauer wurde zur Standardphrase bei strittigen Abseitsentscheidungen im Fußballsport.
Dieses Zitat ist auch der Titel eines Buchs mit Weisheiten aus der Welt des Fußballs von Frank Langenfeld.

## Ach, es geschehen keine Wunder mehr!
Dieser Ausruf steht im dritten Auftritt des Prologs von Friedrich Schillers Drama Die Jungfrau von Orleans und zeigt die Zweifel an einem möglichen Sieg über die Engländer. Dieser Verzagtheit setzt Jeanne d’Arc die Worte entgegen:

„Es gescheh’n noch Wunder! Eine weiße Taube
 Wird fliegen und mit Adlerskühnheit diese Geier
 Anfallen, die das Vaterland zerreißen.“

## Ach, ich bin des Treibens müde!
Dieses Zitat stammt aus dem ersten der beiden Gedichte, die Goethe Wandrers Nachtlied betitelt hat. Der vollständige Text lautet:

„Der du von dem Himmel bist,
 Alles Leid und Schmerzen stillest,
 Den, der doppelt elend ist,
 Doppelt mit Erquickung füllest,
 Ach, ich bin des Treibens müde!
 Was soll all der Schmerz und Lust?
 Süßer Friede,
 Komm, ach komm in meine Brust!“

Für die 1789 bei Göschen erschienene Ausgabe seiner Werke führte Goethe einige Änderungen durch, und er ersetzte „Alle Freud“ durch „Alles Leid“ sowie „die Qual“ durch „der Schmerz“.

## Ach, ich hab’ sie ja nur auf die Schulter geküsst.
Diese Liedzeile stammt aus Carl Millöckers Operette Der Bettelstudent. In diesem Lied klagt der Gouverneur Oberst Ollendorf, dass ihn die umworbene Laura abgewiesen hat. Er hatte es gewagt, sie auf die Schulter zu küssen, und bekam daraufhin von ihr einen Schlag mit dem Fächer versetzt:

„Ach, ich hab’ sie ja nur
 Auf die Schulter geküsst
 Hier hab’ ich den Schlag gespürt
 Mit dem Fächer ins Gesicht. –
 Alle Himmelmillionendonnerwetter,
 heiliges Kanonenrohr.
 Mir ist manches schon passiert,
 Aber so etwas noch nicht!“

## Ach, sie haben einen guten Mann begraben.
Das Zitat stammt aus einem Gedicht von Matthias Claudius mit dem Titel Bei dem Grabe meines Vaters, dessen erste Zeilen folgendermaßen lauten:

„Friede sei um diesen Grabstein her!
 Sanfter Friede Gottes! Ach, sie haben
 Einen guten Mann begraben,
 Und mir war er mehr;“

Eine Grabinschrift für Chr. Fr. von Stein auf dem Stuttgarter Hoppenlaufriedhof variiert dieses Claudius-Zitat:

„Sie haben / Einen guten Mann / begraben,/ Uns war er [mehr]“

## Ach, spricht er, die größte Freud ist doch die Zufriedenheit.

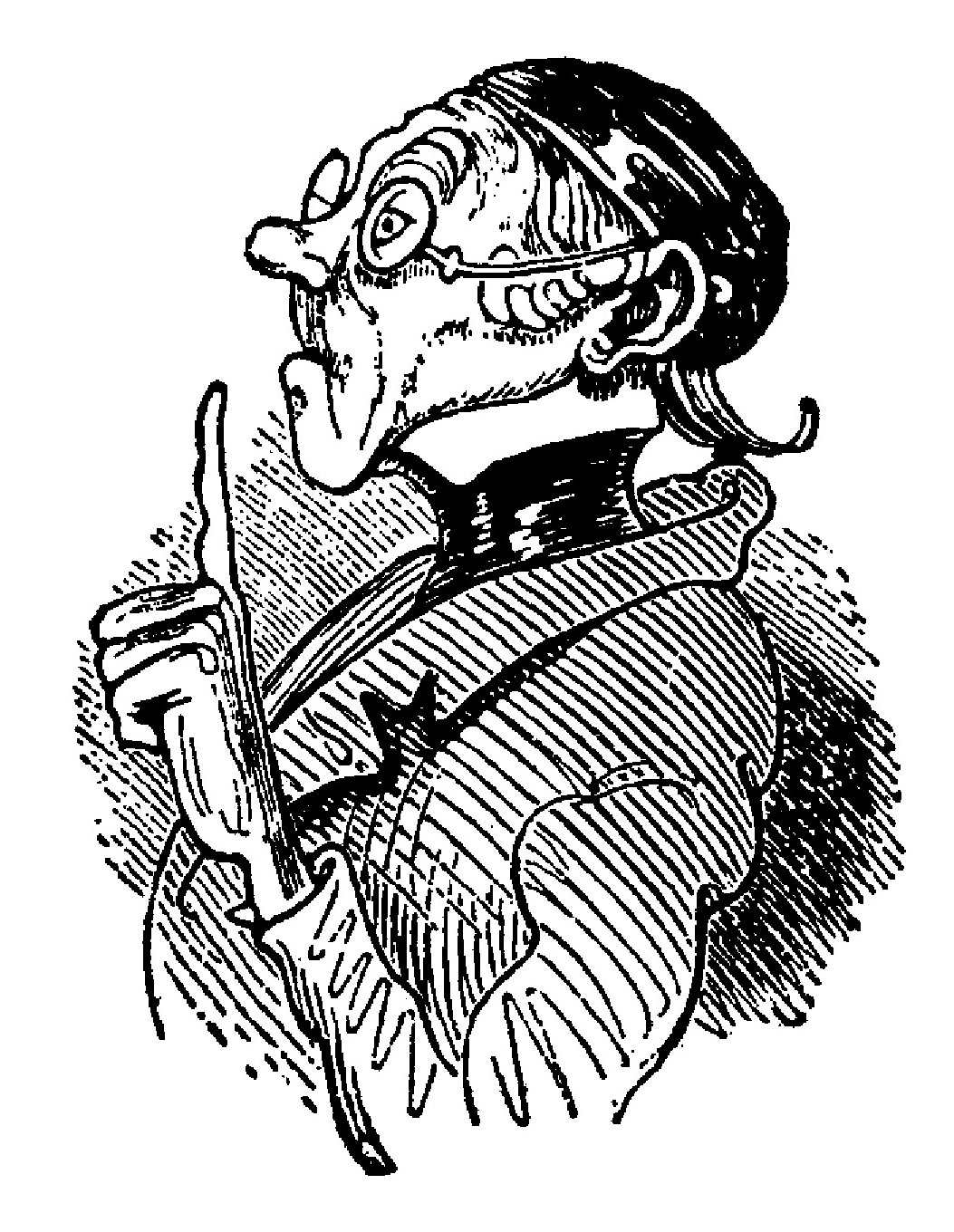
Lehrer Lämpel

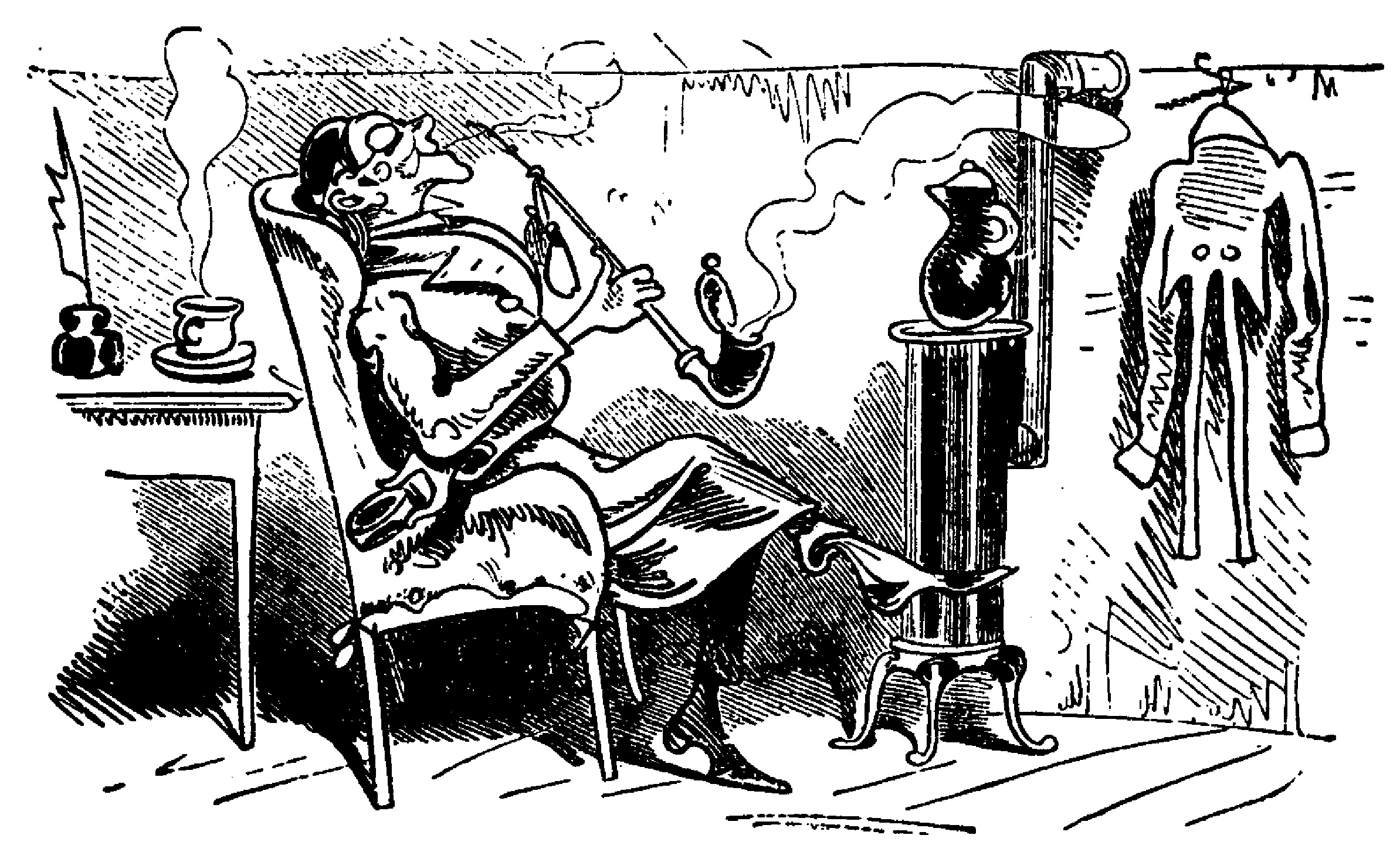
„Die größte Freud ist doch die Zufriedenheit!!“

Diese Verse stammen aus Wilhelm Buschs Lausbubengeschichte Max und Moritz. Im vierten Streich spielen die beiden ihrem Lehrer einen Streich, indem sie dessen Pfeife mit Schießpulver stopfen. Kurz bevor die Pfeife explodiert, äußert Lehrer Lämpel sein Behagen mit diesen Worten:

„Eben schließt in sanfter Ruh
 Lämpel seine Kirche zu;
 Und mit Buch und Notenheften
 Nach besorgten Amtsgeschäften
 Lenkt er freudig seine Schritte
 Zu der heimatlichen Hütte,
 Und voll Dankbarkeit sodann
 Zündet er sein Pfeifchen an.
 ‚Ach!‘ – spricht er – ‚Die größte Freud
 Ist doch die Zufriedenheit!!‘“

Man verwendet das Zitat gelegentlich auch als leise Kritik an großer Selbstzufriedenheit. So schreibt Willem Warnecke zur neuen digitalen Ausgabe der gesammelten Werke Wilhelm Buschs:

„Die Erträge seiner Werke bescherten ihm zudem in den letzten drei, vier Jahrzehnten ein stattliches Einkommen. Und zum 70. Geburtstag hatte sogar Seine Majestät der Kaiser selbst – zumindest telegraphisch – gratulieren lassen. Das hätte Busch doch nun Anlass genug sein sollen, sich seinem Lehrer Lämpel gleich zurückzulehnen: „Ach!“ – spricht er – „die größte Freud’ / Ist doch die Zufriedenheit!!!““

Doch waren seine Lebensumstände anders. Gescheitert war Busch bei seinen Versuchen auf dem Gebiet der Hohen Schule der Malerei und mit seinen ernsthaften literarischen Werken. So sagte er über seine populären Arbeiten:

„Meine Sachen habe ich schon lange nicht mehr angesehen – und will sie nicht mehr sehn.“

## Ach, wie gut, dass niemand weiß, dass ich Rumpelstilzchen heiß!
Dieser Reim stammt aus dem Märchen Rumpelstilzchen in der Märchensammlung der Brüder Grimm. Ein Männlein mit dem Namen Rumpelstilzchen hilft einer Müllerstochter, Stroh zu Gold zu spinnen. Er fordert aber dafür ihr erstes Kind, wenn sie erst Königin geworden ist. Sie soll ihr Kind aber behalten dürfen, wenn sie seinen Namen errät.
Im Märchen wird das so erzählt:

„Am dritten Tag aber kam der König von der Jagd heim und erzählte ihr: ich bin vorgestern auf der Jagd gewesen, und als ich tief in den dunkelen Wald kam, war da ein kleines Haus und vor dem [254] Haus war ein gar zu lächerliches Männchen, das sprang als auf einem Bein davor herum, und schrie: heute back ich, morgen brau ich,
 übermorgen hol ich der Frau Königin ihr Kind,
 ach wie gut ist, daß niemand weiß,
 daß ich Rumpelstilzchen heiß!‘“

Die erste Hälfte des Spruchs, „Ach, wie gut, dass niemand weiß“, wird oft scherzhaft zitiert, wenn man froh ist, dass etwas nicht bekannt ist:

„Ach wie gut, dass niemand weiß … Wie anonym sind Internet-Nutzer wirklich?“

Der Komiker Otto Waalkes wandelte den Reim nur leicht und machte daraus „Ach wie gut, dass niemand weiß, dass ich Rumpelheinzchen stieß.“
Die Schriftstellerin Gabriele Wohmann nahm diesen ersten Teil zum Titel eines Romans (Ach wie gut daß niemand weiß – Geschichte einer Selbstfindung), den sie im Jahr 1980 veröffentlichte. In dem Roman wird von einer Psychotherapeutin erzählt, die eine Praxisvertretung in der Schweiz übernimmt und die Außenwelt zunehmend ausblendet. Erst eine Vortragsreihe in die Vereinigten Staaten ermöglicht es ihr, zu sich selbst zu finden.
Die Autorin Evelyn Holst schrieb einen Kriminalroman über einen Spanner mit dem Titel Ach wie gut daß niemand weiß…
Die Popgruppe Münchener Freiheit benannte eines ihrer Lieder „Rumpelstilzchen“ (Album „Licht“, 1983), im Refrain heißt es „Ach wie gut, dass niemand weiß, wo ich herkomm, wie ich heiß, ach, wie gut, dass niemand weiß, dass mein Stilzchen Rumpel heißt“.

## Achse des Bösen

Bushs Achse des Bösen in Rot

Die Achse des Bösen (englisch: Axis of Evil) ist ein am 29. Januar 2002 von US-Präsident George W. Bush in einer Rede zur Lage der Nation geprägter Begriff, mit dem er die Länder Nordkorea, Iran und Irak in einen gemeinsamen Kontext stellte und behauptete, sie seien mit Terroristen alliiert und rüsteten auf, um den Weltfrieden zu bedrohen:

„Staaten wie diese, und die mit ihnen verbündeten Terroristen, bilden eine Achse des Bösen, die aufrüstet, um den Frieden der Welt zu bedrohen.“

Die Rede wurde in einer Pressemitteilung des Weißen Hauses veröffentlicht. Sie stammt wahrscheinlich von Bushs Redenschreiber und Biographen David Frum, einem ehemaligen kanadischen Journalisten. Frum betonte jedoch, er habe in seiner Version der Rede von einer „Achse des Hasses“ (Axis of Hate) gesprochen. Möglicherweise haben der Chef-Redenschreiber des Weißen Hauses, Michael Gerson, oder Bush persönlich den Ausdruck in „Achse des Bösen“ geändert. In einem Interview mit der ZDF-Sendung aspekte erklärte Frum, dass der Redewendung dadurch eine religiöse Konnotation gegeben werden sollte.
Der Begriff Achse (Axis) wurde zuerst von Winston Churchill verwendet und bezeichnete den Zusammenschluss Deutschlands, Italiens und Japans im Zweiten Weltkrieg als Achsenmächte (englisch: Axis Powers).

## Acht Stunden sind kein Tag.
Acht Stunden sind kein Tag war der Titel einer Fernsehserie, mit der Rainer Werner Fassbinder 1972 Aufsehen erregte. Er wollte mit dieser Arbeiterserie deutlich machen, wie stark die Zeit, die neben dem achtstündigen Arbeitstag noch verbleibt, von beruflichen, politischen und familiären Problemen bestimmt wird:

„Um eine »schöne populäre Art« müht er sich und nimmt die Unterhaltungsbedürfnisse des Publikums ernst – gerade weil in dieser Familienserie so einiges anders ist als bei früheren Exemplaren dieses Genres. Die Figuren sind nicht Bürger einer oberflächlichen, heilen Welt, sondern Menschen, die über gesellschaftliche Zwänge nachdenken, die sich den Problemen ihrer beruflichen und privaten Sphäre bewusst stellen und sich endlich aus eigener Kraft um eine Lösung bemühen.“

Der Serientitel wird heute zitiert, wenn man ausdrücken will, dass das Leben mehr ist als der Arbeitstag (siehe auch Work-Life-Balance, Vereinbarkeit von Familie und Beruf).

## Ad Acta
Der Ausdruck ad acta (‚zu den Akten‘) ist eine lateinische Phrase aus der Amtssprache. Dieser ehemals amtliche Vermerk wurde auf Eingaben angebracht, die keiner Entscheidung mehr bedurften und archiviert, also zu den Akten gelegt wurden. In der heutigen Verwendung bedeutet etwas ad acta legen, dass eine (gelegentlich lästige) Angelegenheit als erledigt betrachtet wird.

## Ad calendas Graecas
Der römische Geschichtsschreiber Sueton berichtet in seinen Kaiserbiographien von Kaiser Augustus, er habe von säumigen Schuldnern gesagt, sie bezahlten ad calendas Graecas (an den griechischen Kalenden).
Das bedeutet so viel wie „niemals“, weil es die römischen Zahltage, die Kalenden, im griechischen Kalender nicht gab, und entspricht dem deutschen Sankt Nimmerleinstag. Das Wort Kalenden leitet sich vom lateinischen Verbum calare (ausrufen) ab, da der jeweils erste Tag eines Monats der Auszurufende war, weil dann die Schulden bezahlt wurden.
Die Übersetzung der lateinischen Redensart ging auch in den Wortschatz moderner europäischer Völker ein:
- Französisch: „aux calendes grecques“
- Neugriechisch: „στις ελληνικές καλένδες“
- Rumänisch: „la calendele grecești“

## Ad maiorem Dei gloriam
Diese lateinische Formel bedeutet übersetzt „zur größeren Ehre Gottes“ und geht auf eine Textstelle in den Dialogen des Papstes Gregors des Großen zurück. Sie findet sich später in den Beschlüssen des Konzils von Trient und wurde von dem 1534 gegründeten Jesuitenorden zum Wahlspruch erhoben.
Peter Müller schreibt in einem Artikel über Das Management-Modell der Jesuiten, über dieses Motto, das es auch in der Form „Omnia ad majorem Dei Gloriam“ (abgekürzt: OAMDG), „Alles zur größeren Ehre Gottes“ gibt:

„Bezeichnend ist, daß hier die erste Steigerungsform gewählt wird, der Komparativ, nicht der Superlativ … Man könnte meinen, wenn es um die Ehre Gottes geht, kann nur das Beste, das Vollkommenste angestrebt werden. Aber der Superlativ, wenn er erreicht ist, bedeutet auch das Ende, es geht dann nicht mehr weiter, das „Mehr“ wird sinn-los, das Streben erlischt, es gibt nichts mehr zu lernen.“

## Ad usum Delphini
Die lateinische Formel Ad usum Delphini im Sinne von gereinigter Ausgabe bedeutet wörtlich „für den Gebrauch des Dauphins“. Für den Unterricht des französischen Thronfolgers wurden auf Veranlassung seines Erziehers Ausgaben antiker Klassiker von moralisch oder politisch anstößigen Stellen gereinigt, die erst am Schluss zusammengestellt wurden. Die Bezeichnung wurde später auf Bearbeitungen literarischer Werke für die Jugend bezogen.

## Adé nun, ihr Lieben! Geschieden muss sein.
Diese beiden Sätze sind zwei Zeilen aus der ersten Strophe des Wanderlieds Wohlauf noch getrunken den funkelnden Wein! von Justinus Kerner. Die Anfangszeilen werden gelegentlich als Aufforderung bei einem Umtrunk zitiert. Das Lied endet mit der folgenden Strophe:

„Wohl auf noch getrunken den funkelnden Wein!
 Ade nun, ihr Lieben, geschieden muß sein
 Ade nun ihr Berge, du väterlich Haus
 Es treibt in die Ferne mich mächtig hinaus.“

## Adel verpflichtet
Wörtliche Übersetzung der französischen Maxime noblesse oblige aus Pierre Marc Gaston Duc de Lévis’ 1808 erschienenen Buch Maximes et réflexions sur différents sujets de morale et de politique (Maximen und Reflexionen zu verschiedenen Themen der Moral und Politik).
Eine parodistische Abwandlung ist „Tadel verpflichtet“. Mehrere Kriminalgeschichten tragen den Titel „Adel vernichtet“.
Siehe auch:
- Adel verpflichtet, deutscher Titel des britischen Spielfilms Kind Hearts and Coronets von 1949
- Adel verpflichtet, Brettspiel von Klaus Teuber.
- Noblesse Oblige, britische Elektroband.

## Ägyptische Finsternis
Der Ausdruck Ägyptische Finsternis geht auf das 2. Buch Mose zurück. Dort wird von einer großen Finsternis, einer der zehn Plagen, berichtet, von der Ägypten drei Tage lange heimgesucht wird, da der Pharao das Volk Israel nicht wegziehen ließ. Die Bibelstelle lautet folgendermaßen:

„21 Da sprach der HERR zu Mose: Recke deine Hand gen Himmel, dass eine solche Finsternis werde in Ägyptenland, dass man sie greifen kann. 22 Und Mose reckte seine Hand gen Himmel. Da ward eine so dicke Finsternis in ganz Ägyptenland drei Tage lang, 23 dass niemand den andern sah noch weggehen konnte von dem Ort, wo er gerade war, drei Tage lang. Aber bei allen Israeliten war es licht in ihren Wohnungen.“

Umgangssprachlich steht dieser Ausdruck scherzhaft für eine große Dunkelheit, aber auch literarisch wird er gebraucht, wie zum Beispiel bei Wilhelm Raabe:

„Wenn nun Monsieur Thedel von Münchhausen aus dem Bevernschen sich noch bei Nacht im wilden Weserwalde zurechtzufinden wußte, so hätte ihn eine doppelte ägyptische Finsternis nicht gehindert, irgendein Ziel tief unten im Gewölbe oder hoch oben auf dem Dache von Amelungsborn ohne Anstoß zu erreichen.“

Ägyptische Finsternis bezeichnet heute die Sandstürme, die am Nordrand der Sahara vorkommen und die Sichtweite bis auf einige Meter reduzieren können. In der Region nennt man diese Stürme Dunkelmeer.

## Aktion ist gleich Reaktion.
Das lateinische Actio est reactio oder actio und reactio sind Kurzformeln für das dritte Newtonsche Gesetz.
Im alltäglichen Sprachgebrauch wird dieses gern auf menschliches Handeln übertragen, das ebenfalls stets Folgen habe, die besser vorher bedacht werden sollten.

„Wie in der Physik actio = reactio gilt, gilt auch für die Struktur des Lebens, dass das Objekt der Aktivität des Subjektes eine gleichrangige Aktivität entgegensetzen muss.“

## All mein Hoffen, all mein Sehnen
In Wilhelm Buschs Bildergeschichte Max und Moritz wird im „Ersten Streich“ geschildert, wie die beiden Knaben den Hühnern der Witwe Bolte an Schnüre gebundene Brotstücke zu fressen geben. Die Hühner bleiben mit den Schnüren an einem Ast hängen. Beim Anblick ihres toten Geflügels ruft die Witwe verzweifelt aus:

„Fließet aus dem Aug, ihr Tränen!
 All mein Hoffen, all mein Sehnen,
 Meines Lebens schönster Traum
 Hängt an diesem Apfelbaum!“

Dass die Witwe Bolte ihre Hühner als ihres „Lebens schönster Traum“ bezeichnet, zeigt Wilhelm Buschs distanzierte Haltung gegenüber den spießigen Bürgeridealen seiner Zeit.
Der Vers „All mein Hoffen, all mein Sehnen“ wird scherzhaft zitiert, wenn man auf etwas anspielen will, worauf man seine Hoffnung gesetzt hat:
- „All’ mein Hoffen, all’ mein Sehnen, meines Lebens schönste Droge ist doch meine Anwaltsrobe.“
- „All mein Hoffen, all mein Sehnen fokussierte sich auf diese eine Aussage.“
- „All mein Sehnen all mein Hoffen hat mich tief ins Herz getroffen.“

## Alle glücklichen Familien sind einander ähnlich.
Der berühmte Anfangssatz aus Leo Tolstois Roman Anna Karenina (Анна Каренина) lautet auf Russisch:

„Все счастливые семьи похожи друг на друга, каждая несчастливая семья несчастлива по-своему“

„Alle glücklichen Familien sind einander ähnlich; jede unglückliche Familie jedoch ist auf ihre besondere Weise unglücklich.“

Der Roman verwebt die Geschichten dreier adliger Familien. Anna Karenina ist mit dem Staatsbeamten Karenin verheiratet. Ihre Liebesaffäre mit einem Grafen führt zum Bruch der Ehe und zu ihrem Suizid vor einem Zug.
In der online-Ausgabe der Frankfurter Allgemeinen Zeitung wird dieser Satz im Zusammenhang mit der deutschen Bildungspolitik zitiert:

„Hätte man nur drei Sätze, um die Ergebnisse der jetzt veröffentlichten Pisa-Studie 2003 zusammenzufassen, so müßten sie lauten: Es gibt Familien. Alle glücklichen Familien sind einander ähnlich, alle unglücklichen Familien aber sind auf länderspezifische Weise unglücklich. Und: Wir stehen vor einem Desaster sowohl der deutschen Einwanderungspolitik wie des Umganges mit den Unterschichten in diesem Land.“

Tolstois Roman steht thematisch neben anderen bedeutsamen realistischen Romanen in Europa, was zeigt, wie wichtig das Sujet (Ehebruch) in dieser Zeit war. Madame Bovary von Gustave Flaubert, Effi Briest und L’Adultera von Theodor Fontane können für diese Art des „Verführungsromans“ am Ende des 19. Jahrhunderts zum Vergleich herangezogen werden.
Aufgrund dieses Satzes wird die Gesetzmäßigkeit, wonach Erfolg eintritt, wenn alle dafür nötigen Bedingungen erfüllt sind, während Misserfolg bereits dann eintritt, wenn auch nur eine der Bedingungen nicht erfüllt ist, als Anna-Karenina-Prinzip bezeichnet: Erfolgsfälle gleichen sich, da immer alle Bedingungen erfüllt sind, Misserfolgsfälle unterscheiden sich voneinander, da jeweils andere Bedingungen nicht erfüllt sind.

## Alle großen Männer sind bescheiden.
Das Zitat stammt aus Gotthold Ephraim Lessings Briefen, die neueste Literatur betreffend. Dort äußert sich Lessing über den eitlen Literaturtheoretiker Johann Christoph Gottsched. Er äußert seine Überzeugung, dass wirkliche Größe nicht das Bedürfnis weckt, sich besonders in Szene zu setzen.
1751 rezensiert Lessing die Gedichte des ungekrönten Literaturpapstes Gottsched. Zunächst lobt er das Äußere des Buches, dann aber wird er zynisch:

„Von dem Innerlichen aber einen zureichenden Entwurf zu geben, das übersteigt unsre Kräfte.“

Der Gedanke ist auch heute noch lebendig. So heißt es zum Beispiel vom Comiczeichner William van Horn:

„Viel war bisher nicht über ihn bekannt, denn wie alle großen Männer ist er bescheiden. Das grelle Scheinwerferlicht und euphorisch kreischende, mit Stofftieren werfende Fans sind sein Fall nicht.“

## Alle großen Wahrheiten waren anfangs Blasphemien.
Diese Feststellung wird dem irischen Schriftsteller George Bernard Shaw zugeschrieben:

„All great truths begin as blasphemies.“

Blasphemie bezeichnete ursprünglich das öffentliche Leugnen bestimmter Glaubensinhalte einer Religion und gilt in vielen Religionen als schweres religiöses Vergehen. Shaws Äußerung kann man auf die Lehren der großen Religionsgründer anwenden, die man zum großen Teil als Abspaltungen von bestehenden Religionen sehen kann. Demzufolge wäre der Buddhismus eine Abspaltung vom Hinduismus und das Christentum eine Abspaltung vom Judentum.
Vom britischen Philosophen Bertrand Russell stammt ein ähnlicher Ausspruch:

„Jede große Idee tritt an als Blasphemie.“

Die letzten Worte des französischen Aufklärers Denis Diderot waren:

« Le premier pas vers la philosophie, c’est l’incrédulité. »

„Der erste Schritt zur Philosophie ist der Unglaube.“

## Alle Jahre wieder
Siehe auch Alle Jahre wieder (Begriffsklärung)

## Alle Jubeljahre
Woher kommt der Begriff Jubeljahr? Büchmann verweist auf die alttestamentlichen Wurzeln des Wortes:

„Lev. Kapitel 25 ist überschrieben ‚Sabbatjahr und Erlaßjahr‘, im unrevidierten Text ‚Feier- und Jubeljahr‘. Den Kindern Israel wird darin befohlen, jedes fünfzigste Jahr mit dem Schall der Posaune (hebräisch: jobel) als ein Erlaßjahr anzukündigen, in dem ein jeder ‚zu seiner Habe und zu seiner Sippe kommen‘ soll.“

Das Jubeljahr des mittelalterlichen Christentums wurde alle 50 Jahre als besonders Heiliges Jahr ausgerufen, in dem ein besonderer Sünden-Ablass möglich war. Die Periodendauer wurde immer weiter verringert, bis sie schließlich die heute üblichen 25 Jahre erreichte.
Daraus abgeleitet ist die Redewendung „alle Jubeljahre einmal“, was so viel heißt wie „extrem selten“, da der Mensch in der Regel nur zwei bis drei dieser Jubeljahre erlebte. Das Jubeljahr hieß ursprünglich Jobeljahr. Das hebräische Wort Jobel steht für den Klang des Schofars, der das Jubeljahr ankündigt.
Das Sabbatjahr ist in der Torah ein Ruhejahr für das Ackerland – jeweils nach 6 Jahren in Analogie zum Sabbat als Ruhetag (Exodus 23:10–11, Leviticus 25:1–7). Während des ganzen Jahres musste alle Feldarbeit ruhen, auch wurden die Sklaven freigelassen; verkaufte und verpfändete Grundstücke kamen ohne Entschädigung wieder an den ursprünglichen Besitzer oder seine rechtmäßigen Erben zurück und alle Schulden wurden erlassen. Der Hauptzweck dieser Einrichtung war, die Gleichheit unter den Güterbesitzern zu erhalten.
Siehe auch: Jubiläum (Begriffsklärung)

## Alle Kreter lügen.
Das berühmte altgriechische Paradoxon des Epimenides „Κρῆτες ἀεὶ ψεῦσται.“ (deutsch: „Kreter sind immer Lügner.“) zitiert der Apostel Paulus in seinem Brief an Titus (1,12 ).
Das Paradoxon des Epimenides aus Kreta gilt als eine der ersten Formulierungen des Lügner-Paradoxons. Spätere Nachformulierungen verwenden häufig „Alle Kreter lügen immer“ zur Vereindeutigung. Nimmt man an, dass die Aussage wahr ist, so lügen alle Kreter immer. Dies gilt auch für Epimenides, in diesem speziellen Fall hätte er dann jedoch die Wahrheit gesagt, was seine Aussage unwahr machen würde.
Nimmt man jedoch an, dass die Aussage nicht wahr ist, so kann man sie umformulieren zu: „Manche Kreter sind keine Lügner.“ Wenn man annimmt, dass Epimenides lügt, ergibt sich eine widerspruchsfreie Aussage, es handelt sich also nicht um ein Paradoxon im strengen Sinne.

## Alle Macht den Räten!
Dieses von Lenin geprägte Schlagwort der russischen Oktoberrevolution (manchmal wiedergegeben als „Alle Macht den Sowjets!“; sowjet ist das russische Wort für Rat) wurde 1918/19 von den deutschen Spartakisten übernommen. Diese Gruppe forderte ein Rätesystem als Regierungsform für Deutschland.

## Alle Menschen sind von Geburt aus gleich.
Dieser Grundsatz findet sich in der Unabhängigkeitserklärung der Vereinigten Staaten vom 4. Juli 1776, die von Thomas Jefferson, dem späteren dritten Präsidenten der USA, verfasst wurde. Im ersten Satz des zweiten Absatzes heißt es:

“We hold these truths to be self-evident, that all men are created equal, that they are endowed by their Creator with certain unalienable Rights, that among these are Life, Liberty and the pursuit of Happiness.”

„Wir halten diese Wahrheiten für ausgemacht, dass alle Menschen gleich erschaffen wurden, dass sie von ihrem Schöpfer mit gewissen unveräußerlichen Rechten begabt wurden, worunter Leben, Freiheit und das Streben nach Glückseligkeit sind.“

Auch in der französischen Erklärung der Menschen- und Bürgerrechte aus dem Revolutionsjahr 1789 heißt es im ersten Artikel:

« Les hommes naissent et demeurent libres et égaux en droits. Les distinctions sociales ne peuvent être fondées que sur l’utilité commune. »

„Die Menschen werden frei und gleich an Rechten geboren und bleiben es. Soziale Unterschiede dürfen nur im allgemeinen Nutzen begründet sein.“

## Alle Menschen werden Brüder.
Dieses berühmte Zitat stammt aus der Umarbeitung von Friedrich Schillers Gedicht An die Freude durch Ludwig van Beethoven im 4. Satz der 9. Sinfonie:

„Freude schöner Götterfunken,
 Tochter aus Elysium,
 Wir betreten feuertrunken,
 Himmlische, dein Heiligtum!
 |: Deine Zauber binden wieder,
 Was die Mode streng geteilt;
 Alle Menschen werden Brüder,
 Wo dein sanfter Flügel weilt.:|“

In Schillers Originaltext hatte die Stelle noch folgenden Wortlaut:

„Deine Zauber binden wieder,
 was der Mode Schwerd getheilt;
 Bettler werden Fürstenbrüder,
 wo dein sanfter Flügel weilt.“

1972 wurde das Hauptthema des letzten Satzes offiziell zur Europahymne bestimmt und 1985 von der Europäischen Gemeinschaft als deren offizielle Hymne angenommen.
In der Süddeutschen Zeitung heißt es unter der Überschrift Auf diese Phrasen können Sie bauen zu diesem berühmten Schiller-Zitat:

„Zu sich selbst kommt dieser Vers in der Musik: Wenn ein großes Orchester stampfend den letzten Satz von Beethovens Neunter Symphonie anstimmt und der simple, unaufhörlich repetierte Wechsel von betonten und unbetonten Silben die Dynamik von Hammerschlägen entwickelt.“

## Alle Räder stehen still.
„Alle Räder stehen still, wenn dein starker Arm es will“ stammt aus dem 1863 von Georg Herwegh verfassten „Bundeslied für den Allgemeinen Deutschen Arbeiterverein“:
Mann der Arbeit, aufgewacht!

Und erkenne deine Macht!

Alle Räder stehen still,

Wenn dein starker Arm es will.

## Alle reden vom Wetter, wir nicht!

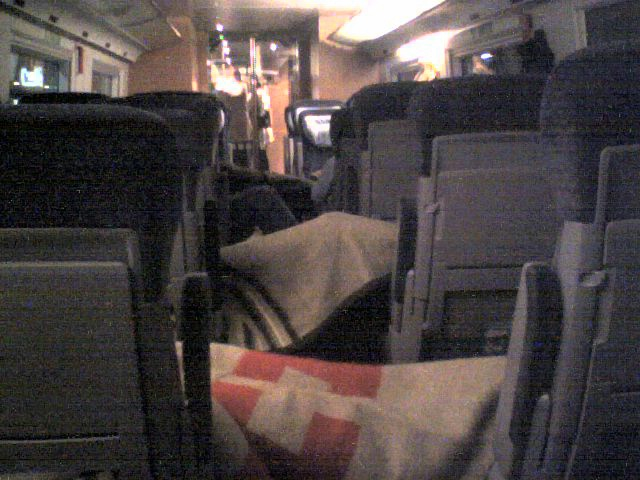
Schlafende Bahnkunden

„Alle reden vom Wetter, wir nicht! Fahr lieber mit der Bundesbahn.“ war ein Werbeslogan der Deutschen Bundesbahn aus dem Jahr 1966. Ein Plakat zeigte eine Lokomotive, die nicht Wind noch Wetter, weder Eis noch Schnee aufhalten können.
Der Sozialistische Deutsche Studentenbund griff diesen Slogan mit einem Plakat auf, das Karl Marx, Friedrich Engels und Lenin auf rotem Hintergrund zeigte. Darüber stand „Alle reden vom Wetter“, darunter „wir nicht.“ Das sollte heißen, dass die politisierte Jugend eben über Politik reden wollte.
Auch wurde der Satz gerne verwendet, wenn bei der Bundesbahn wetterbedingte Störungen auftraten. „Alle reden vom Wetter, wir auch!“ hieß es zum Beispiel, als im Januar 2007 beim Orkan Kyrill tausende von Fahrgästen erst nach 24-stündiger Verspätung an ihr Ziel kamen, nachdem die Deutsche Bahn den Verkehr auf ihren Strecken präventiv eingestellt hatte.
Eine Umkehrung des Slogans wurde bei der Bundestagswahl 1990 von Bündnis 90/Die Grünen verwendet: „Alle reden von Deutschland. Wir reden vom Wetter.“ Mit diesem Slogan brachte die Partei mit Bezug auf den Klimawandel ihr ökologisch ausgerichtetes Wahlprogramm zum Ausdruck, das im Gegensatz zu den von den Problemen der Wiedervereinigung geprägten Programmen der konkurrierenden Parteien stand.

## Alle Tage sind gleich lang, jedoch verschieden breit.
Mit diesem Spruch parodierte der deutsche Rocksänger Udo Lindenberg in seinem Lied „Geile Götter“ auf der Langspielplatte „Keule“ (1982) seinen ständigen, aber schwankenden Alkoholkonsum, der zu verschieden starken Rauschzuständen führte.
2008 zeichnete Lindenberg dazu auch ein Likörell.

## Alle Tiere sind gleich, aber einige Tiere sind gleicher als andere.

Flagge der Farm der Tiere

Dieser Slogan stammt aus dem Roman Farm der Tiere von George Orwell. Dieser beschreibt den Niedergang eines Gemeinwesens der Tiere, die die Menschen von ihrem Hof verjagt und selbst die Macht übernommen haben. In der ersten Begeisterung geben sie sich eine Art Verfassung, in der elementare Grundsätze des Zusammenlebens festgelegt werden. Einer davon lautet: „Alle Tiere sind gleich.“ Doch werden diese Werte im Verlauf der Handlung mehr und mehr aufgeweicht und schließlich aufgegeben, bis die Schweine die anderen Tiere genauso unterdrücken, wie es der Bauer vorher getan hat. Von den ursprünglichen Grundsätzen bleibt nur noch der folgende Spruch übrig:

“All animals are equal, but some animals are more equal than others.”

„Alle Tiere sind gleich, aber einige Tiere sind gleicher als andere.“

Der Roman ist eine Parabel auf die politische Entwicklung in Russland nach der Oktoberrevolution.

## Alle Wasser laufen ins Meer.
Dieses Zitat stammt aus dem alttestamentlichen Buch Prediger Salomo (Kohelet):

„3 Was hat der Mensch für Gewinn von all seiner Mühe, die er hat unter der Sonne?
4 Ein Geschlecht vergeht, das andere kommt; die Erde aber bleibt immer bestehen.
5 Die Sonne geht auf und geht unter und läuft an ihren Ort, dass sie dort wieder aufgehe.
6 Der Wind geht nach Süden und dreht sich nach Norden und wieder herum an den Ort, wo er anfing.
7 Alle Wasser laufen ins Meer, doch wird das Meer nicht voller; an den Ort, dahin sie fließen, fließen sie immer wieder.“

Das Zitat gehört in einen Zusammenhang, in dem von der Vergeblichkeit aller irdischen Dinge gesprochen wird. Es erklärt, dass alles, was geschieht, einem ewigen Gesetz folgt, das den ständig gleichen Gang der Welt bestimmt.

## Alle Wohlgerüche Arabiens

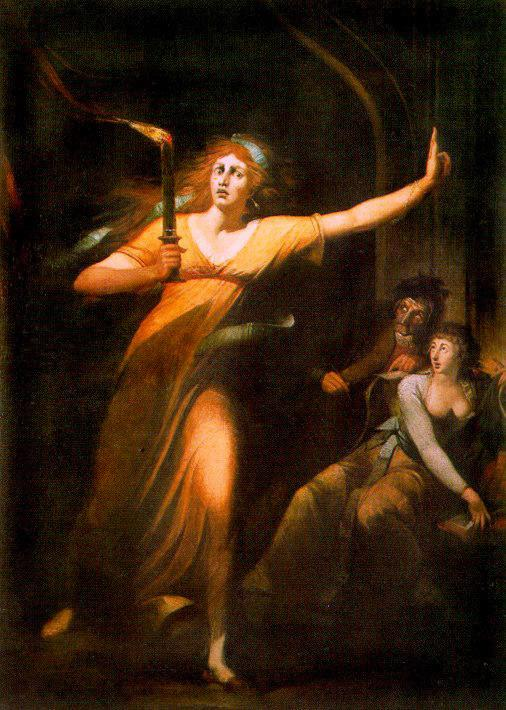
Johann Heinrich Füssli: Die schlafwandelnde Lady Macbeth

Dieses geflügelte Wort stammt aus dem fünften Akt von William Shakespeares Tragödie Macbeth. Lady Macbeth, die über die begangenen Mordtaten wahnsinnig geworden ist, glaubt Blut an ihren Händen zu haben, das sie vergebens abzuwaschen versucht. Schließlich resigniert sie mit den Worten:

“Here’s the smell of the blood still: All the perfumes of Arabia will not sweeten this little hand.”

„Noch immer riecht es hier nach Blut; alle Wohlgerüche Arabiens würden diese kleine Hand nicht wohlriechend machen.“

Heute wird das Zitat ironisch für Personen gebraucht, die sich zu stark parfümiert haben.

## Allein auf weiter Flur
Die Redewendung „allein auf weiter Flur“ stammt aus dem Gedicht Schäfers Sonntagslied des schwäbischen Dichters Ludwig Uhland, in dem es heißt:

„Das ist der Tag des Herrn!
 Ich bin allein auf weiter Flur;
 Noch eine Morgenglocke nur,
 Nun Stille nah und fern.“

Das Gedicht erlangte durch die Komposition von Conradin Kreutzer in der großen Zeit der Männerchöre weiteste Verbreitung. Mit Flur meint Uhland nicht den Hausflur (Plural: Flure), sondern das freie Feld (die Flur, Plural Fluren). Das geflügelte Wort wird heute im übertragenen Sinn gebraucht, wenn zum Beispiel ein Politiker von seinen Parteifreunden im Stich gelassen wird und alleine eine unpopuläre Maßnahme durchsetzen muss.

## Allein es steht in einem andern Buch.
Dieses Zitat stammt aus der Hexenküchenszene im ersten Teil von Goethes Faust. Faust möchte verjüngt werden, aber die Hexenküche behagt ihm nicht. Mephisto sagt darauf:

„Dich zu verjüngen gibts auch ein natürlich Mittel;

Allein es steht in einem andern Buch

Und ist ein wunderlich Kapitel.“

Mit dem natürlichen Mittel meint Mephisto eine gesunde Lebensweise.

## Aller Augen warten auf dich.
Dieses Zitat findet sich im Psalter im Alten Testament, wo die Gnade und Gerechtigkeit Gottes gepriesen werden:

„Aller Augen warten auf dich, und du gibst ihnen ihre Speise zur rechten Zeit.“

Der Vers wurde in der leicht abgewandelten Form zum Tischgebet:

„Aller Augen warten auf dich, o Herr,

 du gibst ihnen Speise zur rechten Zeit.“

Der Vers wurde auch durch den gleichnamigen Choral von Heinrich Schütz zur festen Redewendung.
Mit dem Zitat „Aller Augen warten auf dich“ kann man scherzhaft jemanden begrüßen, der verspätet erscheint.

## Aller guten Dinge sind drei
Die Redewendung stammt aus germanischer Zeit und meint mit Dinge die Volks- und Gerichtsversammlungen Thing, bei denen nach germanischer Sitte Recht gesprochen wurde. Der Angeklagte wurde dreimal geladen zu erscheinen. Tat er das nicht, wurde er in Abwesenheit verurteilt. Auch wurde ein Thing jährlich dreimal abgehalten.
Die Brüder Grimm benutzen die Wendung in ihrem Märchen Tischchen deck dich, Goldesel und Knüppel aus dem Sack und führen sie als Sprichwort „alle gute ding sind drei“ in ihrem Deutschen Wörterbuch von 1854 auf.

## Allerhöchste Eisenbahn
Das geflügelte Wort „Es ist [die] (aller)höchste Eisenbahn“ besagt, dass etwas sehr eilig, sehr dringlich ist.
Die Redensart „Es ist die allerhöchste Eisenbahn“ stammt aus Adolf Glaßbrenners humoristisch-dramatischer Szene „Ein Heiratsantrag in der Niederwallstraße“ aus dem Jahr 1847, in welcher der zukünftige Schwiegersohn, der zerstreute Briefträger Bornike, bei Familie Kleisich zu Besuch ist. Bornikes Spleen ist es, dass er gerne Satzteile vertauscht. Plötzlich denkt er an die aus Leipzig eingegangenen Briefe und bricht überstürzt mit folgenden Worten auf:

„Es ist die allerhöchste Eisenbahn, die Zeit is schon vor drei Stunden anjekommen.“

Bornike wollte eigentlich sagen:

„Es ist die allerhöchste Zeit, die Eisenbahn ist schon vor drei Stunden anjekommen.“

Den Berlinern gefiel der Satz so sehr, dass sie ihn bei jeder Gelegenheit wiederholten.
In dem Theaterstück finden sich auch noch andere Versprecher wie:

„Diese Tochter is janz hinreichend, ich heirate Ihre Mitgift.“

## Alles andere ist primär.
Geht zurück auf den Ausspruch „Wir müssen gewinnen, alles andere ist primär“ des österreichischen Fußballtrainers (ehem. Spielers) Hans Krankl. Diese stilistische Perle wurde auch von der deutschen Band Sportfreunde Stiller in dem Lied „Wir müssen gewinnen“ verarbeitet.
Vgl. auch „Der Jürgen Klinsmann und ich, wir sind ein gutes Trio“

## Alles Gescheite ist schon gedacht worden.
Diesen Gedanken spricht Goethe am Ende des zweiten Buches der Wanderjahre aus. Außerdem lässt er Mephisto in Faust II,2 sagen:

„Wer kann was Dummes, wer was Kluges denken,
 Das nicht die Vorwelt schon gedacht?“

Schon in der Antike findet man diese Feststellung, zum Beispiel beim römischen Komödiendichter Terenz, der sich gegen den Vorwurf des Plagiats mit folgenden Worten wehrt:

„Schließlich gibt es ja nichts mehr zu sagen, was nicht früher schon gesagt worden wäre.“

## Alles hat seine Zeit.
„1 Ein jegliches hat seine Zeit, und alles Vorhaben unter dem Himmel hat seine Stunde:

2 geboren werden hat seine Zeit, sterben hat seine Zeit; pflanzen hat seine Zeit, ausreißen, was gepflanzt ist, hat seine Zeit;

3 töten hat seine Zeit, heilen hat seine Zeit; abbrechen hat seine Zeit, bauen hat seine Zeit;

4 weinen hat seine Zeit, lachen hat seine Zeit; klagen hat seine Zeit, tanzen hat seine Zeit;

5 Steine wegwerfen hat seine Zeit, Steine sammeln hat seine Zeit; herzen hat seine Zeit, aufhören zu herzen hat seine Zeit;

6 suchen hat seine Zeit, verlieren hat seine Zeit; behalten hat seine Zeit, wegwerfen hat seine Zeit;

7 zerreißen hat seine Zeit, zunähen hat seine Zeit; schweigen hat seine Zeit, reden hat seine Zeit;

8 lieben hat seine Zeit, hassen hat seine Zeit; Streit hat seine Zeit, Friede hat seine Zeit.“

Dieses Zitat aus dem alttestamentlichen Buch Kohelet (auch Prediger Salomo) wurde zur Vorlage des Lieds Turn! Turn! Turn! (To Everything There Is a Season) von Pete Seeger aus dem Jahr 1950:
| Textfassung des Liedes To everything – turn, turn, turn There is a season – turn, turn, turn And a time to every purpose under heaven A time to be born, a time to die A time to plant, a time to reap A time to kill, a time to heal A time to laugh, a time to weep | Text aus der King-James-Bibel (Koh 3,1–4 ) To every thing there is a season, and a time to every purpose under the heaven: A time to be born, and a time to die; A time to plant, and a time to pluck up that which is planted; A time to kill, and a time to heal; A time to break down, and a time to build up; A time to weep, and a time to laugh; a time to mourn, and a time to dance; |

Marlene Dietrich sang 1963 eine deutsche Fassung dieses Liedes unter dem Titel Für alles kommt die Zeit (Glaub’, glaub’, glaub’).
Die Puhdys variieren dieses Thema in ihrem Lied Wenn ein Mensch lebt.
Die Zeilen eins bis vier finden sich häufiger in Todesanzeigen von Verstorbenen mit christlichem Bekenntnis.

## Alles im Griff!
Alles im Griff (Auf dem sinkenden Schiff) ist ein Lied von Udo Jürgens, das von persönlichen Missgeschicken erzählt. Auf die Frage nach dem Befinden kommt dann die ironische Antwort:

„Ich hab alles im Griff, auf dem sinkenden Schiff!
 Alles im Griff, auf dem sinkenden Schiff!
 Volle Kraft voraus auf das nächstbeste Riff!
 Alles im Griff, auf dem sinkenden Schiff!“

Man zitiert den Titel in ironischer Weise, wenn man der Ansicht ist, eben nicht alles im Griff zu haben. So lautet auch die Überschrift über Streitigkeiten innerhalb der SPD in der Berliner Umschau: „Alles im Griff auf dem sinkenden Schiff“

## Alles in der Welt lässt sich ertragen, nur nicht eine Reihe von schönen Tagen.
Dieser Spruch findet sich bei Goethes Gedichtsammlung von 1815 in der Abteilung Sprichwörtlich. Für den Gedanken gibt es bereits mehrere Vorformen im Werk Martin Luthers.
Der Philosoph Arthur Schopenhauer schreibt zum gleichen Thema:

„In einem Schlaraffenland würden die Menschen zum Teil vor langer Weile sterben oder sich aufhängen.“

Man bezieht Goethes Spruch meist auf eine Aufeinanderfolge von Feiertagen.

## Alles ist eitel.
Dieses Zitat geht auf den alttestamentlichen Prediger Salomo zurück:

„Es ist alles ganz eitel, sprach der Prediger, es ist alles ganz eitel.“

Der Text in der lateinischen Vulgata-Bibelübersetzung lautet:

“vanitas vanitatum omnia vanitas”

„Eitelkeit der Eitelkeiten, und alles ist Eitelkeit.“

Der Prediger Salomo will mit diesen Worten ausdrücken, dass die Welt nichtig ist und ohne Bestand. Für die Barockzeit war diese Weltsicht besonders charakteristisch. So findet man ein Gedicht von Andreas Gryphius mit dem Titel Vanitas! Vanitatum vanitas! und Es ist alles eitel.
Auch die Vier ernsten Gesänge von Johannes Brahms beziehen sich darauf. Goethe verwendete dieselbe Überschrift wie Gryphius für ein Gedicht, das eine Parodie auf das Kirchenlied Ich hab mein Sach Gott heimgestellt von Johannes Pappus darstellt. Bei Goethe wurde daraus:

„Ich hab mein Sach auf nichts gestellt. Juchhe!“

## Alles ist relativ.
Diese Bemerkung zum Thema Relativität wird dem Physiker Albert Einstein zugeschrieben und ist auch der Titel eines Buchs über Einstein.
Gleichzeitig ist die französische Version « Tout est relatif, Monsieur Poincaré! » (deutsch: „Alles ist relativ, Herr Poincaré!“) der Titel eines Films von Philippe Thomine über den Physiker Henri Poincaré, dessen Arbeiten eine der Grundlagen für die Entdeckungen Einsteins bildeten.
Der Satz besagt, dass in der Physik Phänomene von ihren Bezugssystemen abhängen, eine Erkenntnis, zu der schon andere Physiker gelangt waren. Die neue Sichtweise der Relativitätstheorie bezüglich Raum und Zeit wurde für die Öffentlichkeit verkürzt auf den Satz „Alles ist relativ“, der oft als philosophische Erkenntnis betrachtet wurde.
Etwas spitzfindig wird der Spruch ergänzt mit: „...außer der Lichtgeschwindigkeit, denn sonst gäbe es nichts, wozu es relativ sein könnte“. 

## Alles ist verloren, nur die Ehre nicht.

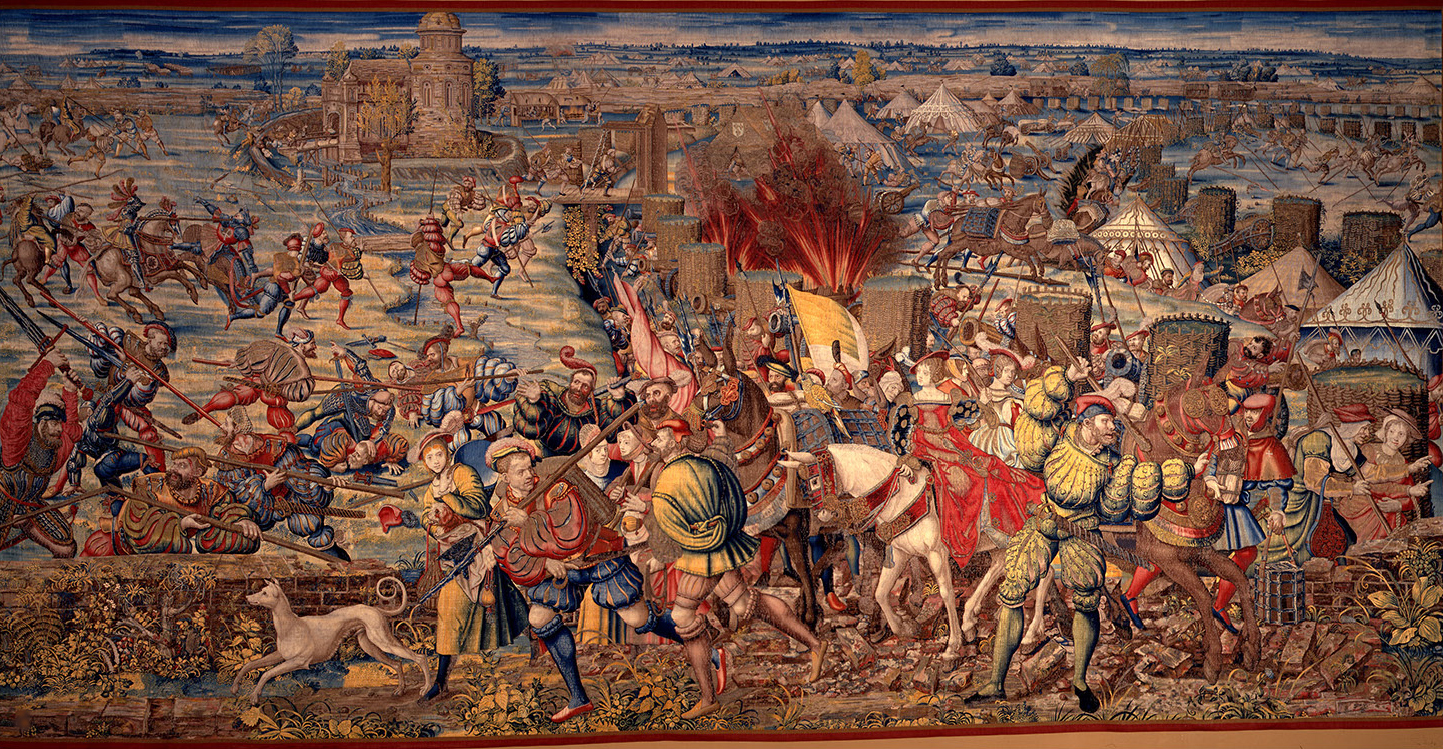
Schlacht von Pavia

Diese Feststellung traf der französische König Franz I. in einem Brief an seine Mutter, Luise von Savoyen, nachdem er im Jahr 1525 in der Schlacht von Pavia eine Niederlage erlitten hatte und in Gefangenschaft geraten war:

« Tout est perdu, fors l‘honneur. »

Diese überlieferte Kurzform ist die Quintessenz eines längeren Briefes.
Seine Hoffnung, Kaiser des Heiligen Römischen Reiches zu werden, blieb unerfüllt. Daraufhin suchte der Ritterkönig Franz eine Entscheidung auf kriegerischem Wege zu erzwingen. In der Schlacht gegen Kaiser Karl V. geriet er am 24. Februar 1525 in Gefangenschaft und wurde von den Spaniern bis 1526 festgehalten.

## Alles klar auf der Andrea Doria.
Dies ist ein Liedtitel des Rocksägers Udo Lindenberg. In diesem Lied heißt es:

„und ich glaub’
 dass unser Dampfer bald untergeht.
 Aber sonst ist heute alles klar auf der Andrea Doria.“

Die Andrea Doria war in den 1950er Jahren das größte, schnellste und vermeintlich sicherste Schiff der italienischen Flotte und wurde zu einem Symbol des Nationalstolzes. Auf ihrer 51. Fahrt kollidierte die Andrea Doria am 25. Juli 1956 auf dem Weg nach New York City vor der Küste von Nantucket mit der ostwärts fahrenden Stockholm und entwickelte schnell eine starke Schlagseite. Es wurden 1.660 Menschen gerettet, während 46 Menschen bei dem Unglück starben. Am Morgen nach der Kollision kenterte der Luxusliner und sank schließlich.
„Alles klar auf der Andrea Doria?“ fragt man gelegentlich, wenn man sich flapsig nach dem Befinden einer Person erkundigen will.

## Alles neu macht der Mai.
Dies ist der Anfang des Gedichts Der Mai von Hermann Adam von Kamp aus dem Jahr 1829, das die Freude an der neu erwachten Natur besingt und mit folgender Strophe beginnt:

„Alles neu macht der Mai
 macht die Seele frisch und frei
 Laßt das Haus, kommt hinaus,
 windet einen Strauß!
 Rings erglänzet Sonnenschein
 duftend pranget Flur und Hain
 Vogelsang, Hörnerklang
 tönt den Wald entlang.“

## Alles schon dagewesen.
Aus dem 1846 uraufgeführten Trauerspiel Uriel Acosta von Karl Gutzkow stammt der mehrfach abgewandelte Ausspruch

„Und alles ist schon einmal dagewesen.“

Dies ist eine Variante der Erkenntnis aus dem Prediger Salomo:

„Es gibt nichts Neues unter der Sonne.“

Uriel da Costa (latinisiert: Uriel Acosta) war ein portugiesisch-jüdischer Theologiekritiker und Freidenker. Gutzkows Drama wurde insbesondere in hebräischer und jiddischer Bearbeitung bis in die Mitte des 20. Jahrhunderts viel gespielt.
In diesem Stück sagt Rabbi Akiba, ein hochbetagter Greis:

„Ja, ja, mein Sohn, geht hin und widerruft,
 Nur um im Denken nüchterner zu bleiben –
 Und leset fleißiger daheim im Talmud!
 Es haben alle Zweifler widerrufen
 Und was auch einer noch so Kluges fand,
 Es war nur Blüte eines frühern Keims.
 Das Neue nur ist droben! Hier war alles
 Schon einmal da – schon alles dagewesen –
 (während er nach rechts abgeführt wird)
 Und fleißig Talmud lesen – junger Acher!
 (Im Abgehen.)
 Schon dagewesen – alles dagewesen.“

## Alles über Eva
Alles über Eva ist der deutsche Titel eines US-amerikanischen Films aus dem Jahr 1950 mit dem englischen Originaltitel: All about Eve. Der Film schildert die Karriere einer skrupellosen jungen Schauspielerin, die zunächst von einer alternden Diva gefördert wird, diese aber dann fast aus dem Filmgeschäft verdrängt.
Sie sieht sich täglich die Aufführung eines Theaterstücks an, bis ihr die gutgläubige Frau des Dramatikers endlich den Kontakt zum Zirkel um den Star ermöglicht, den sie mit einer rührenden Geschichte um eine unglückliche Kindheit und einen abgestürzten Fliegerehemann beeindruckt.

## Alles Unheil kommt von einer einzigen Ursache, dass die Menschen nicht in Ruhe in ihrer Kammer sitzen können.
Der Philosoph Blaise Pascal schrieb dies auf Französisch in seinen Gedanken:

« Tout le malheur des hommes vient d’une seule chose, qui est de ne pas savoir demeurer en repos, dans une chambre. »

## Alles Vergängliche ist nur ein Gleichnis.

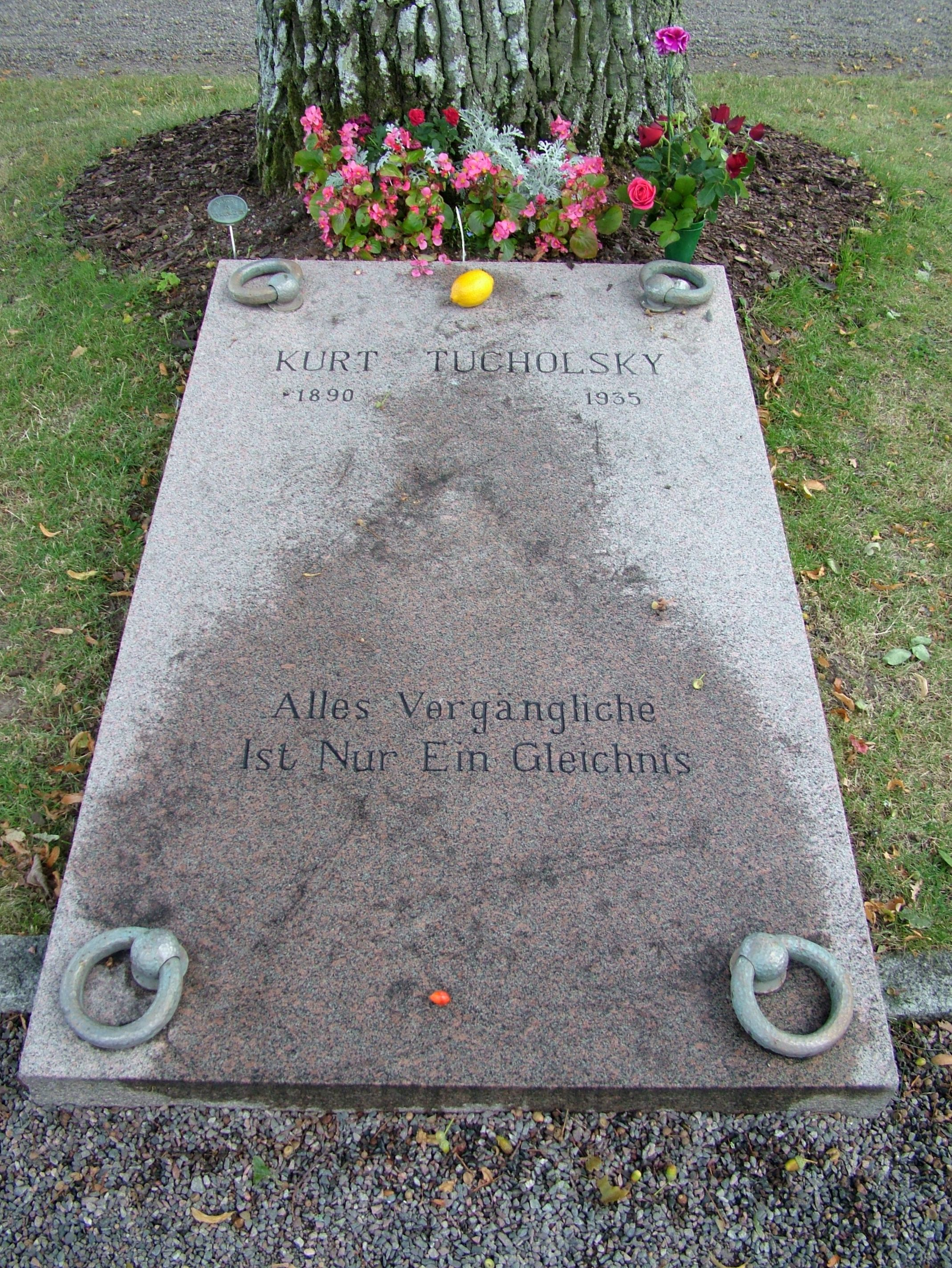
Kurt Tucholskys Grab in Mariefred mit der Inschrift
Alles Vergängliche Ist Nur Ein Gleichnis

Mit diesen vom Chorus Mysticus vorgetragenen Versen endet Goethes Drama Faust II. Das vollständige Zitat lautet:

„Alles Vergängliche
 Ist nur ein Gleichnis;
 Das Unzulängliche,
 Hier wird’s Ereignis;
 Das Unbeschreibliche,
 Hier ist’s getan;
 Das Ewig-Weibliche
 Zieht uns hinan.“

Dieses Zitat wurde dem Grab Kurt Tucholskys im schwedischen Mariefred nahe Schloss Gripsholm nach dem Zweiten Weltkrieg hinzugefügt. Dies war sicher nicht in seinem Sinne, denn Tucholsky selbst hatte 1923 in der Satire Requiem folgenden Grabspruch für sein Pseudonym Ignaz Wrobel vorgeschlagen:

„HIER RUHT EIN GOLDENES HERZ UND EINE EISERNE SCHNAUZE. GUTE NACHT –!“

Friedrich Nietzsche parodierte den Schluss des Faust II in seinem Gedicht An Goethe aus den Liedern des Prinzen Vogelfrei, Anhang zum 5. Buch der Fröhlichen Wissenschaft:

„Das Unvergängliche
 Ist nur ein Gleichnis!
 Gott, der Verfängliche,
 Ist Dichtererschleichnis …“

## Alles verstehen heißt alles verzeihen.
Auf Anne Louise Germaine de Staël geht die folgende nachsichtige Äußerung zurück:

« Tout comprendre c’est tout pardonner. »

„Alles verstehen ist alles verzeihen.“

In ihrem 1807 erschienenen Roman Corinne, ou L’Italie steht:

„Überlegenheit von Geist und Seele fürchtet man mit Unrecht; diese Überlegenheit ist vielmehr höchst sittlicher Natur; denn (‚tout comprendre rend très-indulgent‘) ‚Alles richtig verstehen macht sehr nachsichtig …‘“

## Alles zu seiner Zeit.
Diese Redewendung geht auf den alttestamentlichen Prediger Salomo zurück:

„Ein jegliches hat seine Zeit, und alles Vorhaben unter dem Himmel hat seine Stunde.“

Goethe beginnt seine Noten und Abhandlungen zu besserem Verständnis des Westöstlichen Diwans mit folgenden Worten:

„Alles hat seine Zeit! – Ein Spruch, dessen Bedeutung man bei längerem Leben immer mehr anerkennen lernt; diesem nach gibt es eine Zeit zu schweigen, eine andere zu sprechen.“

## Allons, enfants de la patrie!
„Auf, Kinder des Vaterlands!“ ist der Anfang der französischen Nationalhymne Marseillaise, die von Claude Joseph Rouget de Lisle 1792 während der Kriegserklärung an Österreich im elsässischen Straßburg verfasst wurde. Das Lied erhielt den Namen Marseillaise, weil es von Soldaten aus Marseille beim Einzug in Paris gesungen wurde.
| Französischer Originaltext | Deutsche Übersetzung |
| --- | --- |

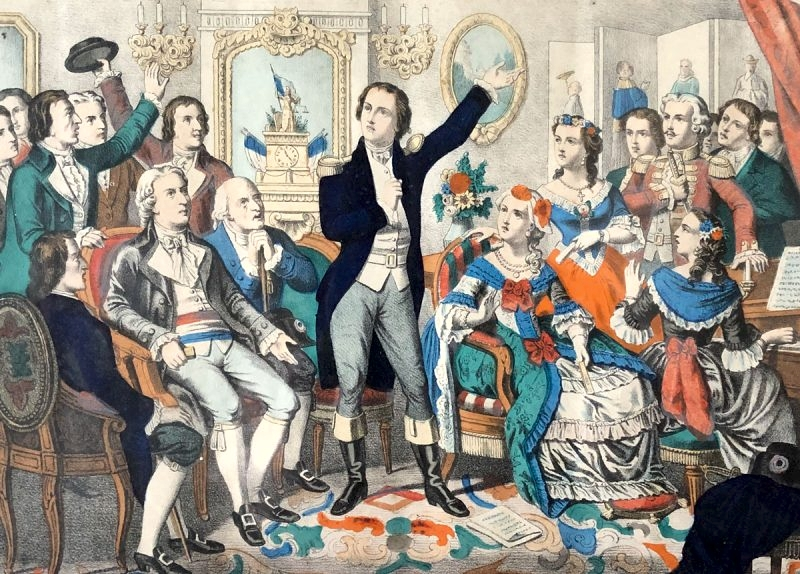
Claude Joseph Rouget de Lisle singt die Marseillaise

| Allons enfants de la Patrie, Le jour de gloire est arrivé! Contre nous de la tyrannie, L’étendard sanglant est levé.(2x) Entendez-vous dans les campagnes Mugir ces féroces soldats? Ils viennent jusque dans vos bras Egorger vos fils, vos compagnes. | Auf, Kinder des Vaterlands! Der Tag des Ruhms ist da. Gegen uns wurde der Tyrannei Blutiges Banner erhoben. (2 x) Hört Ihr auf den Feldern die grausamen Krieger brüllen? Sie kommen bis vor eure Arme, Eure Söhne, Eure Ehefrauen zu köpfen! |
| Refrain Aux armes, citoyens, Formez vos bataillons, Marchons, marchons! Qu’un sang impur Abreuve nos sillons! (bis) | Refrain Zu den Waffen, Bürger! Formiert eure Bataillone, Vorwärts, marschieren wir! Damit unreines Blut unserer Äcker Furchen tränke! (wiederholen)                                                                                           |

Der Text der Marseillaise wurde wegen seiner Kriegslüsternheit und Gewalttätigkeit immer wieder kritisiert, auch in Frankreich selbst.

## Allzu straff gespannt, zerspringt der Bogen.
In Friedrich Schillers Drama Wilhelm Tell (III, 3) geht diesem bekannten Bild eine direkte Aussage voraus:

„Zu weit getrieben
 Verfehlt die Strenge ihres weisen Zwecks,
 Und allzu straff gespannt, zerspringt der Bogen.“

Das Motiv des zu stark gespannten Bogens taucht vor Schiller bei Grimmelshausen auf, wo es im Simplicius Simplicissimus heißt:

„Wenn man den Bogen überspannt, so muss er endlich zerbrechen.“

Letztlich geht der Gedanke zurück bis in die griechische Antike zu Herodot, Sophokles und Phädrus.
Geläufiger als das Zitat ist heute die Redewendung „den Bogen überspannen“.

## Als das Wünschen noch geholfen hat.
Diese Formulierung steht am Anfang verschiedener Märchen. So beginnt das Märchen Der Froschkönig oder der eiserne Heinrich beispielsweise mit folgenden Worten:

„In den alten Zeiten, wo das Wünschen noch geholfen hat, lebte ein König …“

Ähnlich lautet der Anfang des weniger bekannten Märchens Der Eisenofen:

„Zur Zeit, wo das Wünschen noch geholfen hat, ward ein Königssohn von einer alten Hexe verwünscht …“

Als das Wünschen noch geholfen hat ist ein Band mit Gedichten, Aufsätzen und Fotos des Schriftstellers Peter Handke sowie eine Sendereihe im WDR mit Märchen für Erwachsene. Auch der Titel einer Magisterarbeit von Matthias Klan an der Universität Köln zitiert diesen Märchenanfang:

„Als das Wünschen noch geholfen hat oder: wie man in Mesopotamien Karriere machte“

Der Titel suggeriert, dass das Wünschen ein Weg war, sein Ziel zu erreichen.

## Als der Großvater die Großmutter nahm.
Dies ist die Anfangszeile des seit 1717 überlieferten Großvatertanzes. Die 1812 entstandene Neudichtung des Berliner Schriftstellers August Friedrich Ernst Langbein beginnt mit der folgenden Strophe:

„Als der Großvater die Großmutter nahm,
 da wusste man nichts von Mamsell und Madam;
 die züchtige Jungfrau, das häusliche Weib,
 sie waren echt deutsch noch an Seel’ und an Leib.“

Heute wird die Gedichtzeile gelegentlich noch dazu benutzt, um die „gute alte Zeit“ heraufzubeschwören.
Eine Abwandlung des Zitats verwendete der Karikaturist Paul Flora 1971 als Titel für einen Auswahlband seiner Zeichnungen

„Als der Großvater auf die Großmutter schoss.“

## Als die Bilder laufen lernten
Mit diesen Worten werden die frühen Jahre der Filmgeschichte bezeichnet. Sie waren der Titel einer Fernsehserie mit Filmen aus der Stummfilmzeit, die Ende der 1960er-Jahre im deutschen Fernsehen lief. Die Serie hieß Mad Movies oder Als die Bilder laufen lernten und war die deutsche Fassung der englischen Serie Mad Movies des britischen Komikers Bob Monkhouse.
Höhepunkt der Folgen war, dass der stets korrekt gekleidete Mister Monkhouse eine Torte ins Gesicht oder einen Eimer Wasser über dem Kopf bekam und ungerührt weitermoderierte.

## Als die Römer frech geworden
Dies ist die Anfangszeile des gleichnamigen Scherzgedichtes von Joseph Victor von Scheffel, das besonders als Studentenlied bekannt geworden ist. Es beginnt folgendermaßen:

„Als die Römer frech geworden
 simserim simsim simsim
 Zogen sie nach Deutschlands Norden
 simserim simsim simsim
 vorne mit Trompetenschall
 Terätätätäterä
 ritt der Generalfeldmarschall,
 Terätätätäterä
 Herr Quintilius Varus
 Wau, wau, wau, wau, wau, wau
 Herr Quintilius Varus
 Schnäde räng täng, Schnäde räng täng
 Schnäde räng täng, de räng täng täng.“

## Als Mensch und Christ.
Diese Floskel stammt aus der Bildergeschichte Die fromme Helene von Wilhelm Busch. Zu Beginn der Geschichte ermahnt der Onkel seine Nichte, die einige Zeit bei Onkel und Tante auf dem Land verbringen soll:

„‚Helene!‘ – sprach der Onkel Nolte –
 ‚Was ich schon immer sagen wollte
 Ich warne dich als Mensch und Christ:
 Oh, hüte dich vor allem Bösen!
 Es macht Pläsier, wenn man es ist,
 Es macht Verdruss, wenn mans gewesen.‘“

## Als Prügelknabe herhalten
Als Prügelknabe herhalten bedeutet für einen Anderen bestraft oder getadelt zu werden, der Sündenbock zu sein. Die tatsächliche Schuld spielt dabei keine Rolle.
Prügelknaben waren in feudaler Zeit Jungen aus niederem Rang, die an Höfen anstelle des adeligen Nachwuchses bestraft wurden. Ein Kinderfilm hieß: Der Prinz und der Prügelknabe. Agatha Christie benannte 1926 eine Episode in Ein diplomatischer Zwischenfall als Der Prügelknabe (The Under Dog).

## Als wär’s ein Stück von mir
Als wär’s ein Stück von mir ist der Titel der 1966 erschienenen Autobiographie Carl Zuckmayers.
Den Titel (eine Zeile aus dem Gedicht Der gute Kamerad von Ludwig Uhland) sowie den Untertitel Horen der Freundschaft wählte Zuckmayer, um auf die wesentliche Rolle hinzudeuten, die Freundschaften in seinem Leben gespielt hätten.

„Eine Kugel kam geflogen,
 Gilt’s mir oder gilt es dir?
 Ihn hat es weggerissen,
 Er liegt mir vor den Füßen,
 Als wär’s ein Stück von mir.“

Gleichzeitig kann der Buchtitel auch die Bedeutung „Als wär’s ein (Theater)stück von mir“ haben.

## Also sprach Zarathustra.

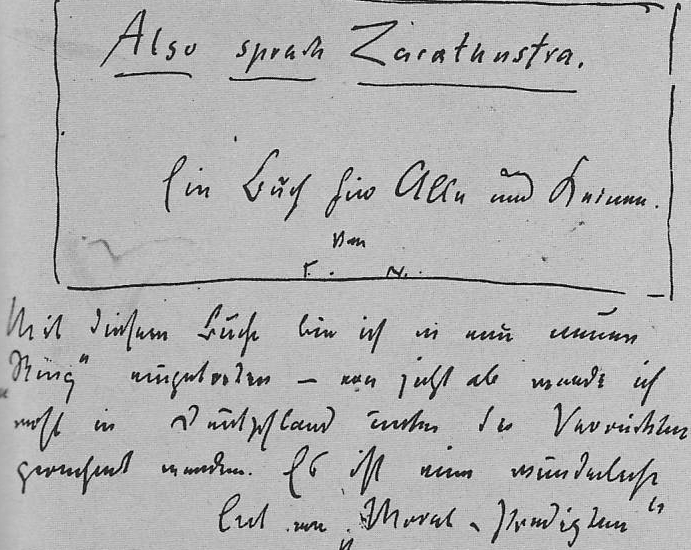
Friedrich Nietzsche kündigt Heinrich Köselitz den Titel seines neuen Buchs an.

Also sprach Zarathustra (Untertitel: Ein Buch für Alle und Keinen) ist ein dichterisch-philosophisches Werk des Philosophen Friedrich Nietzsche.
Nachdem er zehn Jahre als Einsiedler in den Bergen verbracht hat, versucht Zarathustra, seine Weisheit mit den Menschen zu teilen und predigt auf dem Marktplatz einer Stadt vom Übermenschen, erntet jedoch nur Spott:

„Als Zarathustra in die nächste Stadt kam, die an den Wäldern liegt, fand er daselbst viel Volk versammelt auf dem Markte: denn es war verheißen worden, daß man einen Seiltänzer sehen solle. Und Zarathustra sprach also zum Volke:
 ‚Ich lehre euch den Übermenschen. Der Mensch ist etwas, das überwunden werden soll. Was habt ihr getan, ihn zu überwinden?‘
 …
 Als Zarathustra so gesprochen hatte, schrie einer aus dem Volke: ‚Wir hörten nun genug von dem Seiltänzer; nun laßt uns ihn auch sehen!‘ Und alles Volk lachte über Zarathustra. Der Seiltänzer aber, welcher glaubte, daß das Wort ihm gälte, machte sich an sein Werk.“

Das Zitat wurde durch die Tondichtung von Richard Strauss populär, deren Anfang im Spielfilm 2001: Odyssee im Weltraum zu hören ist. Zitiert wird der Titel gelegentlich als belustigter Kommentar zu großspurig empfundenen Äußerungen.

## Alt und grau werden
Diese Redewendung hat im Alten Testament noch ihre konkrete Bedeutung. Mit den Worten „Ich aber bin alt und grau geworden“ weist der Prophet Samuel auf sein hohes Alter hin, als er feierlich sein Richteramt niederlegt:

„1 Da sprach Samuel zum ganzen Israel: Siehe, ich habe eurer Stimme gehorcht in allem, was ihr mir gesagt habt, und habe einen König über euch gemacht. 2 Und nun siehe, da zieht euer König vor euch her. Ich aber bin alt und grau geworden, und meine Söhne sind bei euch, und ich bin vor euch hergegangen von meiner Jugend auf bis auf diesen Tag.“

## Alter Ego

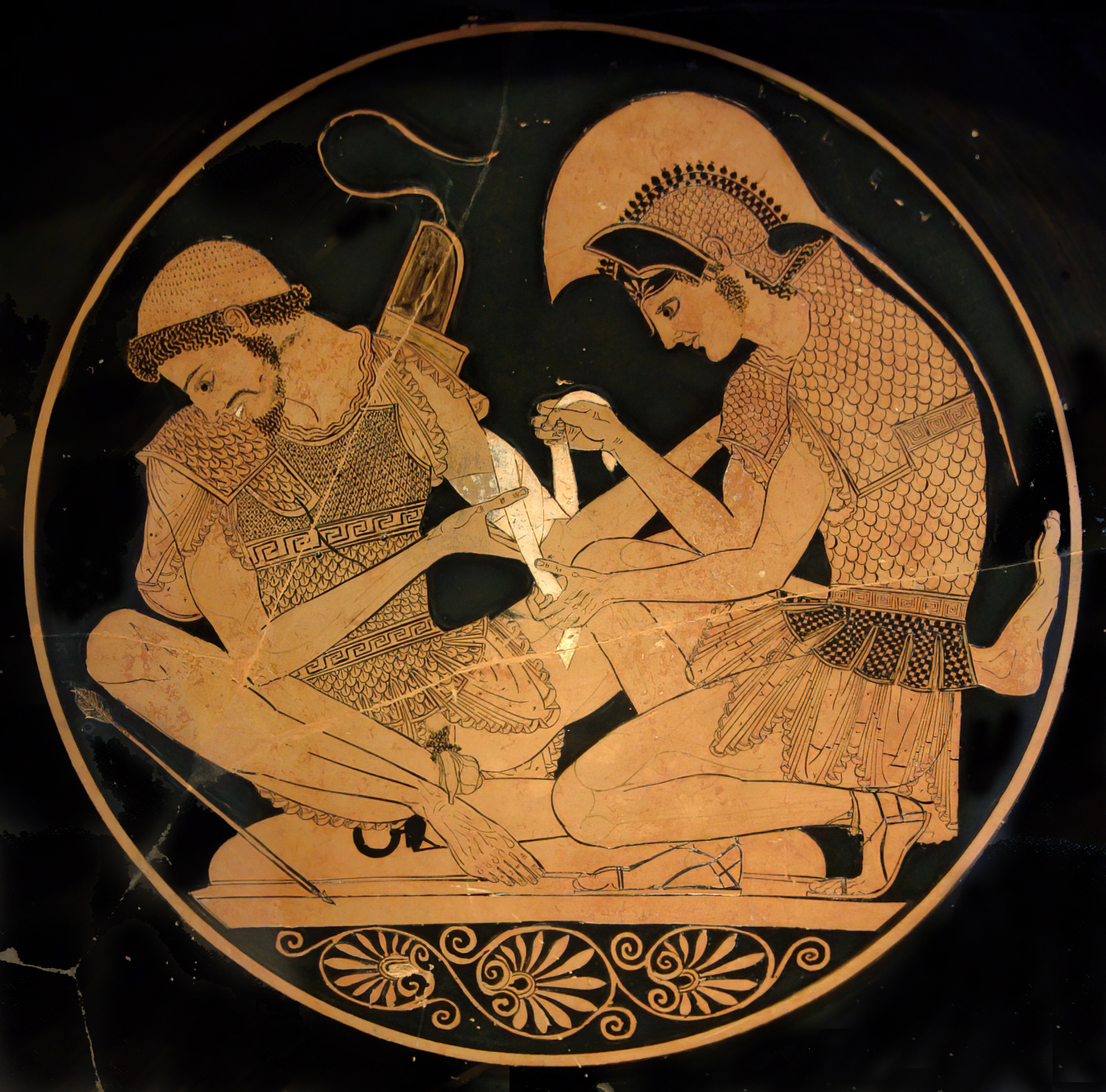
Achilleus und Patroklos beim Verbinden

Der lateinische Ausdruck Alter Ego stammt aus den Schriften des römischen Redners Marcus Tullius Cicero. Dort heißt es allerdings ursprünglich „alter idem“ (= anderes Selbst) und bezieht sich auf das Verhältnis zu einem Freund. Der Philosoph Seneca d. J. wandelte dies zu „alter ego“ in der Bedeutung das andere Ich ab.

„Amicus est alter ego.“

„Der Freund ist das andere Ich.“

Inbegriff dieser Freundschaftsvorstellungen sind die griechischen Helden Achilleus und Patroklos im Trojanischen Krieg.
In einer Dissertation zum Thema „Die Freundschaft in Geschichte und Gegenwart“ an der Universität Hannover schreibt Andreas Schinkel:

„Die aristotelische Aussage vom Freunde als einem ‚anderen Selbst‘ zielt auf das gemeinsame Wesen in den individuell verschiedenen Freunden.“

In der antiken Freundschaftsauffassung bedeutete ὁ ἄλλος αὐτός das andere Selbst, dass die Freunde sich in ihrer Selbstverwirklichung glichen.

## Alter Freund und Kupferstecher

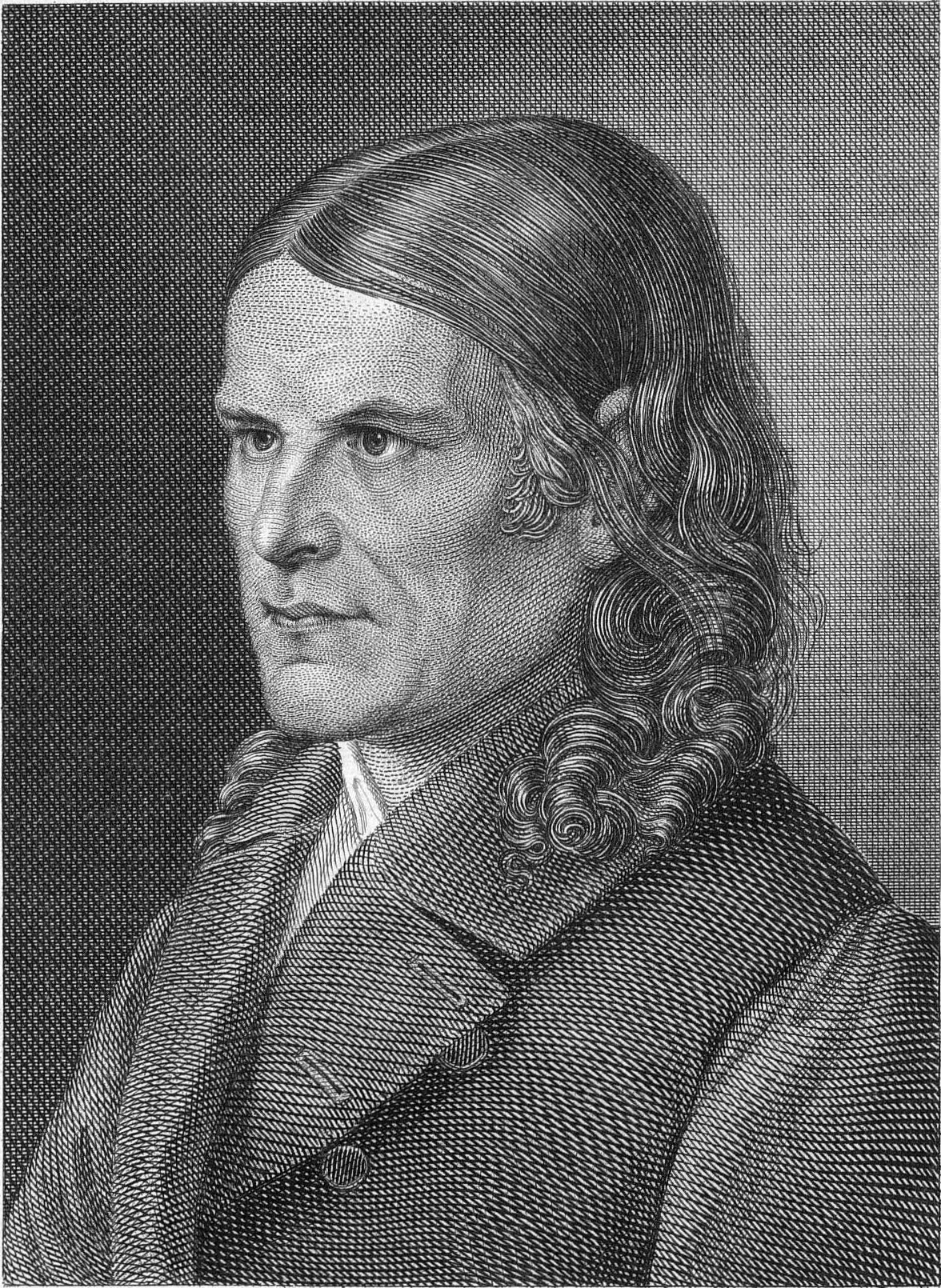
Friedrich Rückert, Stahlstich von Carl Barth

„Mein lieber (oder alter) Freund und Kupferstecher!“ ist eine halb ironische, halb vertrauliche Anrede an jemanden, mit dem man sich irgendwie auseinandersetzt. Literarisch kommt sie in Theodor Fontanes Frau Jenny Treibel vor:

„Das hat so sein sollen, Freund und Kupferstecher; mitunter fällt Ostern und Pfingsten auf einen Tag.“

Die Redensart stammt von Friedrich Rückert, der mit dieser Formel die Briefe an seinen Freund, den Kupferstecher Carl Barth einleitete.
Carl Barth sammelte die Gedichte Rückerts und sorgte dafür, dass sie gedruckt wurden. Friedrich Rückert war ihm dankbar dafür und schrieb ihm viele Briefe, die immer mit der Anrede „Mein lieber Freund und Kupferstecher“ begannen. Während Rückert seinen Freund voller Freundlichkeit so titulierte, hat diese Anrede heute eine leicht ironische Bedeutung und vor allem das Wort Kupferstecher führt viele in die Irre. Mit dem Aufkommen des Papiergeldes hatten die Kupferstecher Voraussetzungen für das Fälschen von Geld, was wohl zum Bedeutungswandel beigetragen haben kann.
Diese Herkunft stellt Lutz Röhrich im Lexikon der sprichwörtlichen Redensarten in Frage. Für ihn ist das Gedicht Rückerts An den Gevatter Kupferstecher Barth zu wenig bekannt geworden. Für ihn ist noch nicht geklärt, warum sich der Beruf des Kupferstechers in dieser Formel erhalten hat. Er verweist auf Parallelen zu den sinngemäß im Obersächsischen gebrauchten Redensarten „Alter Freund und Bildermann“ (wobei es sich bei dem Bildermann um einen auf den Jahrmärkten anzutreffenden Schausteller handelte, der die Erzeugnisse der Kupferstecherei verkaufte) sowie „Alter Freund und Petschaftsstecher“.

## Alter schützt vor Torheit nicht.
Diese Redensart geht zurück auf eine Stelle in William Shakespeares Drama Antonius und Cleopatra, wo Königin Kleopatra ungläubig folgende Worte spricht:

“Though age from folly could not give me freedom,
 It does from childishness: can Fulvia die?”

„Wenn mich das Alter auch nicht schützt vor Torheit,
 doch wohl vor Kindischsein. Kann Fulvia sterben?“

Während des zweiten Triumvirats verliebte sich der Triumvir Marcus Antonius in die ägyptische Königin Kleopatra. In Ägypten erfährt er, dass die Armeen seiner Frau Fulvia, die gegen ihn rebellierte, von Caesar (Oktavian) geschlagen wurden und seine Frau tot sei.
Der Schweizer Schriftsteller Jakob Bosshart schrieb zu diesem Zitat:

„Alter schützt vor Torheit nicht: Mit diesem Wort macht man sich über das Alter lustig und bedenkt nicht, daß gerade die Fähigkeit, noch Torheiten begehen zu können, ein Trost und eine Quelle des Glücks für die Alten ist.“

Der österreichische Schriftsteller Friedrich Halm schrieb ein Gedicht Späte Liebe, das mit folgenden Versen beginnt:

„Nein, Alter schützt vor Torheit nicht;
 Selbst mußt’ ich es erfahren!
 Jung bleibt die Seele, Reiz besticht
 Die Herzen trotz den Jahren!“

Die viel gebrauchte Redensart wurde verballhornt oder verdreht, wie etwa:
- „Die Alte schützt vor Torheit nicht.“
- „Torheiten schützen nicht vor dem Altern.“
- „Das ist das Deprimierende am Alter: Es schützt vor Torheit.“
- „Alter schützt vor Liebe nicht (1950)“
- „Alter schützt vor Liebe nicht (1990)“
- „Alter schützt vor Scharfsinn nicht“

Siehe auch:
- Alter schützt vor Torheit nicht, deutscher Titel der Columbo-Episode Dagger of the Mind von 1972

## Always Look on the Bright Side of Life.
Dies ist der Titel des Abschlusslieds aus dem Film Das Leben des Brian und wird mit folgenden Worten ins Deutsche übersetzt:

„Nimm das Leben immer nur von der heiteren Seite!“

Das Lied wird gesungen, während die Hauptfigur am Kreuz hängt, und soll einen unerschütterlichen Optimismus signalisieren. Zuvor tritt noch Brians Mutter ans Kreuz und schimpft vorwurfsvoll:

„So! Da steckst Du also! Na, das hätte ich mir ja denken können, dass es mal so endet. Wenn ich an all’ die Liebe und Zuneigung denke, die ich verschwendet habe. Nun, wenn es DAS ist, wie du deine arme alte Mutter behandelst, im Herbst ihres Lebens, nun dann kann ich nur sagen: nur zu. Lass dich kreuzigen. Wirst schon sehen, ob es mir was ausmacht!“

Dann versucht ein anderer Gekreuzigter, Brian aufzumuntern, indem er sagt:

„Kopf hoch, Brian! Du weißt doch, wie es heißt. Ja. Es gibt Dinge im Leben, die sind nun mal nicht schön. Und das kann einen wirklich manchmal verrückt machen. Und dann passieren wieder Dinge, da schwörst und fluchst du nur. Und wenn du nun am Knorpel des Lebens rumkaust, sei nicht sauer deswegen. Nein. Pfeif dir doch eins. Denn pfeifen hilft dir, die Dinge auf einmal ganz anders zu sehen. Verstehst du? Uuund…“

## Am Golde hängt doch alles.
In Goethes Drama Faust I sagt Margarete:

„Nach Golde drängt,
 Am Golde hängt
 Doch alles.
 Ach wir Armen!“

Dieses Zitat wird heute im Zusammenhang mit Goldreserven eines Staates, mit finanziellen Ressourcen oder auch mit Zahngold gebraucht.
Gebräuchlich ist ebenfalls die modernisierte Form des Zahlungsmittels:
„Am Gelde hängt, zum Gelde drängt doch alles“

## Am Tag, als der Regen kam
Am Tag, als der Regen kam (französisch: Le jour où la pluie viendra) ist die Anfangszeile der so genannten Regenballade, eines Lieds des französischen Chansonsängers Gilbert Becaud aus den 1950er Jahren. Besonders bekannt wurde das Lied durch die Interpretation der Sängerin Dalida:

„Am Tag als der Regen kam, langersehnt, heißerfleht,
 auf die glühenden Felder, auf die durstenden Wälder.
 Am Tag als der Regen kam, langersehnt, heißerfleht,
 da erblühten die Bäume, da erwachten die Träume,
 da kamst du.“

Am Tag, als der Regen kam ist ein Kriminalfilm von Gerd Oswald aus dem Jahr 1959. Erzählt wird von der Panther-Bande, einer Gang, die den Westen Berlins mit ihren Verbrechen erschüttert.
Udo Lindenberg wandelte 1982 in seinem Lied Grande Finale das Zitat ab: „Am Tage, als der Reagan kam“.

## Amboss oder Hammer sein
Mit dem Bild von Hammer und Amboss schließt das zweite von Goethes kophtischen Liedern. Dieses Lied mit dem Titel Ein anderes, das die Problematik vom Herrschen und Dienen verdeutlicht, schließt mit folgenden Versen:

„Du musst steigen oder sinken,
 Du musst herrschen und gewinnen,
 Oder dienen und verlieren,
 Leiden oder triumphieren,
 Amboss oder Hammer sein.“

1869 gab der Schriftsteller Friedrich Spielhagen einem seiner Romane den Titel Hammer und Amboss. Zentraler Gedanke dieses Entwicklungsromans ist die Vorstellung, dass der Mensch Hammer und Amboss zugleich sein müsse.
Am 20. Juli 1941 forderte der sel. Bischof Clemens von Galen die Christen zum Durchhalten gegenüber nationalsozialistischen Übergriffen auf mit den Worten: „Hart werden! Fest bleiben! Wir sind in diesem Augenblick nicht Hammer, sondern Amboß. Andere […] hämmern auf uns, wollen mit Gewaltanwendung unser Volk, uns selbst, unsere Jugend neu formen, aus der geraden Haltung zu Gott verbiegen. Wir sind Amboß und nicht Hammer! Aber seht einmal zu in der Schmiede! Fragt den Schmiedemeister und laßt es euch von ihm sagen: Was auf dem Amboß geschmiedet wird, erhält seine Form nicht nur vom Hammer, sondern auch vom Amboß. Der Amboß kann nicht und braucht auch nicht zurückzuschlagen, er muß nur fest, nur hart sein! Wenn er hinreichend zäh, fest, hart ist, dann hält meistens der Amboß länger als der Hammer.“

## Amerika den Amerikanern!

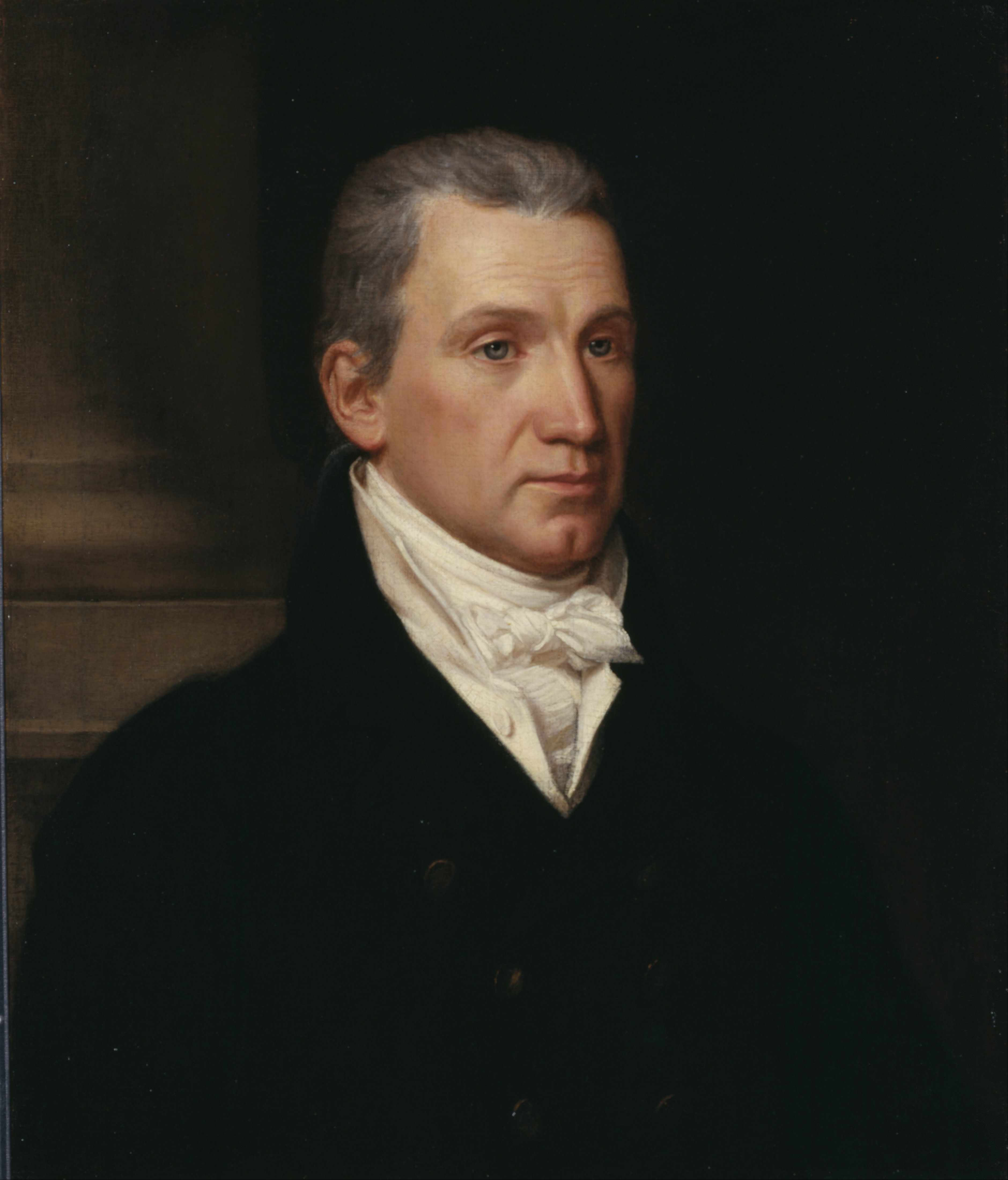
James Monroe.

Das Schlagwort Amerika den Amerikanern! (englisch: America for the Americans) ist der Kerngedanke der so genannten Monroedoktrin, die 1823 vom US-Präsidenten James Monroe in einer Kongressbotschaft dargelegt wurde. In dieser so genannten Monroedoktrin wurde das Verbot der Intervention der europäischen Mächte auf dem amerikanischen Kontinent ausgesprochen, aber auch eine Verpflichtung der USA zur Nichteinmischung in europäische Angelegenheiten.
In der Tradition Jeffersons stellte Monroe eine irreversible Unabhängigkeit der amerikanischen Staaten von den europäischen Mächten fest, formulierte die Existenz zweier politischer Sphären, betonte das Prinzip der Nichteinmischung der Vereinigten Staaten in europäische Konflikte, forderte ein Ende aller Kolonialisierungsbestrebungen in der westlichen Hemisphäre und kündigte ein Eingreifen der USA für den Fall an, dass die europäischen Kolonialmächte diese politischen Grundsätze ignorieren sollten.
Die Forderung an die europäischen Mächte, die nunmehr unabhängigen Staaten Lateinamerikas nicht zu rekolonialisieren, führte zur Verkürzung der Doktrin unter dem Schlagwort „Amerika den Amerikanern“.

## Amerika, du hast es besser.
Dieser Ausspruch, der im Zusammenhang mit den in Europa bestehenden Problemen häufig zitiert wird, ist die Anfangszeile des Gedichtes Den Vereinigten Staaten aus Goethes Xenien: „Amerika, du hast es besser / als unser Continent, das alte“. Bei Goethe war Kontinent noch ein Neutrum. Goethe drückt hier aus, dass die Geschichtslosigkeit Amerikas eine indirekte Ursache für das leichtere Leben in der Gegenwart sei. Der erste Vers endet mit folgenden Worten:

„Dich stört nicht im Innern
 Zu lebendiger Zeit
 Unnützes Erinnern
 Und vergeblicher Streit.“

Als Frage abgewandelt verwendet der Fernsehjournalist Thilo Koch den Gedichttitel für den 1966 von ihm kommentierten italienischen Reportagefilm Amerika, hast du es besser?

## An die große Glocke hängen
Diese Redewendung bedeutet, etwas Privates, Vertrauliches überall zu erzählen. Sie leitet sich von dem Brauch her, Bekanntmachungen mit einer Glocke – der Schelle des Gemeindedieners oder der Kirchenglocke – anzukündigen.
Der Dichter Matthias Claudius verwendet diese Worte in seinem Gedicht Ein silbern ABC:

„Häng an die große Glocke nicht,
 Was jemand im Vertrauen spricht.“

## An die Wand drücken, dass sie quietschen
Der drastische Ausdruck „an die Wand quetschen, dass sie quietschen“ wird dem deutschen Reichskanzler Otto von Bismarck zugeschrieben. Bismarck soll ihn 1878 auf die Nationalliberalen bezogen haben, mit denen er Schwierigkeiten hatte. Er selbst bestritt jedoch energisch, diesen Ausspruch je getätigt zu haben.

## An diesem Tage hätte die Weltgeschichte ihren Sinn verloren.
Diesen Satz hat Walther Rathenau beim Ausbruch des Ersten Weltkriegs einem Freund gegenüber ausgesprochen. Rathenau hielt den deutschen Kaiser Wilhelm II. zwar für einen sympathischen Menschen, aber auch völlig untauglich zum Regieren. Er war der Ansicht, dass dieser den Krieg niemals gewinnen könnte. Würde er jedoch siegen, dann „hätte die Weltgeschichte ihren Sinn verloren“.

## An einem Tag wie jeder andere
An einem Tag wie jeder andere ist der deutsche Titel des US-amerikanischen Spielfilms The desperate hours (wörtlich: Die Stunden der Verzweiflung) aus dem Jahr 1955. Er basiert auf dem gleichnamigen Theaterstück und Roman von Joseph Hayes, der auch das Filmdrehbuch schrieb.
In diesem Film spielt Humphrey Bogart einen von drei Verbrechern, die auf der Flucht vor der Polizei in ein Haus eindringen und die dort wohnende Familie terrorisieren.
Die Handlung wird getragen vom Aufeinanderprallen zweier Männer: dem Anführer der Gangster und dem Familienvater.

## An ihren Früchten sollt ihr sie erkennen.
Dieses bekannte Bibelzitat wird meist warnend gebraucht. Im Evangelium nach Matthäus gebraucht Jesus selbst diese Worte im Zusammenhang mit der Warnung vor den falschen Propheten und erklärt dann, dass nur ein guter Baum gute Früchte bringen könne:

„15 Seht euch vor vor den falschen Propheten, die in Schafskleidern zu euch kommen, inwendig aber sind sie reißende Wölfe. 16 An ihren Früchten sollt ihr sie erkennen. Kann man denn Trauben lesen von den Dornen oder Feigen von den Disteln? 17 So bringt jeder gute Baum gute Früchte; aber ein fauler Baum bringt schlechte Früchte. 18 Ein guter Baum kann nicht schlechte Früchte bringen und ein fauler Baum kann nicht gute Früchte bringen. 19 Jeder Baum, der nicht gute Früchte bringt, wird abgehauen und ins Feuer geworfen. 20 Darum: an ihren Früchten sollt ihr sie erkennen.“

## Anathema sit.
Diese lateinische Formel (deutsch: der sei verflucht) die vom Apostel Paulus in zwei Briefen verwendet wird, ist als Formel für die Exkommunikation aus der katholischen Kirche bekannt geworden.
Das Anathema bezeichnet eine kirchenrechtliche Verurteilung und gilt als strengere Maßnahme, verglichen mit einer Exkommunikation.
Im Lateinischen wird die Formel „Anathema sit“ verwendet. Die deutsche Bezeichnung ist Kirchenbann.
Die Ursprungsbedeutung des Wortes ist Aufgestelltes. Von dort verengte sich der Begriff zu der Gottheit im Tempel Aufgestelltes, Weihegeschenk und weiter zu der Gnade oder dem Zorn der Gottheit Ausgeliefertes.
Daraus ergab sich ἀνάθημα ἔστω anathēma estō als Formel: Er sei (dem Gott) dahingegeben! In diesem Sinne erscheint das Wort mehrmals im Neuen Testament.

## Andre Städtchen, andre Mädchen.
Man gebraucht diese Redensart, um auszudrücken, dass jemand ein ungebundenes Leben ohne feste persönliche Bindungen führt. Sie stammt aus dem von Friedrich Silcher vertonten Lied Nun leb wohl, du kleine Gasse von Graf Albert von Schlippenbach, in dem allerdings gerade die Sehnsucht nach der zurückgelassenen Geliebten ausgedrückt wird:

„Andre Städtchen, andre Mädchen,
 ich da mitten drin so stumm.
 Andre Mädchen, andre Städtchen;
 o wie gerne kehrt’ ich um,
 o wie gerne kehrt’ ich um.“

In einem Feldpostbrief aus dem Jahr 1942 schreibt eine junge Frau:

„Lieber Otto!
 Deine Karte habe ich erhalten, auch treulos bin ich, Du weißt ja wie immer. Nun lieber Otto, man hat ja nicht immer Zeit Zum schreiben. Soviel ich aus Deinen Worten sehe gefällt es Dir ja gut. Das ist ja die Hauptsache. Man weiß ja Soldaten, andere Städtchen andere Mädchen. Du bist ja auch noch jung. Der Ernst des Lebens kommt erst später
 Laß bitte wieder mal von Dir hören.
 Es grüßt Dich herzlich Deine Freundin“

## Angst essen Seele auf.
Angst essen Seele auf (Arbeitstitel: Alle Türken heißen Ali) ist der Titel eines Films von Rainer Werner Fassbinder aus dem Jahr 1973.
In dem Film wird erzählt, dass eine ältere Frau einen sehr viel jüngeren marokkanischen Gastarbeiter heiratet und beide sich gegen eine feindselige Haltung ihrer Mitmenschen behaupten müssen. Nachbarinnen lästern über das ungleiche Paar, Kolleginnen schneiden die Frau, der Lebensmittelhändler weigert sich, die beiden zu bedienen, und ihre Kinder sind fassungslos.
Fassbinder leitet den Film mit der Aussage „Das Glück ist nicht immer lustig“ ein.
Die Yılmaz Arslan Filmproduktion GmbH produzierte 2003 den Kurzfilm Angst isst Seele auf, der mit subjektiver Kamera die wahre Geschichte eines ausländerfeindlichen Übergriffs auf einen Darsteller der Theaterfassung auf dem Weg zum Schauspielhaus einzufangen versucht.
Der Deutschlandfunk verwendet das Zitat als Überschrift über einen Beitrag, in dem aufgezeigt wird, wie die Medien die Furcht vor Migranten schüren. Es ist aber auch die Überschrift über einen Beitrag des Fernsehsenders RTL über Angstzustände und Phobien.

## Angst verleiht Flügel.
Dieser Satz stammt aus dem Wörterbuch der Gemeinplätze (Originaltitel: Dictionnaire des idées reçues) des französischen Schriftstellers Gustave Flaubert. Im Original lautet er:

« Peur. – Donne des ailes. »

Der Gedanke, dass Angst Flügel verleiht, ist ein zentrales Motiv des Asterix-Bands Nr. 9, Asterix und die Normannen. In diesem Heft wollen die Normannen, die keine Angst kennen, mit Hilfe eines ängstlichen Galliers mit dem bezeichnenden Namen Grautvornix das Fliegen lernen.

## Anmut sparet nicht noch Mühe!
Dies ist der Anfang von Bertolt Brechts Gedicht Kinderhymne, das mit folgender Strophe beginnt:

„Anmut sparet nicht noch Mühe
 Leidenschaft nicht noch Verstand
 Daß ein gutes Deutschland blühe
 Wie ein andres gutes Land.“

Der Anlass zu dieser Dichtung, die zunächst den Titel Hymne / Festlied trug, war die Einführung des Liedes der Deutschen als Nationalhymne der Bundesrepublik Deutschland am 15. April 1950. Brecht schrieb seine Hymne bewusst als Gegenstück zur bundesdeutschen Nationalhymne, die für ihn durch den Nationalsozialismus korrumpiert war.
Das Versmaß der Kinderhymne entspricht dem des Deutschlandliedes und nahezu dem der Nationalhymne der DDR. Alle drei Texte können daher auch auf die Melodien der jeweils anderen gesungen werden.

## Annus horribilis
Diese lateinischen Worte für „schreckliches Jahr“ wurden bekannt als persönliche Bewertung des Jahres 1992 durch Königin Elisabeth II. in ihrer Weihnachtsbotschaft. Dabei handelt es sich wohl um die ironische Umkehrung des Ausdrucks annus mirabilis, der bereits 1666 von John Dryden für ein besonderes Freudenjahr gebraucht wurde.
Der naheliegendste Bezug betraf das Feuer in Windsor Castle vier Tage zuvor im November 1992, bei dem das Schloss schwer beschädigt wurde. Im März des Jahres trennten sich Elisabeths zweiter Sohn Prinz Andrew und Sarah Ferguson. Im April wurde die Scheidung von Elisabeths Tochter Anne von Mark Phillips rechtskräftig. Und schließlich sorgten immer wieder Meldungen über die tiefe Ehekrise von Prinzessin Diana und Prinz Charles für negative Schlagzeilen.

## Ans Vaterland, ans teure, schließ dich an.
Diese Mahnung richtet in Friedrich Schillers Drama Wilhelm Tell (II, 1) der Freiherr von Attinghausen als Letzter seines Stammes an seinen Neffen Ulrich von Ruflenz:

„Das halte fest mit deinem ganzen Herzen.
 Hier sind die starken Wurzeln deiner Kraft;
 Dort in der fremden Welt stehst du allein,
 Ein schwankes Rohr, das jeder Sturm zerknickt.“

## Antikommunismus ist die Grundtorheit unserer Epoche.
Diese Formulierung lehnt sich an eine Äußerung Thomas Manns an, der 1943 in seiner Rede Schicksal und Aufgabe vom „Schrecken der bürgerlichen Welt vor dem Kommunismus [als der] Grundtorheit unserer Epoche“ sprach.

## Anything goes.
Der dem gleichnamigen Musical entliehene englische Slogan anything goes (Alles geht.) wurde von dem Philosophen Paul Feyerabend maßgeblich in seinen beiden Werken Wider den Methodenzwang (Against Method, 1975) und Erkenntnis für freie Menschen (Science in a Free Society, 1978) geprägt.
Anything Goes ist der Titel eines Musicals von Cole Porter, das von einer bunten Gesellschaft an Bord des Transatlantikliner S.S. America erzählt. Ein blinder Passagier muss in verschiedene Rollen schlüpfen und gerät ins Fadenkreuz des misstrauischen Kapitäns.

## Arbeit adelt!
„Es gibt nur einen Adel: den der Arbeit.“

## Arbeit dehnt sich in genau dem Maß aus, wie Zeit für ihre Erledigung zur Verfügung steht.
Diese Feststellung ist eine der Grundlagen des Parkinsonschen Gesetzes, das vom britischen Historiker Cyril Northcote Parkinson formuliert wurde. Vollständig lautet der Satz so:

“Work expands (so as) to fill the time available for its completion.”

„Arbeit dehnt sich in genau dem Maß aus, wie Zeit für ihre Erledigung zur Verfügung steht – und nicht in dem Maß, wie komplex sie tatsächlich ist.“

Aus seinen Beobachtungen schloss Parkinson auf folgende Lehrsätze:
1. Jeder Beamte oder Angestellte wünscht die Zahl seiner Untergebenen, nicht jedoch die Zahl seiner Rivalen zu vergrößern.
2. Beamte (oder Angestellte) schaffen sich gegenseitig Arbeit.

## Arbeit ist der Fluch der trinkenden Klasse.
Dieses Oscar-Wilde-Zitat (englisch: “Work is the curse of the drinking classes.”) ist eine ironische Verdrehung des bekannten Satzes:

“Drink is the curse of the working classes.”

„Trunksucht ist der Fluch der arbeitenden Klasse.“

In einem Artikel der Financial Times mit dem Titel Britische Liebe zum Alkohol heißt es:

„Im späten 19. Jahrhundert verkündeten Moralisten: ‚Das Trinken ist der Fluch der arbeitenden Klassen‘ (was Oscar Wilde nett und sehr wahr ummünzte in: ‚Arbeit ist der Fluch der trinkenden Klassen‘).“

In einem Artikel über die nordirische Stadt Belfast stellt Jakob Strobel y Serra in der Frankfurter Allgemeinen Zeitung fest:

„Eine Arbeiterstadt mit schwarzen Fingernägeln und Schwielen an den Händen ist Belfast aber bis heute, rauh und grob und stark und auf nichts so stolz wie auf die beiden gigantischen gelben Kranungetüme der Werft Harland and Wolff, ihre Wahrzeichen, ihre Eiffeltürme. Es ist eine Stadt, die nichts anzufangen weiß mit dem Spottspruch Oscar Wildes, der die Arbeit den Fluch der trinkenden Klasse nannte, weil sie immer beides getan hat, schuften und trinken.“

## Arbeit macht das Leben süß.
Diese oft von Pädagogen gebrauchten Worte stammen aus der 1777 erschienenen Gedichtsammlung Kleine Lieder für kleine Jünglinge von Gottlob Wilhelm Burmann:
Arbeit macht das Leben süß,

macht es nie zur Last,

der nur hat Bekümmernis,

der die Arbeit haßt.

## Arbeit macht frei.

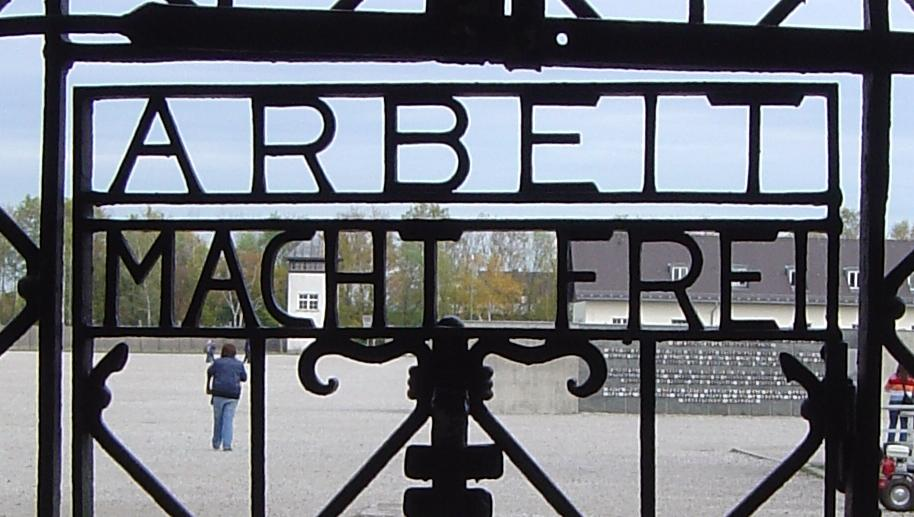
Tor in der Gedenkstätte Konzentrationslager Dachau

Dieser Spruch stand zynischerweise über den Eingangstoren der Konzentrationslager Auschwitz, Dachau, Sachsenhausen und Flossenbürg. Er bedeutete für die Nationalsozialisten Vernichtung durch Arbeit, die vorsätzliche oder billigend in Kauf genommene Tötung von Zwangsarbeitern oder Häftlingen durch übermäßige Schwerarbeit und mangelhafte Versorgung.
Da der Spruch von außen zu lesen war, scheint er an die Öffentlichkeit gerichtet zu sein, womöglich um das KZ als Besserungsanstalt darzustellen.
Angesichts des Schicksals der Inhaftierten kann dieses Zitat nur als blanker Zynismus angesehen werden. Deshalb wird dieser Spruch heute nur ironisch als Ausdruck heftiger Ablehnung eines unreflektierten Arbeitsethos verwendet.
Der Moderator Rolf-Bernhard Essig stellt im Deutschlandradio zu dieser Redensart fest:

„Warum die Nazis gerade ihm solche Bedeutung beimaßen, ist nicht mit letzter Sicherheit zu klären. Er hatte offensichtlich nicht nur den Zweck, die KZ-Häftlinge über die ‚Vernichtung durch Arbeit‘ hinwegzutäuschen und die Bevölkerung von reinen Erziehungs- und Arbeitslagern zu überzeugen, da das Motto teils innerhalb der Lager angebracht wurde. Gleichwohl konnte es von Häftlingen als Hinweis gelesen werden, dass eine Entlassung möglich wäre, wenn man sich wohlverhielte.“

Eine ähnlich deutliche Verhöhnung der Häftlinge findet sich am Eingangstor zum Konzentrationslager Buchenwald, über dem die Worte „Jedem das Seine“ stehen, einer der klassischen Grundsätze des Rechts.
siehe auch: Arbeit macht frei zur Vorgeschichte, die bis zu Heinrich Beta 1845 zurückverfolgt werden kann. Lorenz Diefenbach verwendete ihn als Titel seines Romans, der 1872/73 erschien.

## Arbeit schändet nicht.
Diese Redensart findet sich in dem Lehrgedicht Werke und Tage des griechischen Dichters Hesiod, der damit seinen arbeitsscheuen Bruder Perses zur Arbeit ermuntern wollte:

„Arbeit schändet dich nicht, wohl schändet dich aber die Faulheit.
 Wenn du förderst das Werk, wird bald dir der Träge den Wohlstand
 Neiden; und Ehr’ und tüchtiger Sinn folgt wieder dem Reichtum.“

Konkret schrieb Hesiod auf Altgriechisch:

«ἔργον δ’ οὐδὲν ὄνειδος, ἀεργίη δέ τ’ ὄνειδος.»

„Ergon d’ ouden oneidos, aergiē de t’ oneidos.“

„Arbeit schändet nicht, die Trägheit aber entehrt uns.“

Das antike Griechenland sah Arbeit als Sache der Sklaven und der Frauen, die Muße hingegen war allein den freien Männern vorbehalten. Griechen, Römer und Christen betrachteten die Arbeit als Fluch, der dem Menschen auf Grund seiner Unvollkommenheit verhängt wurde. Hesiod aber verherrlicht die Arbeit als Hauptaufgabe der Menschen.
Der SPD-Politiker Franz Müntefering äußerte sich in einem Focus-Interview folgendermaßen zu diesem Zitat:

„Das sind die Parolen unserer Großväter, das würde ich so nicht sagen. Nennen wir es positives Image, das auch allen Dienstleistungsberufen zukommt. Jede ehrlich verdiente Mark ist eine, für die man sich nicht schämen muss.“

## Arbeiter im Weinberg des Herrn

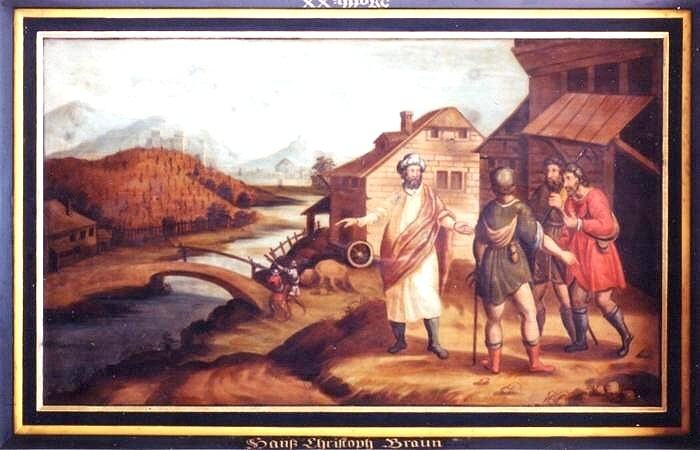
Heinrich Andreas Lohe: Arbeiter im Weinberg des Herrn

Mit dem Weinberg des Herrn wird im Alten Testament nach Jesaja 5,7 das Volk Israel bezeichnet. Ab dem 16. Jahrhundert wird mit dieser Metapher das geistliche Amt in der christlichen Kirche verstanden. Die Metapher findet sich im Gleichnis von den Arbeitern im Weinberg:

„Das Himmelreich ist gleich einem Hausvater, der am Morgen ausging, Arbeiter zu mieten in seinen Weinberg.“

Im Gleichnis wird das Himmelreich mit einem Hausherrn verglichen, der Arbeiter für einen Silbergroschen Tagelohn einstellt, damit sie seinen Weinberg bestellen. Später stellt er eine weitere Gruppe Männer ein, noch später weitere Gruppen. Überraschend zahlt er am Ende des Tages auch den zuletzt Eingestellten einen Silbergroschen. Die Arbeiter, die den ganzen Tag gearbeitet haben, beschweren sich darüber. Der Hausherr erinnert aber die verärgerten Arbeiter daran, dass sie mit ihm doch zuvor über die Bezahlung geeinigt hatten und dass er mit seinem Geld umgehen könne, wie es ihm beliebt.
Mitarbeiter der Kirche werden auch heute noch oft als Arbeiter im Weinberg des Herrn bezeichnet.

## Arbeiter- und Bauernstaat
Ein Arbeiter-und-Bauern-Staat ist nach marxistisch-leninistischer Auffassung ein Staat, in dem die Arbeiterklasse (im Klassenbündnis mit den werktätigen Bauern) über die zu enteignende Kapitalistenklasse herrscht. In diesem Staat wird die Wirtschaft vergesellschaftet und staatlich geplant.
Lenin propagierte in seiner Streitschrift Staat und Revolution aus dem Jahre 1918, dass der Staat „das Produkt und die Äußerung der Unversöhnlichkeit der Klassengegensätze“ ist. Er beruft sich dabei auf Karl Marx:

„Nach Marx ist der Staat ein Organ der Klassenherrschaft, ein Organ der Unterdrückung der einen Klasse durch die andere, ist die Errichtung der ‚Ordnung‘, die diese Unterdrückung sanktioniert und festigt, indem sie den Konflikt der Klassen dämpft.“

## Architektur ist erstarrte Musik.
Diese Formulierung stammt aus Vorlesungen über die Philosophie der Kunst, die Friedrich Wilhelm Joseph von Schelling 1802/03 in Jena und 1804/05 in Würzburg gehaltenen hat:

„Wenn die Architektur überhaupt die erstarrte Musik ist […].“

Der den Vorlesungen beiwohnende Henry Crabb Robinson fertigte – englischsprachige – Tagebuchaufzeichnungen der Vorträge an und übersetzte ‚erstarrte Musik‘ nicht wörtlich mit ‚ossified music‘ oder ‚solidified music‘, sondern als ‚frozen music‘. Ob ‚gefrorene Musik‘ eine Rückübersetzung aus dem Englischen ist oder parallel zu ‚erstarrter Musik‘ im Umlauf war, ist nicht mit Sicherheit nachzuweisen; ersteres allerdings scheint die wahrscheinlichere Variante.
Arthur Schopenhauer lehnte die Vorstellung der Architektur als gefrorene Musik als „keckes Witzwort“ ab. Er irrte allerdings in der Annahme, dass Goethe der Ursprung des Wortes „erstarrte Musik“ sei; allerdings nannte Goethe die Architektur in seinen Maximen und Reflexionen (1833 posthum) eine „verstummte Tonkunst“. Der Satz „Architektur ist gefrorene Musik“ war schon vor Schopenhauer im Umlauf. Der Spruch war in verschiedenen Abwandlungen verbreitet; so schreibt Clemens Brentano in seinem Aufsatz An Schinkel: „Architektura ist erstarrte Musika“, und Friedrich Schleiermacher in Ästhetik (1819): „[…] wenn wir es auch nicht so weit ausdehnen wollen, wie eine bekannte Bemerkung behauptet, daß die Architektur eigentlich gefrorene oder erstorbene Musik sei.“
In der griechischen und römischen Antike waren Musik und Architektur viel enger miteinander verknüpft als heute. Die Proportionslehre in der Architektur bezieht sich auf die Harmonielehre in der Musik. Architekten, Musiker und Philosophen suchten immer wieder Verbindungen zwischen den beiden Künsten.
Die Band But Alive verwendet (wohl als Antwort auf eine Kritikerstimme) eine diesem Vergleich ebenfalls widersprechende Variante in dem Lied Ein Sozialkritisches Schlagzeugsolo Später: „Über Musik schreiben ist wie zu Architektur tanzen.“ Der Ursprung dieses Bonmots, lange unklar und meist fälschlicherweise Elvis Costello zugeschrieben, konnte von Garson O’Toole (von der Website Quote Investigator) auf den Komiker Martin Mull zurückgeführt werden.
Max Goldt parodierte die Formulierung „Architektur ist gefrorene Musik“ in seinem Text „Früher war alles gelb“ im Bezug auf seine Kritik der Musik der siebziger Jahre hin zu „diese Musik erinnerte … an geschmolzene Stadthallen, um bei Schopenhauer zu bleiben…“

## Arm am Beutel, krank am Herzen
Der Anfangsvers von Goethes Ballade „Der Schatzgräber“ wird als Redensart benutzt, um scherzhaft auf Geldverlegenheit oder -mangel hinzuweisen.

## Asien steht an der Elbe
Aus einem Brief, den Konrad Adenauer 1946 an Wilhelm Sollmann schrieb. Er beschreibt so die Teilung Deutschlands und den aufkommenden Kalten Krieg mit Worten, die auf die so genannte Gelbe Gefahr anspielen.

## Auch du, mein Sohn?

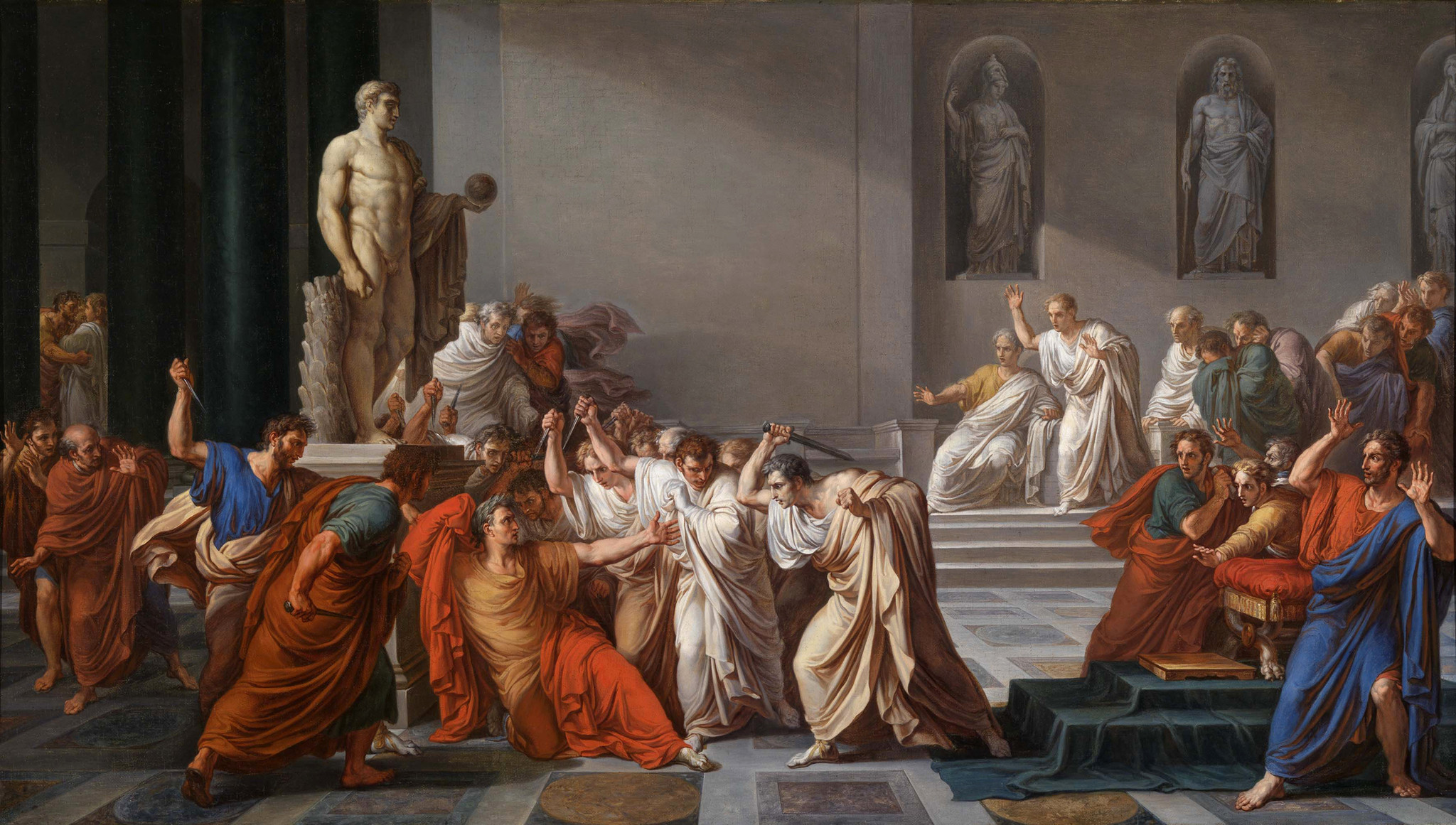
Ermordung Cäsars

Dies ist ein Zitat aus William Shakespeares Drama Julius Cäsar.
Shakespeare lässt hier Caesar auf Lateinisch sagen, was er nach Sueton auf Griechisch ausgerufen haben soll, als er seinen Freund Marcus Iunius Brutus unter den Mördern wahrnahm:

«Καὶ σὺ τέκνον;»

„Kai sy teknon?“

„Auch du, (mein) Kind?“

Der Ausruf Caesars wird mitunter als “Et tu, Brute?” (deutsch: „Auch du, Brutus?“) zitiert. Doch ist es fraglich, ob Caesar bei so vielen Stichen überhaupt noch sprechen konnte.

## Auch einer von denen
Diese Worte stammen aus der Verleugnungsszene nach der Verurteilung Jesu durch den Hohen Rat:

„Petrus aber saß draußen im Hof; da trat eine Magd zu ihm und sprach: Und du warst auch mit dem Jesus aus Galiläa. Er leugnete aber vor ihnen allen und sprach: Ich weiß nicht, was du sagst. Als er aber hinausging in die Torhalle, sah ihn eine andere und sprach zu denen, die da waren: Dieser war auch mit dem Jesus von Nazareth. Und er leugnete abermals und schwor dazu: Ich kenne den Menschen nicht. Und nach einer kleinen Weile traten hinzu, die da standen, und sprachen zu Petrus: Wahrhaftig, du bist auch einer von denen, denn deine Sprache verrät dich. Da fing er an, sich zu verfluchen und zu schwören: Ich kenne den Menschen nicht. Und alsbald krähte der Hahn. Da dachte Petrus an das Wort, das Jesus zu ihm gesagt hatte: Ehe der Hahn kräht, wirst du mich dreimal verleugnen. Und er ging hinaus und weinte bitterlich.“

Beeinflusst von dem Bibelzitat ist der Titel des autobiografischen Romans Auch einer von Friedrich Theodor Vischer und wird meist in negativen Zusammenhängen herangezogen:
- „Ich gestehe ich bin auch einer von denen.“
- Rainhard Fendrich – Ich wollte nie einer von denen sein

## Auch ich war ein Jüngling mit lockigem Haar.
Diese Worte sind der Anfang einer Arie aus Albert Lortzings Oper Der Waffenschmied:

„Auch ich war ein Jüngling mit lockigem Haar
 an Mut wie an Hoffnung reich,
 beim Amboss ein Meister fürwahr,
 im Fleisse kam keiner mir gleich.
 Ich liebte den Frohsinn, den Tanz, den Gesang,
 ich küsste manch Dirn mit rosiger Wang,
 ihr Herz hat mir manche geweiht
 das war eine köstliche Zeit“

Ein Schreiben vom Magistrat ordnet an, dass der alte Waffenschmied um des Stadtfriedens willen seine Tochter heiraten lassen solle. Dem Waffenschmied bleibt auf Grund dieser Anordnung nichts Weiteres übrig, und er singt, in Erinnerung versunken, diese Arie.

## Auch ich in Arkadien.

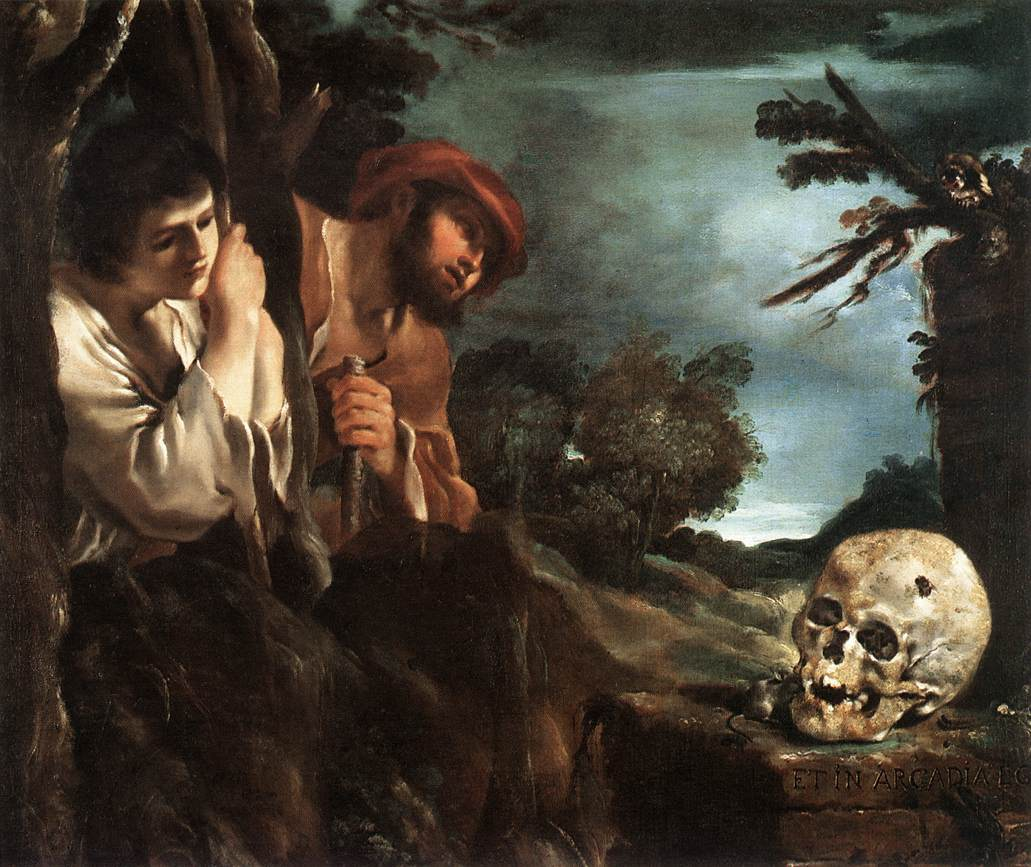
G. F. Barbieri, Et in Arcadia ego

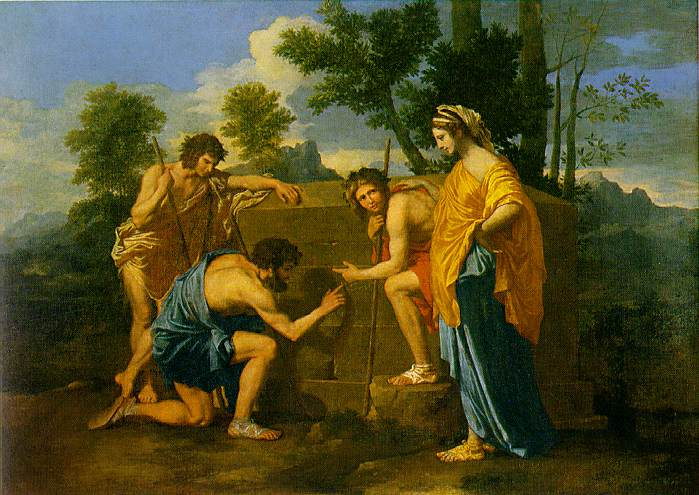
Nicolas Poussin, Die Hirten von Arkadien II.

Die griechische Landschaft Arkadien gilt seit dem römischen Dichter Vergil als Schauplatz glückseligen, idyllischen Lebens.
Um 1620 taucht das Zitat in einem Bild von Il Guercino (Giovanni Francesco Barbieri) in lateinischer Version als Inschrift auf:

„Et in Arcadia ego (Hauptartikel)“

In einem Bild von Nicolas Poussin steht diese Aufschrift auf einem Steinsarg inmitten einer idyllischen Szene. Sie kann bedeuten
- „Ich, der Tod, bin auch in diesem Idyll.“
- „Auch ich, der Tote, habe einmal in diesem Idyll gelebt.“
- „Auch ich (der Tote) bin nun im Paradies.“ (vergleiche Memento mori)

Ins Deutsche übersetzt findet sich der Ausspruch u. a. bei Herder, E. T. A. Hoffmann und Joseph von Eichendorff:

„Auch ich war in Arkadien.“

In Friedrich Schillers Gedicht Resignation hat es folgende Form:

„Auch ich war in Arkadien geboren.“

Bei Goethe ist das Zitat in der Form „Auch ich in Arkadien“ Motto der beiden Bände der Italienischen Reise.
Ingeborg Bachmann wählte „Auch ich habe in Arkadien gelebt“ als Titel und Anfang einer Kurzerzählung, die sie 1952 veröffentlichte.

## Audiatur et altera pars.
Audiatur et altera pars ist ein alter lateinischer Grundsatz des Prozessrechts und bedeutet wörtlich übersetzt:

„Auch der andere Teil möge gehört werden.“

Der juristische Gehalt des Rechtssatzes liegt in dem Gebot, stets beiden Parteien eines Prozesses Gelegenheit zur Darstellung des eigenen Standpunktes zu geben. Der Satz geht zurück auf eine Stelle in der Tragödie Medea des römischen Rhetorikers Seneca. Heute gebraucht man den lateinischen Spruch, um vor voreiligen Schlüssen, zu warnen. So heißt es mit Hinblick auf einen Disput zwischen den deutschen Politikern Peter Gauweiler und Martin Schulz über den Vertrag von Lissabon:

„‚Man hör auch die Gegenseite‘: Dieser seit römischen Tagen in demokratischen, rechtsstaatlichen Gesellschaften übliche Grundsatz ist heutzutage ein seltenes Gut geworden. Wer nicht gerade über so lebenswichtige Dinge wie die Pendlerpauschale debattieren möchte, der findet gerade in elementaren Fragen oft nur eine einzige veröffentlichte Meinung wieder.“

## Auf beiden Seiten hinken.
Diese Redewendung geht zurück auf eine Stelle im Alten Testament, wo der Prophet Elija zu dem von falschen Propheten verwirrten Volk Israel spricht:

„Wie lange hinkt ihr auf beiden Seiten? Ist der HERR Gott, so wandelt ihm nach, ist’s aber Baal, so wandelt ihm nach.“

Ba’al war ein kanaanäischer Wetter- und Fruchtbarkeitsgott und wurde später im Christentum zum Dämonen Baal.
Die Redewendung wird auch heute noch oft gebraucht:
- „Ein Versuch, der auf den ersten Blick auf beiden Seiten hinkt.“
- „Er hinkt auf beiden Seiten. Er hält’s mit allen Parteien.“
- „Dieser Vergleich hinkt auf beiden Seiten.“

## (Auf) dass mein Haus voll werde.
Diese Floskel stammt aus dem Gleichnis vom großen Abendmahl im Evangelium nach Lukas. Dort befiehlt der Hausherr seinem Diener, Bettler, Blinde und Lahme von der Straße zu holen, nachdem die eigentlich Geladenen mit unterschiedlichsten Entschuldigungen abgesagt hatten:

„Vnd der Herr sprach zu dem Knechte / Gehe aus auff die Landstrassen / vnd an die Zeune / vnd nötige sie her ein zu komen / Auff das mein Haus vol werde.“

„Geh hinaus auf die Landstraßen und an die Zäune und nötige sie hereinzukommen, dass mein Haus voll werde.“

Mit dieser scherzhaften Floskel werden heute unerwartete Gäste empfangen.

## Auf den Hund bringen

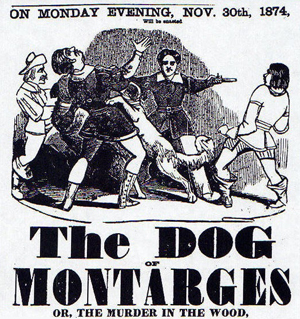
Theaterplakat einer englischen Aufführung von Der Hund des Aubry

Die französische Sage, dass der Hund des Ritters Aubry durch sein feindseliges Betragen gegen dessen Mörder die Aufdeckung des Mordes bewirkt habe, wurde zu einem Melodrama verarbeitet, in dem der Hauptdarsteller, ein dressierter Pudel, das Pariser Publikum in Begeisterung versetzte. 1816 ließ auch die königliche Bühne in Berlin den Pudel in dem Sensationsstück Der Hund des Aubry auftreten, was die Berliner zu dem Witz veranlasst habe, „den Hund aufs Theater bringen“ heiße eigentlich „das Theater auf den Hund bringen“.
Großherzog Carl August von Weimar, ein großer Hundeliebhaber, wünschte den Hund auch auf seiner Bühne zu sehen, stieß aber auf den entschiedenen Widerstand seines Intendanten Goethe, der keine Hunde leiden konnte. Auch wegen anderer Differenzen in der Theaterleitung ging Goethe nach Jena. Dort erreichte ihn die Mitteilung, dass der Wiener Schauspieler Karsten mit seinem Pudel an der Hofbühne in Weimar auftreten werde. Darauf reichte Goethe sein Entlassungsgesuch ein und erhielt am folgenden Tag seinen Abschied.
Friedrich Schiller änderte die Verse der Tagesblätter daraufhin folgendermaßen ab:

„Es soll die Bühne nie dem Hundestalle gleichen,
 Und kommt der Pudel, muß der Dichter weichen.“

Goethe selbst erwähnt von diesen Vorkommnissen übrigens nichts.

## Auf der Bank der Spötter sitzen
Diese Redewendung geht auf Psalm 1 zurück. Dort heißt es:

„Wohl dem, der nicht wandelt im Rat der Gottlosen / noch tritt auf den Weg der Sünder noch sitzt, wo die Spötter sitzen“

Der Kabarettautor Martin Morlock nannte nach diesem Zitat eine Sammlung von Satiren Auf der Bank des Spötters.

## Auf der Bärenhaut liegen
Diese Redewendung beruht auf der Beschreibung der Lebensgewohnheiten der alten Germanen, wie sie der römische Geschichtsschreiber Tacitus in seiner Germania (Kapitel 15) schildert.
Diese Formulierung findet sich in dem Lied Tacitus und die alten Deutschen, das Wilhelm Ruer 1872 für die Bierzeitung der Leipziger Burschenschaft Dresdensia schrieb:

„An einem Sommerabend
 Im Schatten des heiligen Hains,
 Da lagen auf Bärenhäuten
 Zu beiden Ufern des Rheins
 Verschiedene alte Germanen,
 …
 Sie liegen auf Bärenhäuten
 Und trinken immer noch eins.“

Man gebraucht die Wendung („auf der faulen Haut liegen“) heute im Sinne von „faulenzen“.

## Auf der grünen Wiese
Auf der grünen Wiese ist der deutsche Titel der Operette Na tý louce zelený des tschechischen Komponisten Jara Beneš aus dem Jahr 1936. Berühmt daraus ist vor allem der folgende, oft parodierte, Gassenhauer:

„Auf der grünen Wiese
 hab’ ich sie gefragt:
 ‚Liebst Du mich, Luise?‘
 ‚Ja!‘ hat sie gesagt.“

Die Berliner Variante lautet so:

„Auf der grünen Wiese
 hab’ ich sie gefragt:
 ‚Liebst Du mir, Luise?‘
 ‚Ja!‘ hat sie gesagt.“

Die Version für Kinder lautet folgendermaßen:

„Auf der grünen Wiese
 steht ein Karussell.
 Manchmal fährt es langsam,
 manchmal fährt es schnell.“

Mit der Redensart Auf der grünen Wiese will man heute ausdrücken, dass sich etwas (meist eine Einkaufsmöglichkeit) außerhalb der geschlossenen Ortschaft befindet:

„Auf der grünen Wiese befindet sich der Citti-Park Lübeck.“

„Auch in dieser Stadt hat man Einkaufsparks auf die grüne Wiese geklotzt.“

## Auf der Suche nach der verlorenen Zeit

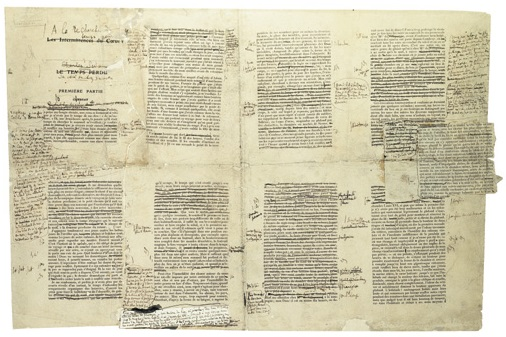
Vorabdruck mit Notizen

Auf der Suche nach der verlorenen Zeit ist der deutsche Titel des Romanzyklus À la recherche du temps perdu des französischen Romanciers Marcel Proust. Es geht in diesem Roman um das Wiederfinden vergangener Lebenszeit mit Hilfe des Erinnerns. Der Begriff Verlorene Zeit ist mehrdeutig:
- Zeit, die der Erzähler vergeudet hat;
- Zeit, die verloren ist, wenn sie nicht in der Erinnerung oder in einem Kunstwerk konserviert wurde;
- die Erinnerung oder Imaginationen, die Namen oder Gegenstände hervorrufen.

Der Titel wird häufig zitiert, wenn jemand Dingen, die vorbei sind, nachtrauert:
- Sport: „Auf der Suche nach dem verlorenen Teamgeist“
- Finanzwelt: „Anleger auf der Suche nach dem verlorenen Geld“
- Sport: „Amerikas Basketball-Stars: Auf der Suche nach dem verlorenen Glanz“

Die Hamburger Rockband Tocotronic nennt ihr zweites Album in Anlehnung an Prousts Roman Nach der verlorenen Zeit.

## Auf dicke Hose machen
Diese Redewendung bedeutet so viel wie prahlen, angeben, Reichtum und Einfluss, vor allem aber Stärke und Überlegenheit eher vortäuschen als wirklich zeigen. Der Ursprung ist ungeklärt, er rührt eventuell daher, dass Reichtum die Hosentaschen fülle, alternativ wird angenommen, dass der Ursprung eine Anspielung auf die Hoden des Mannes darstellt, ähnlich dem Ausdruck "Eier haben", der ähnliche Bedeutung in Hinblick auf (allerdings tatsächlich vorhandene) Stärke und Durchsetzungskraft hat. Gebräuchlich ist vor allem die Variante "Einen auf dicke Hose machen".

## Auf deutschem Boden darf nie wieder ein Joint ausgehen.
Mit diesen Worten begrüßte der Kabarettist Wolfgang Neuss bei einem Talkshow-Auftritt am 5. Dezember 1983 Richard von Weizsäcker. Neuss bekam diesen Spruch am Nachmittag des gleichen Tages auf einer Glückwunschkarte zum 60. Geburtstag von einem Fan aus dem Gefängnis zugesandt. Zu diesem Auftritt schreibt Mathias Bröckers:

„Ihn gleich am Abend vor einem Millionen-Publikum als Appell an ‚Häuptling Silberlocke‘ zu bringen, war nicht nur typisch für die Neussche Methode, es brachte auch das Phänotypische dieser deutschen Biographie auf den Punkt.“

Es handelte sich dabei um eine Verballhornung des pazifistischen Statements „Von deutschem Boden darf nie wieder Krieg ausgehen“, den auch Willy Brandt in seiner Regierungserklärung verwandte. Außerdem sprach Neuss Weizsäcker mit „Richie“ an.

## Auf einem Prinzip herumreiten
In der komischen Oper Der Wildschütz oder Die Stimme der Natur von Albert Lortzing spricht der Schulmeister Baculus zu seiner Verlobten:

„Der Herr Stallmeister reitet jetzt ein anderes Prinzip.“

In die Verlobungsfeier des Schulmeisters Baculus platzen Jäger des Grafen mit einem Brief, in dem ihm mitgeteilt wird, dass er entlassen sei, da er einen Rehbock für dieses Fest ohne die Einwilligung des Grafen erlegt habe.
Abgeleitet von diesem Operntext ist der Begriff Prinzipienreiter für einen kleinlichen, sturen Menschen, der auf seinen Prinzipien beharrt, auch wenn sie unangebracht sind.
Nach anderen Quellen wird die Kreation und Verbreitung der geflügelten Worte Auf einem Prinzip herumreiten als Vorläufer des Begriffs Prinzipienreiter dem Fürsten Heinrich LXXII. Reuß zu Lobenstein-Ebersdorf zugeschrieben, weil er folgenden Text 1845 in der Vossischen Zeitung abdrucken ließ: "Seit 20 Jahre reite Ich auf einem Prinzip herum, d. h. Ich verlange, dass ein jeglicher bei seinem Titel genannt wird. […]"

## Auf einen Schelmen anderthalben!
Dieser Ausspruch bedeutet so viel wie „einen Betrüger soll man selbst noch mehr betrügen“. Er soll vom preußischen König Friedrich II. einem französischen Marschall gegenüber gebraucht worden sein und lautet im französischen Original so:

„À trompeur, trompeur et demi.“

Friedrich begegnete damit den Vorwürfen des Marschalls, der ihm Bündnisverhandlungen mit England verübelte, mit dem Hinweis darauf, dass die Franzosen ihrerseits zuvor heimlich ein Bündnis mit Österreich gesucht hatten.

## Auf Flügeln des Gesanges
Dies ist die Anfangszeile des Gedichts Lyrisches Intermezzo von Heinrich Heine. Die erste Strophe lautet:

„Auf den Flügeln des Gesanges,
 Herzliebchen, trag ich dich fort,
 Fort nach den Fluren des Ganges,
 Dort weiß ich den schönsten Ort.“

Das Gedicht ist besonders durch die Vertonung von Felix Mendelssohn Bartholdy bekannt geworden. Die Sopranistin Erna Berger nahm die Gedichtzeile als Titel ihrer Memoiren.

## Auf fruchtbaren Boden fallen
Diese Redewendung beruht auf dem Gleichnis vom Sämann im Evangelium nach Matthäus (Mt 13,3–8 ) und im Evangelium nach Markus (Mk 4,3–8 ), wo davon gesprochen wird, dass die Saatkörner beim Säen auf unterschiedlichen Boden fallen können.

## Auf Händen tragen
Das dieser Redewendung zugrunde liegende Bild findet sich im Psalm 91, der den unter dem Schutz Gottes stehenden Menschen zum Thema hat:

„11 Denn er hat seinen Engeln befohlen, dass sie dich behüten auf allen deinen Wegen, 12 dass sie dich auf den Händen tragen und du deinen Fuß nicht an einen Stein stoßest.“

In der Geschichte von der Versuchung Jesu (Mt 4,6  und Lk 4,10–11 ) taucht das Bild des von den Engeln auf den Händen getragenen Menschen mit Berufung auf Psalm 91 noch einmal auf.

## Auf Herz und Nieren prüfen
In dieser Redewendung erscheint zum ersten Mal in Psalm 7, wo es heißt:

„Die Bosheit der Frevler finde ein Ende, doch gib dem Gerechten Bestand, gerechter Gott, der du auf Herz und Nieren prüfst.“

Im jüdischen Glauben ist der Sitz der Seele die Niere, im christlichen das Herz.

## Auf in den Kampf, Torero!
Die Aufforderung „Auf in den Kampf, Torero!“ stammt aus der 1875 uraufgeführten Oper Carmen von Georges Bizet, deren Libretto auf eine Novelle von Prosper Mérimée zurückgeht:
 Auf in den Kampf, Torero!

 Stolz in der Brust, siegesbewusst,

 wenn auch Gefahren dräun,

 sei wohl bedacht, dass ein Aug dich bewacht

 und süße Liebe lacht.
Der Name des Toreros ist Escamillo. Carmen hindert José daran, ihn zu töten. Daraufhin lädt Escamillo sie und alle ihre Gefährten zu seinem nächsten Stierkampf in die Arena von Sevilla ein.
Scherzhaft wird nur die erste Zeile zitiert in der, auf die Melodie passenden, Form: „Auf in den Kampf, die Schwiegermutter naht. Siegesgewiss klappert ihr Gebiss.“

## Auf jedem Schiff, das dampft und segelt, gibts einen, der die Sache regelt, und das bin ich.
Mit diesem Spruch bekräftigte Guido Westerwelle am 5. Mai 2001 als neu gewählter Chef der deutschen Partei FDP seinen Führungsanspruch. Zehn Jahre später, bei seinem Abschied, sagte er denselben Satz erneut, ergänzt um den Zusatz „jetzt nicht mehr“. Der Spruch selbst war schon vorher als einer von vielen überlieferten Nachsätzen zu dem seemännischen Weckruf „Reise reise“ bekannt, allerdings in der Öffentlichkeit weit weniger verbreitet.

## Auf Messers Schneide
Die Redewendung „Auf Messers Schneide stehen“ bedeutet, dass eine Person oder eine Sache sich in einer kritischen Situation befindet, wobei der Ausgang – ob gut oder schlecht – noch ungewiss ist.
Diese Redewendung findet sich schon in der Ilias des Dichters Homer:

«Νῦν γὰρ δὴ πάντεσσιν ἐπὶ ξυροῦ ἵσταται ἀκμῆς.»

„Nyn gar dē pantessin epi xyrou histatai akmēs.“

„Denn nun steht es allen fürwahr auf der Schärfe des Messers.“

## Auf Regen folgt Sonne.
Diese Volksweisheit erscheint in ähnlicher Form in lateinischer Sprache bereits in der 1541 erschienenen Sprichwörtersammlung des Predigers Sebastian Franck und lautet dort:

“Post nubila Phoebus.”

„Nach den Wolken (erscheint) Phoebus.“

Phoebus ist ein Beiname des auch als Sonnengott verehrten griechischen Gottes Apollon, der gleichzusetzen ist mit der Sonne.
In einem kritisch auf den US-Präsidenten Ronald Reagan bezogenen Lied verwendete der Aktionskünstler Joseph Beuys die Abwandlung „Auf Reagan folgt Sonne“.

## Auf Sand gebaut haben
Diese Wendung geht auf das Matthäusevangelium zurück, wo es am Schluss der Bergpredigt heißt:

„26 Und wer diese meine Rede hört und tut sie nicht, der gleicht einem törichten Mann, der sein Haus auf Sand baute. 27 Als nun ein Platzregen fiel und die Wasser kamen und die Winde wehten und stießen an das Haus, da fiel es ein und sein Fall war groß.“

Mit der Redewendung drückt man aus, dass jemand auf etwas vertraut, das zweifelhaft ist und folglich scheitern wird:
- „Herbstprognose der Regierung ist auf Sand gebaut.“
- „Auf Sand gebaut: die ägyptische Wohnungsnot und ihre Folgen“
- „Begrenzte Ölvorräte – Die Zukunft ist auf Sand gebaut.“

## Auf zum letzten Gefecht!
Der erste Vers des Refrains der Internationalen, des Kampfliedes der internationalen Arbeiterbewegung, lautet:

„Völker, hört die Signale!
 Auf zum letzten Gefecht!“

Die Internationale wurde 1871 von einem Mitglied der Pariser Kommune gedichtet. Die heute übliche deutsche Fassung wurde 1910 von Emil Luckhardt geschrieben.
Das Zitat wird heute oft ohne Bezug zum Lied verwendet, um einen unablässigen, aber aussichtslosen Kampf zu kennzeichnen:
- „Verfassungsklage gegen Vertrag von Lissabon Auf zum letzten Gefecht – diesmal in Karlsruhe“
- „Auf zum letzten Gefecht! – Erdölpanik, Preistreiberei …“
- „Auf zum letzten Gefecht: Die ‚Nationale Initiative Printmedien‘“

Das Motiv des letzten Gefechts rührt aus der endzeitlichen Vision der neutestamentlichen Offenbarung des Johannes, siehe Harmagedon.

## Aufbewahren für alle Zeit!

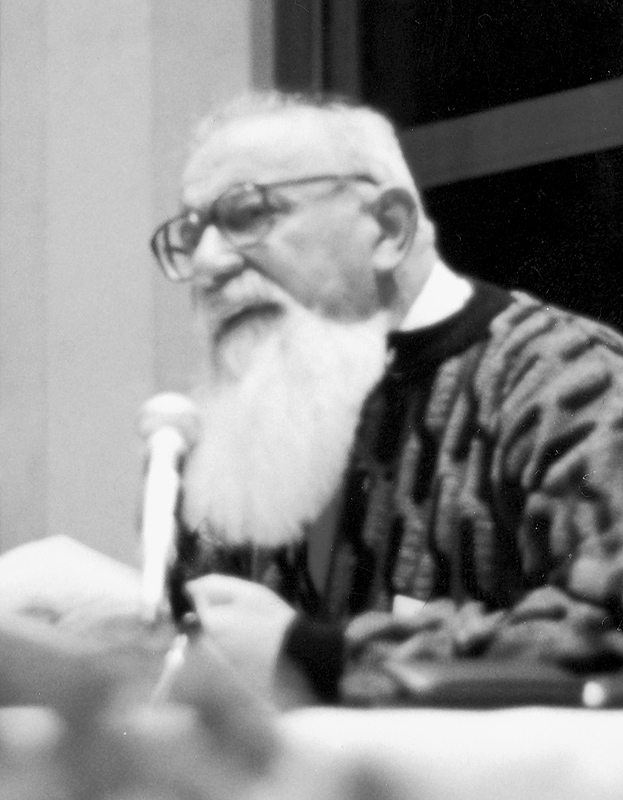
Lew Kopelew

Aufbewahren für alle Zeit! (russisch: Хранить вечно) ist der Titel eines autobiografischen Buchs des russischen Schriftstellers Lew Kopelew. Darin schildert Kopelew als Augenzeuge den Einmarsch der Roten Armee in deutsches Gebiet und berichtet von Plünderungen, Vergewaltigungen und Morden der eigenen Truppen.
Mit diesem Vermerk wurden alle Aktendeckel gestempelt, in denen sich Material über Staatsverbrechen (Paragraph 58) befand. Mit seinen Versuchen, weitere Gräueltaten zu verhindern, erntete Kopelew nur Feindseligkeit bei seinen Kameraden und Vorgesetzten und wurde wegen „Propagierung des bürgerlichen Humanismus, Mitleid mit dem Feind und Untergrabung der politisch-moralischen Haltung der Truppe“ zu zehn Jahren Lagerhaft verurteilt.
Unabhängig vom Buch bezeichnet man damit Sachen, die auf unbegrenzte Zeit archiviert werden sollen:
- „Aufbewahren für alle Zeit! Das Brandenburgische Landeshauptarchiv“
- „Der Film kann Momente der Wahrhaftigkeit aufbewahren für alle Zeiten.“
- „Aufbewahrt für alle Zeiten Mumien und Mumifizierung in der ägyptischen Kultur“

## Auferstanden aus Ruinen
„Auferstanden aus Ruinen“ sind die Anfangsworte eines Liedes von Johannes R. Becher, das in der Vertonung von Hanns Eisler 1949 zur Nationalhymne der DDR wurde. Becher bezieht sich dabei auf den Neubeginn nach dem Zweiten Weltkrieg. Die erste Strophe beginnt folgendermaßen:
Auferstanden aus Ruinen

Und der Zukunft zugewandt,

Lass uns dir zum Guten dienen,

Deutschland, einig Vaterland.
Die Anfangsworte werden heute oft im Scherz zitiert, um zum Beispiel das Comeback eines Sportlers zu kommentieren.
Die Worte werden heute auch humorvoll am Morgen nach einer durchzechten Nacht verwendet.

## Aufgeschoben ist nicht aufgehoben.
Diese Redensart stammt von dem um 450 in Rom lebenden Mönch und Schriftsteller Arnobius dem Jüngeren, der allegorische Kommentare zu den Psalmen verfasste. Im Kommentar zu Psalm 36  ist die entsprechende lateinische Form zu finden:

„Quod differtur, non aufertur.“

## Aufklärung ist der Ausgang des Menschen aus seiner selbst verschuldeten Unmündigkeit.

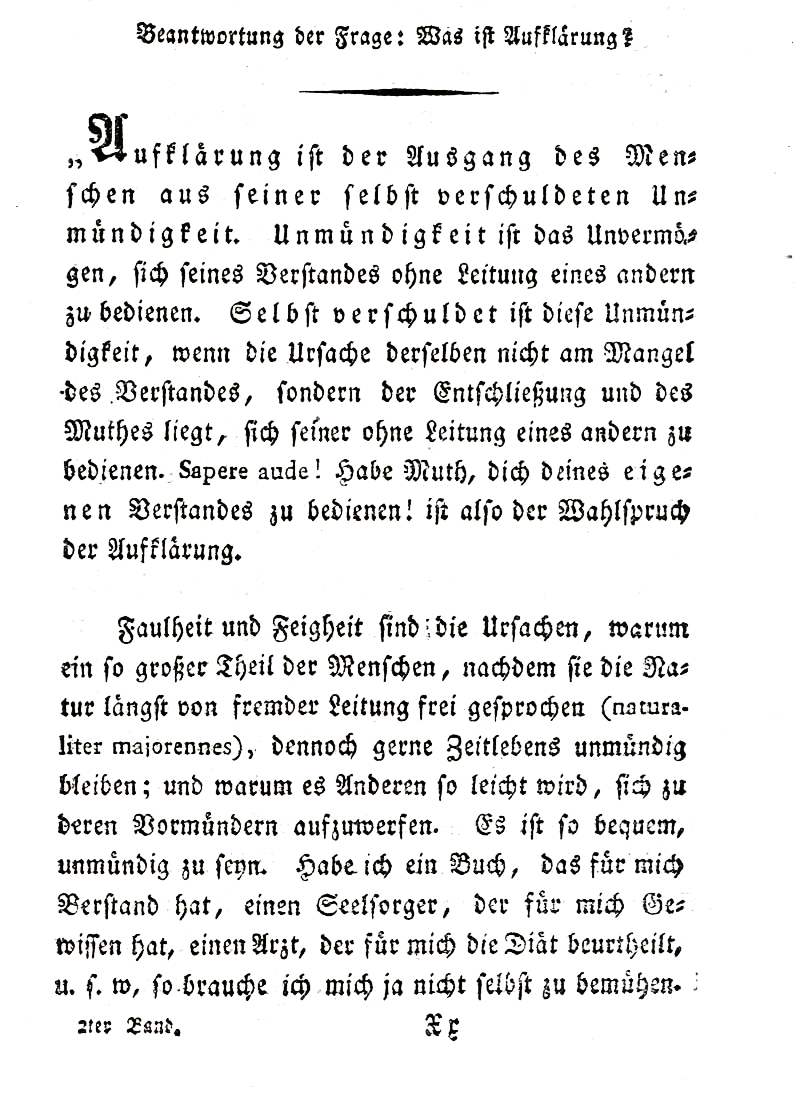
Beantwortung der Frage: Was ist Aufklärung??

Diese Definition des Begriffs Aufklärung stammt vom Philosophen Immanuel Kant und steht in der 1784 veröffentlichten Abhandlung Beantwortung der Frage: Was ist Aufklärung?

„Aufklärung ist der Ausgang des Menschen aus seiner selbstverschuldeten Unmündigkeit. Unmündigkeit ist das Unvermögen, sich seines Verstandes ohne Leitung eines anderen zu bedienen. Selbstverschuldet ist diese Unmündigkeit, wenn die Ursache derselben nicht am Mangel des Verstandes, sondern der Entschließung und des Mutes liegt, sich seiner ohne Leitung eines anderen zu bedienen. Sapere aude! Habe Mut, dich deines eigenen Verstandes zu bedienen! ist also der Wahlspruch der Aufklärung.“

## Aufstand der Massen
Der Aufstand der Massen ist der Titel des bekanntesten Werks des spanischen Philosophen José Ortega y Gasset (spanisch: La rebelión de las masas).
In diesem Werk macht Ortega y Gasset die Aufhebung des Unterschieds zwischen Massen und Elite dafür verantwortlich, dass es zu Aggressivität der Massen kommt. Er verfasste dieses Werk unter dem Eindruck der Weimarer Republik, nachdem er einige Jahre in Deutschland verbracht hatte.

## Aufstieg der Anderen
Der Aufstieg der Anderen (englisch: Rise of the Rest) ist ein Schlagwort aus dem Buch The Post-American World des US-amerikanischen Politikwissenschaftlers und Chefredakteurs von Newsweek International, Fareed Zakaria, das sich mit dem Aufstieg neuer Kräfte außerhalb der USA beschäftigt.
Im Klappentext zu diesem Buch heißt es, dass die höchsten Gebäude, die mächtigsten Staudämme, die größten Flugzeuge und die innovativsten Mobiltelefone schon heute nicht mehr aus den USA, sondern aus Ländern wie Indien, China, Russland oder Brasilien kommen. Zakaria erklärt in seinem Buch, dass eine post-amerikanische Welt entsteht, in der die Vereinigten Staaten von Amerika weniger Einfluss besitzen werden.
Dietmar Ostermann schreibt in der Frankfurter Rundschau über das Ende der Präsidentschaft von George W. Bush:

„Seit Asien boomt, verschiebt sich das Kraftzentrum der Weltpolitik nach Osten. Zugleich haben sich die USA in einem Knäuel ungelöster Probleme verheddert.“

## Auge des Gesetzes

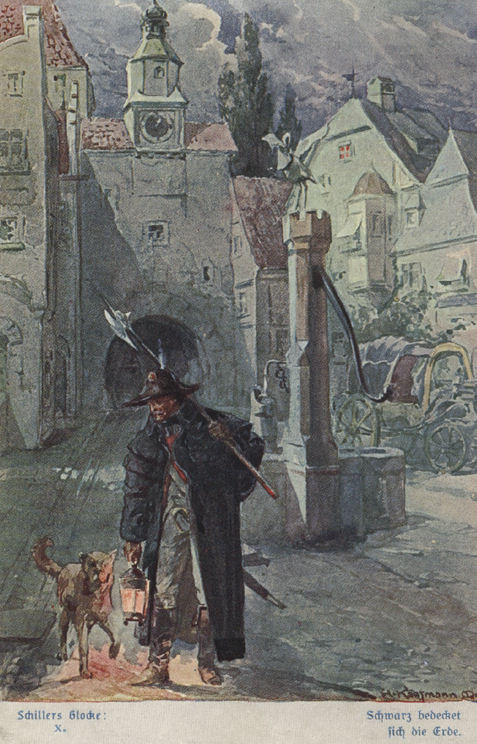
„Das Auge des Gesetzes wacht.“

Mit diesem Ausdruck bezeichnet man scherzhaft die Polizei. Er stammt aus Schillers Lied von der Glocke und steht in folgendem Zusammenhang:
Schwarz bedecket

Sich die Erde:

Doch den sichern Bürger schrecket

Nicht die Nacht,

Die den Bösen grässlich wecket;

Denn das Auge des Gesetzes wacht.
Die Metapher wird allerdings schon vom altgriechischen Tragiker Sophokles vorgeprägt:
Δίκης ὀφθαλμός (Dikēs ophthalmos)
Dort ist das Auge des Gesetzes das Auge der Hore Dike, das nichts übersieht.
Der Humanist Erasmus von Rotterdam schreibt in seiner Sprichwörtersammlung Adagia:

„Auge des Gesetzes nennt man einen gerechten und unbestechlichen Richter oder auch das Gericht selbst. Die Redensart erwähnt Suidas. Hervorgegangen ist sie wahrscheinlich aus Chrysipps Beschreibung der Iustitia bei A. Gellius, Buch 14, Kap. 4, wo er sie mit durchdringendem, geradeaus gerichtetem und starrem Blick darstellt, weil, wie er sagt, derjenige, der ein gerechtes Urteil fällen soll, seine Blicke unverwandt auf die sittliche Ordnung gerichtet halten muß.“

## Auge um Auge, Zahn um Zahn

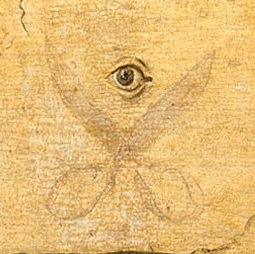
Durch das Auge (Grifföffnung) der Schere ziehen (unehrlich gewinnen), alternativ auch: Auge um Auge. Detail aus Pieter Bruegels Gemälde Die niederländischen Sprichwörter

Die aus dem Alten Testament stammende Redewendung Auge für Auge besagt, dass Gleiches mit Gleichem vergolten werden soll:
„19 Und wer seinen Nächsten verletzt, dem soll man tun, wie er getan hat, 20 Schaden um Schaden, Auge um Auge, Zahn um Zahn; wie er einen Menschen verletzt hat, so soll man ihm auch tun.“ (Lev 24,19–20 )
Die Talion gilt nur für den freien Mann. Wer Sklaven verletzt, kann sich mit Ersatzleistungen schadlos halten, wer aber einen freien Vollbürger verletzt, der wird mit der gleichen Verletzung bestraft.
Der indische Menschenrechtler Mahatma Gandhi merkte dazu kritisch an:

„Auge um Auge lässt die Welt erblinden.“

Jedoch ist diese Auslegung im biblischen Kontext unbelegt:

„Die sprichwörtlich gewordene moderne Verwendung wird dem biblischen Befund in keinem Falle gerecht, sondern stellt eine Verzerrung, ja böswillige Verdrehung ihres wahren Sinnes dar.“

## Augen haben und nicht sehen; Ohren haben und nicht hören.
Diese Redewendung geht auf Psalm 115 zurück, dessen Verse 5 und 6 sich auf heidnischen Götzen beziehen:

„5 Sie haben Mäuler und reden nicht, sie haben Augen und sehen nicht, 6 sie haben Ohren und hören nicht, sie haben Nasen und riechen nicht“

Im Evangelium nach Matthäus weist Jesus unter Bezugnahme auf die Weissagung des Propheten Jesaja (6,9f ) mit diesen Worten auf die Notwendigkeit hin, in Gleichnissen zu predigen:

„Denn mit sehenden Augen sehen sie nicht und mit hörenden Ohren hören sie nicht; und sie verstehen es nicht.“

## Aus allen Wolken fallen
Diese Redewendung könnte zusammen mit der ähnlichen Wendung „aus allen Himmeln fallen“ auf den Propheten Jesaja zurückgehen. Dort heißt es mit Bezug auf den gestürzten König von Babylon:

„»(…) 11 Deine Pracht ist herunter zu den Toten gefahren samt dem Klang deiner Harfen. Gewürm wird dein Bett sein und Würmer deine Decke.«

12 Wie bist du vom Himmel gefallen, du schöner Morgenstern! Wie wurdest du zu Boden geschlagen, der du alle Völker niederschlugst!“

Diese Feststellung bezieht sich nach Auslegung der Kirchenväter auf den gefallenen Engel Luzifer.
Die Redewendung wird heute im Sinne von völlig überrascht sein benutzt, wenn man plötzlich mit der Wirklichkeit konfrontiert wird, die einem nicht bewusst war:
- „Manch ein Manager fällt aus allen Wolken, wenn die Kündigung ins Haus steht.“

Die Redewendung wird mit einer anderen Bedeutung angewendet bei:
- „Aus allen Wolken fallen: Schnupperkurs im Fallschirmspringen“.

## Aus dem Osten kommt das Licht.

Sonnenaufgang

Dieser Satz bezog sich zuerst auf die Sonne, dann in übertragenem Gebrauch auf das Christentum und die Wiege der Kultur im Orient.
Bereits der Prophet Hesekiel beschrieb das Licht Gottes als von Osten kommend:

„Und siehe, die Herrlichkeit des Gottes Israels kam von Osten und brauste, wie ein großes Wasser braust, und es ward sehr licht auf der Erde von seiner Herrlichkeit.“

Bekannt ist die lateinische Version des Spruchs:

„Ex oriente lux.“

Parteibanner der CDU der DDR

Die CDU der DDR hatten die Taube mit dem Ölzweig im Schnabel in den blauen Schild. Das Parteiemblem wurde gekrönt von dem Wort-Bogen “Ex oriente pax” (deutsch: „aus dem Osten kommt der Frieden“). Die CDU der DDR bezog damit im Kalten Krieg Stellung.
Eine scherzhafte Erweiterung des Satzes durch Stanisław Jerzy Lec spielt auf die westliche Dekadenz an:

„Ex oriente lux, ex occidente luxus.“

„Aus dem Osten kommt das Licht, aus dem Westen der Luxus.“

## Aus der Tiefe rufe ich zu dir.

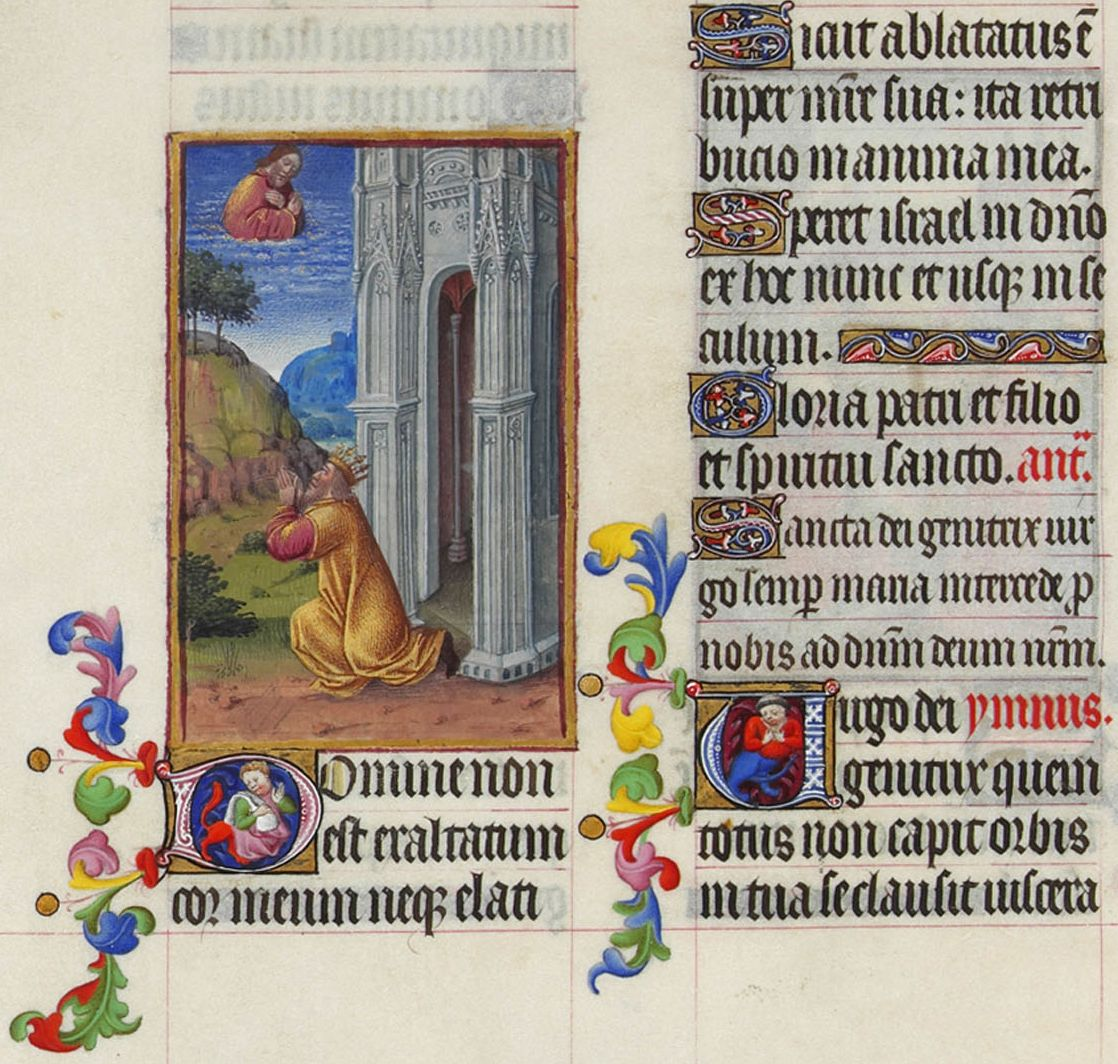
Psalm 130 im Stundenbuch des Herzogs von Berry

Mit diesen Worten beginnt Psalm 130, der auch unter seinem lateinischen Namen De profundis bekannt ist und das traditionelle Totengebet der katholischen Kirche ist:

„1Ein Wallfahrtslied. Aus der Tiefe rufe ich, HERR, zu dir. /

2 Herr, höre meine Stimme! Lass deine Ohren merken auf die Stimme meines Flehens!

3 Wenn du, HERR, Sünden anrechnen willst – Herr, wer wird bestehen?

4 Denn bei dir ist die Vergebung, dass man dich fürchte.“

Das Thema regte schon Renaissance-Komponisten zu polyphonen Meisterwerken an. In der Barockmusik bildet der Text des Psalms die Grundlage der Kantate Aus der Tiefen rufe ich, Herr, zu dir von Johann Sebastian Bach. De Profundis ist der Titel einer Selbstprüfung und Anklage, die Oscar Wilde während seiner Inhaftierung im Zuchthaus schrieb. Im 20. Jahrhundert wurden die Verse zum Ausdruck der Not und Verzweiflung.

## Aus Erfahrung gut

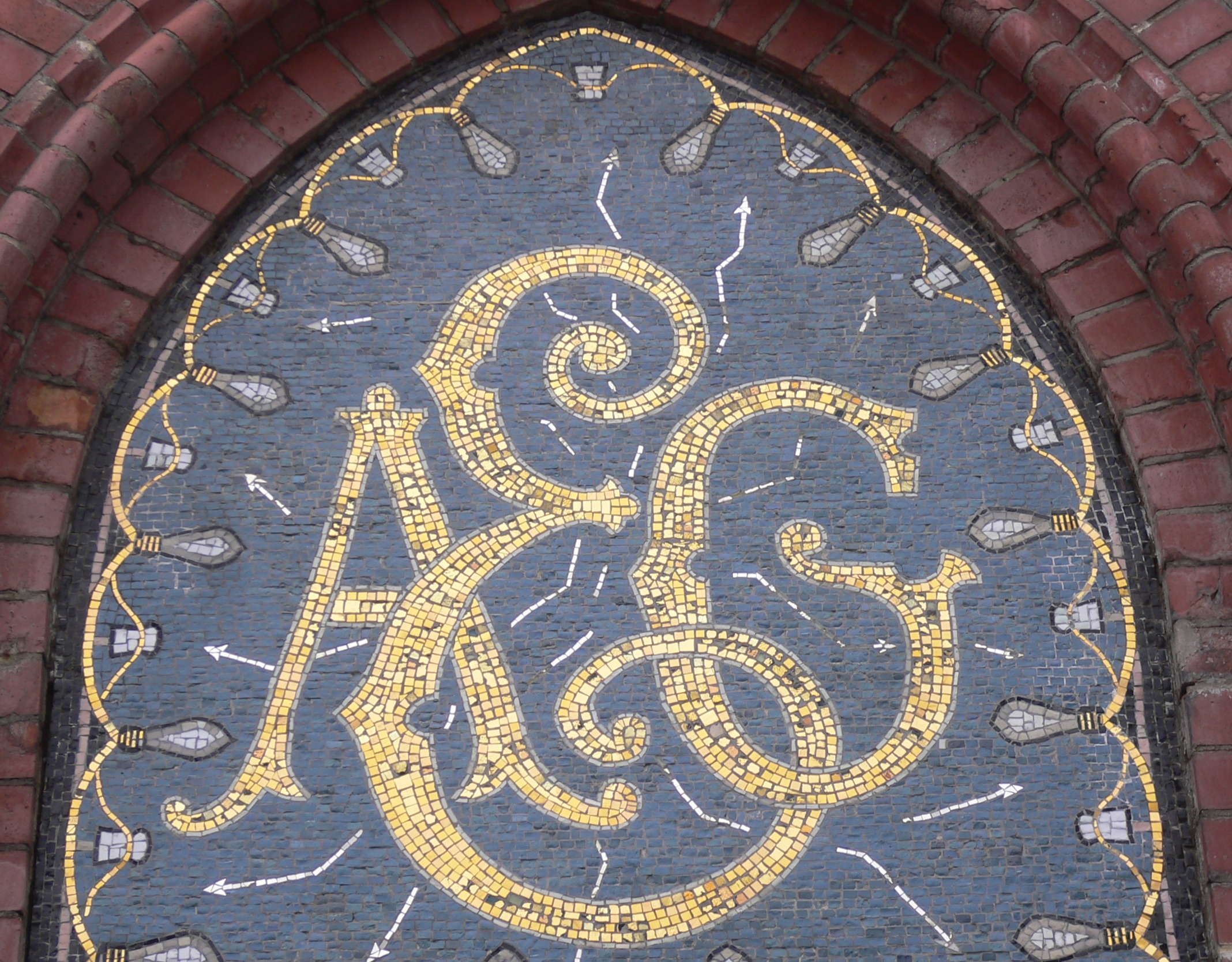
Abkürzung AEG am Beamtentor in Berlin

Aus Erfahrung gut ist der bekannte Werbeslogan der 1887 gegründeten Allgemeinen Elektricitäts-Gesellschaft (AEG), eines der bedeutendsten deutschen Elektrounternehmen, das 1996 aufgelöst wurde, während der Markenname AEG von Lizenznehmern weiter benutzt wird.
Der Slogan, dessen Anfangsbuchstaben denen des Firmennamens entsprechen, wurde erstmals im Jahr 1958 für die Hausgerätesparte verwendet. Allerdings kursierten bald spöttische Umdichtungen des Slogans:

„Alles Ein Gammel – Aber Es Geht.“

„Auspacken, Einschalten, Garantiefall.“

„Auspacken, Einschalten, Geht nicht.“

„Altes Elektrisches Gerümpel.“

Unter dem Warenzeichen AEG wird heute häufig Billigware von verschiedenen Herstellern im Einzelhandel angeboten. Ein Beispiel dafür sind die AEG-Nähmaschinen der Firma Fei Yue aus China.
Der Slogan wird heute auch auf andere Firmen angewandt:
- „Volkswagen: Aus Erfahrung gut.“
- „Aus Erfahrung gut: Für das neue Werk Leipzig suchte BMW gezielt erfahrene Mitarbeiter.“
- „Aus Erfahrung gut. Cybay realisiert weiteren Relaunch der AEG Haustechnik.“

## Aus krummem Holz kann nichts ganz Gerades gezimmert werden.
Diese Metapher stammt aus dem Aufsatz Idee zu einer allgemeinen Geschichte in weltbürgerlicher Absicht des Philosophen Immanuel Kant und wurde am 30. März 2000 vom deutschen Bundespräsidenten Johannes Rau in seiner Ansprache vor dem neunten Internationalen Kant-Kongress in Berlin aufgegriffen:

„Der humanistische Impuls, der Kants philosophisches und politisches Denken antrieb, führte ihn nicht zu blindem Optimismus und zum Glauben an eine nur noch rosige, weil aufgeklärte Zukunft der Menschheit.
 Im Gegenteil, Kant war skeptisch im Hinblick auf das menschliche Streben, von sich aus das Gute zu tun.
 Sie alle kennen den berühmten Satz, in dem sich diese Skepsis bildlich ausdrückt: ‚Aus so krummem Holze, als woraus der Mensch gemacht ist, kann nicht ganz gerades gezimmert werden. Nur die Annäherung zu dieser Idee ist uns von der Natur auferlegt.‘“

Die Schriftstellerin Thea Dorn schreibt zu diesem Kant-Zitat:

„Gerade das vergangene Jahrhundert zeigt, dass bislang jeder Versuch, es dennoch zu tun, im totalitären Desaster endet. Was also tun, wenn die Gesellschaft einerseits feste, gerade Stützbalken braucht – und andererseits das Krumme nicht rücksichtslos gerade hobeln darf?“

## Aus seinem Herzen keine Mördergrube machen

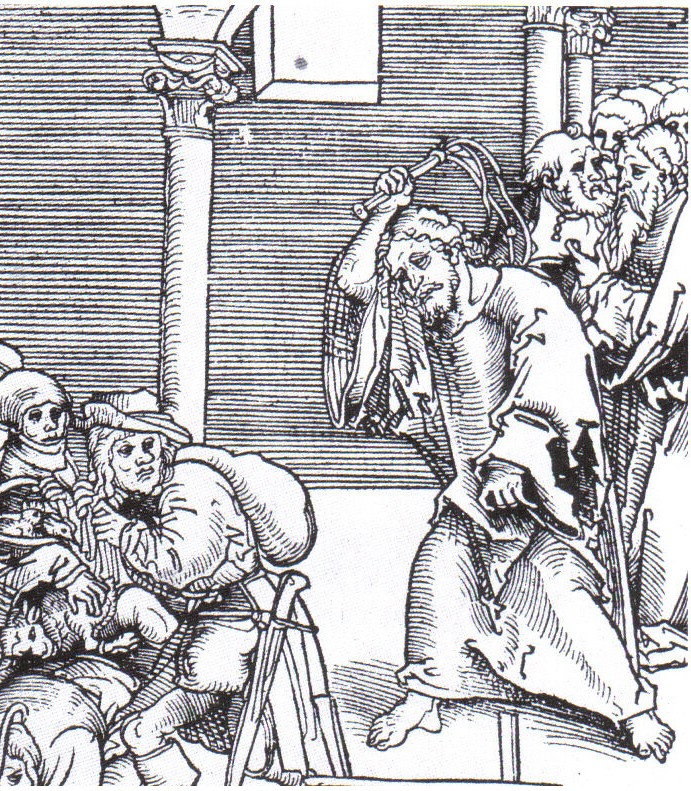
Tempelreinigung Jesu Christi

Diese Redewendung ist eine freie Verwendung der lutherschen Übersetzung der Bibelstelle um die Tempelreinigung:

„12 Und Jesus ging zum Tempel Gottes hinein und trieb heraus alle Verkäufer und Käufer im Tempel und stieß um der Wechsler Tische und die Stühle der Taubenkrämer 13 und sprach zu ihnen: Es steht geschrieben: „Mein Haus soll ein Bethaus heißen“; ihr aber habt eine Mördergrube daraus gemacht.“

Durch das Zurückhalten schlimmer Gedanken wurde das Herz, der Tempel Gottes, bildlich zur Mördergrube, zu einem unterirdischen Schlupfwinkel für Mörder.
Das Zitat bedeutet heute so viel wie offen reden und seine Gefühle zeigen:
- „Überwinden Sie sich endlich. Machen Sie aus Ihrem Herzen keine Mördergrube!“
- „Couragierte Persönlichkeiten machen aus ihrem Herzen selten eine Mördergrube.“

Der Schriftsteller Heinz Rudolf Kunze schreibt in seinem Gedicht Keine Mördergrube über Neonazis:

„Ich räume ein daß das Tragen schwarzer Koppelschlösser
 schwarzer Riemen die diagonal von Schulter zur Hüfte verlaufen
 und roter Armbinden mit weißer kreisförmiger Einlassung
 in der sich ein schwarzes immerhin dem Kruzifix nachempfundenes
 Symbol befindet bei dem einen oder andern gewisse (freilich
 übertrieben gepflegte) Empfindlichkeiten berühren könnte

 Diese jungen Leute
 machen halt aus ihrem Herzen keine Mördergrube“

## Ave, Cäsar! Die Todgeweihten grüßen dich!
Nach weit verbreiteter Auffassung begannen während der römischen Kaiserzeit die Gladiatorenspiele mit dem Gruß „Ave Caesar, morituri te salutant!“
Überliefert ist dieser Gruß allerdings nur für eine einzige Gegebenheit. Dabei handelte es sich um eine von Kaiser Claudius inszenierte Seeschlacht.
Der Zitatensammler Georg Büchmann schreibt in seinen Geflügelten Worten:

„Als nämlich Kaiser Claudius (reg. 41–54) zur Feier der Vollendung des Abzugskanals aus dem Fucinersee ein blutiges Seegefecht gab, begrüssten ihn mit obigen Worten die Fechter. Des Kaisers Gegengruss: ‚Seid gegrüsst‘ nahmen sie irrtümlich für die Erlaubnis, nicht zu kämpfen, so dass Claudius sie drohend zum Kampfe antreiben musste.“

## Ave Maria!

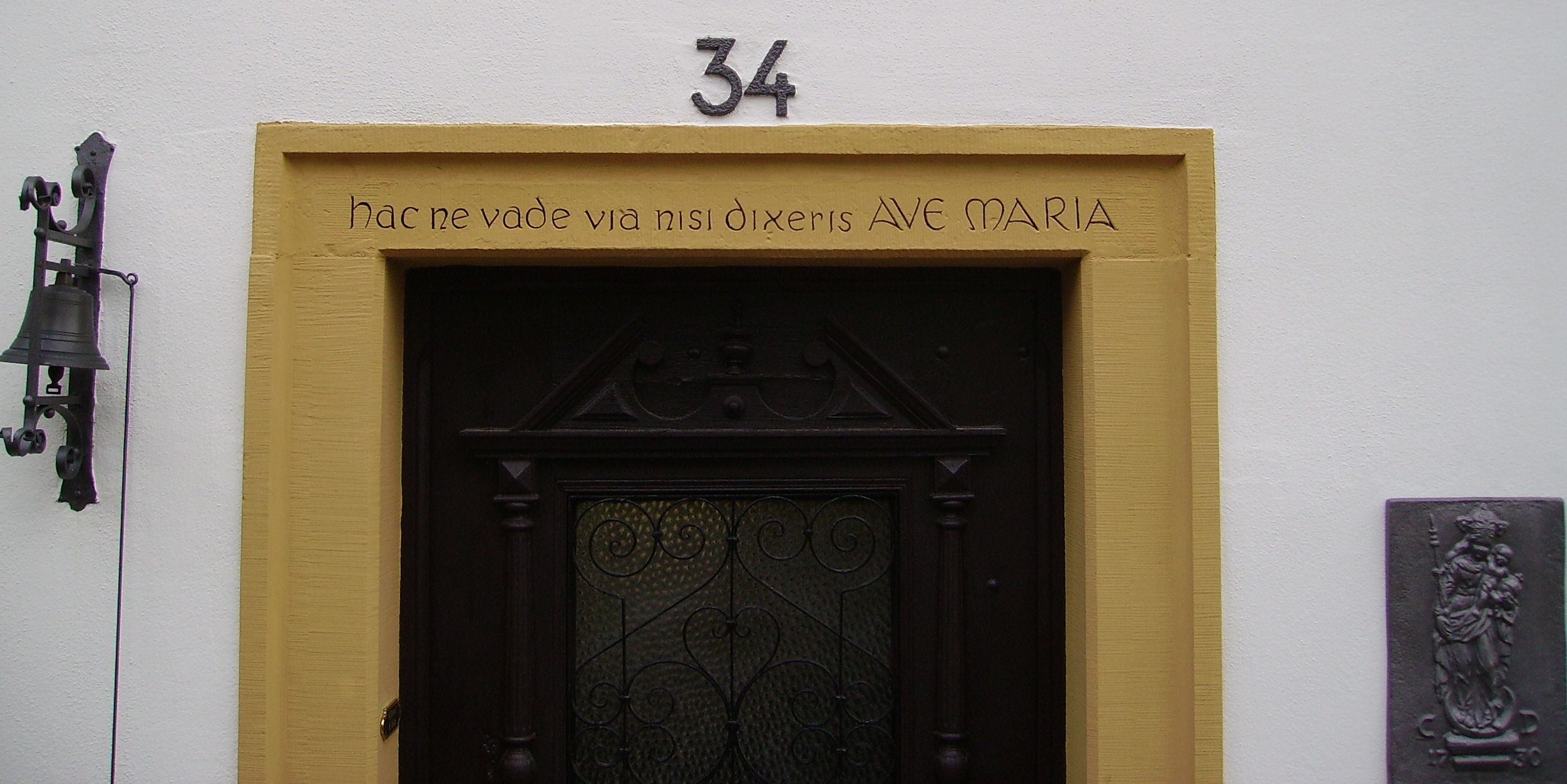
Lateinische Inschrift über dem Eingang eines Pfarrhauses: „Tritt nicht ein, ohne ein Ave Maria zu sprechen!“

Der lateinische Gruß Ave Maria (Gegrüßet seist Du, Maria) ist der Beginn eines Grundgebetes der katholischen Kirche zur Anrufung Marias, der Mutter Jesu. Es gehört nach dem Vaterunser zu den meistgesprochenen Gebeten der Christenheit und ist Bestandteil des Rosenkranz-Gebetes. Außerdem wurde es von Komponisten aller Epochen vertont. Es lautet folgendermaßen:

„Gegrüßet seist Du, Maria, voll der Gnade.
 Der Herr ist mit Dir.
 Du bist gebenedeit unter den Frauen,
 und gebenedeit ist die Frucht Deines Leibes, Jesus.
 Heilige Maria, Mutter Gottes,
 bitte für uns Sünder, jetzt und in der Stunde unseres Todes.
 Amen.“

Die lateinische Huldigung ave! ist das phönizische Lehnwort hawe, was so viel bedeutet wie „lebe!“

“Ave Maria, gratia plena, Dominus tecum.”

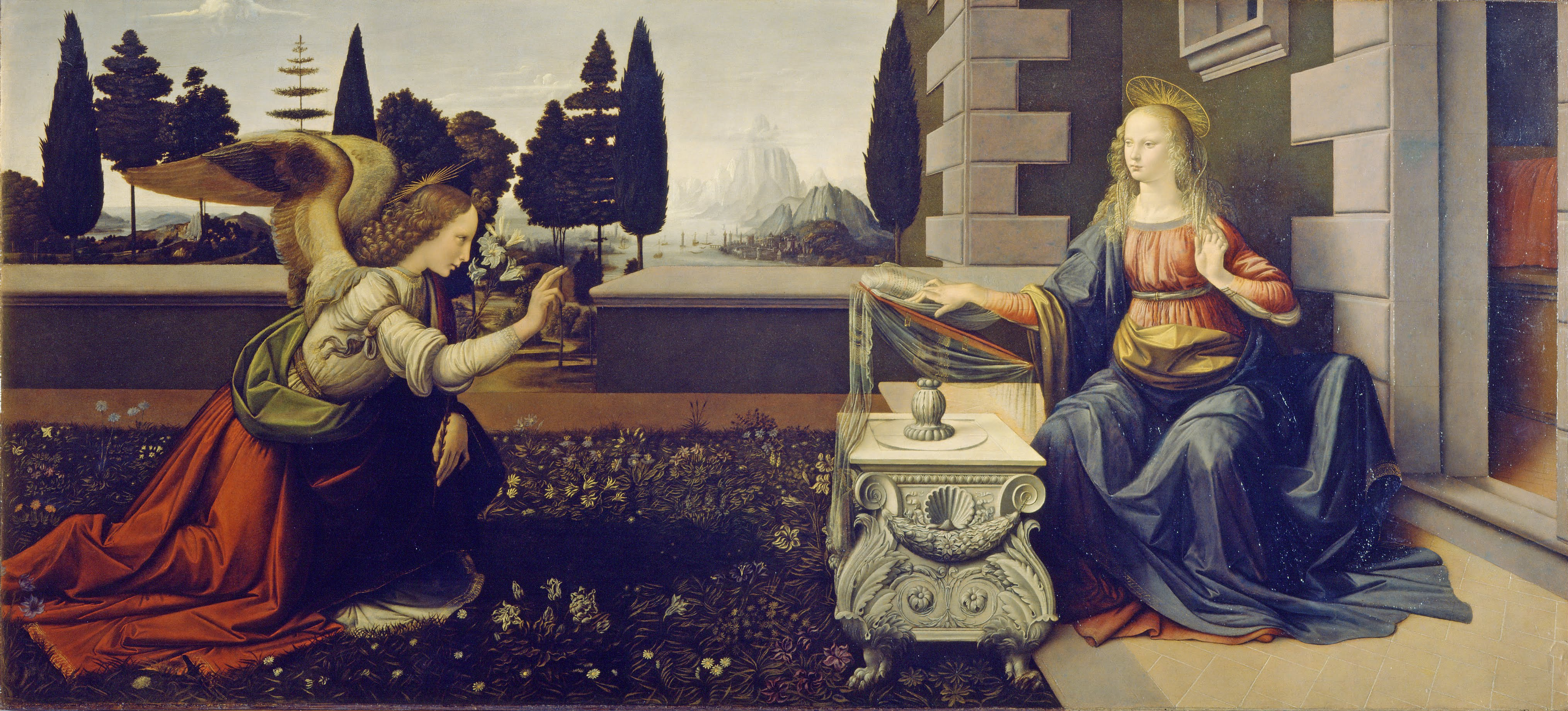
Leonardo da Vinci: Verkündigung des Herrn

Diese wiederum lehnt sich am griechischen Originaltext im Evangelium nach Lukas an:

«Χαῖρε, κεχαριτωμένη, ὁ κύριος μετὰ σοῦ.»

„Chaire, kecharitōmenē, ho kyrios meta sou.“

„Sei gegrüßt, du Begnadete, der Herr ist mit dir.“

Dies waren die Worte, mit denen der Erzengel Gabriel die Jungfrau Maria begrüßte und ihr verkündete, dass sie die Mutter des Erlösers sein werde.